# Alto Renacimiento español

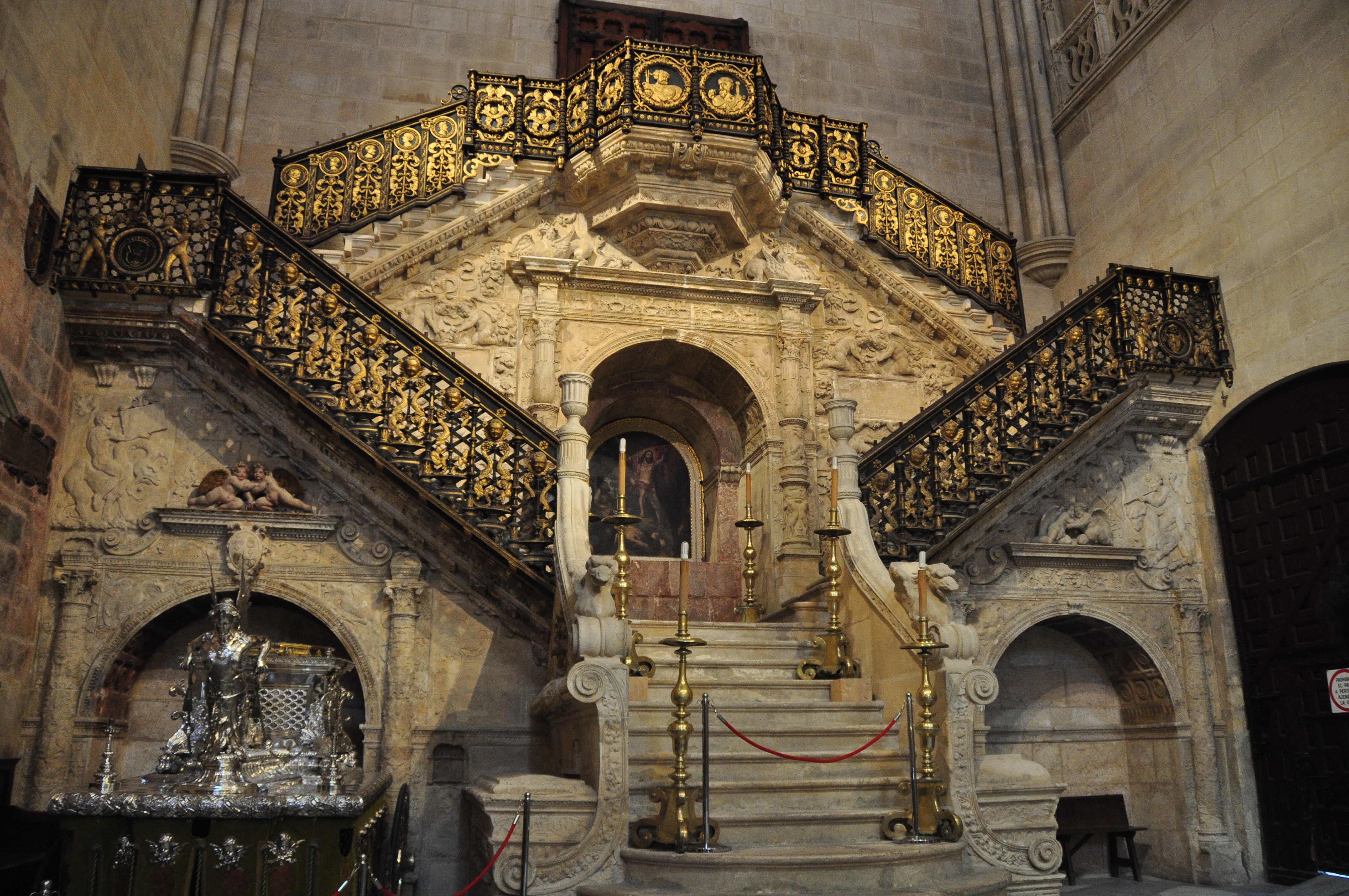
Escalera Dorada, del arquitecto Diego de Siloé y el rejero Maestre Hilario, ca. 1519.

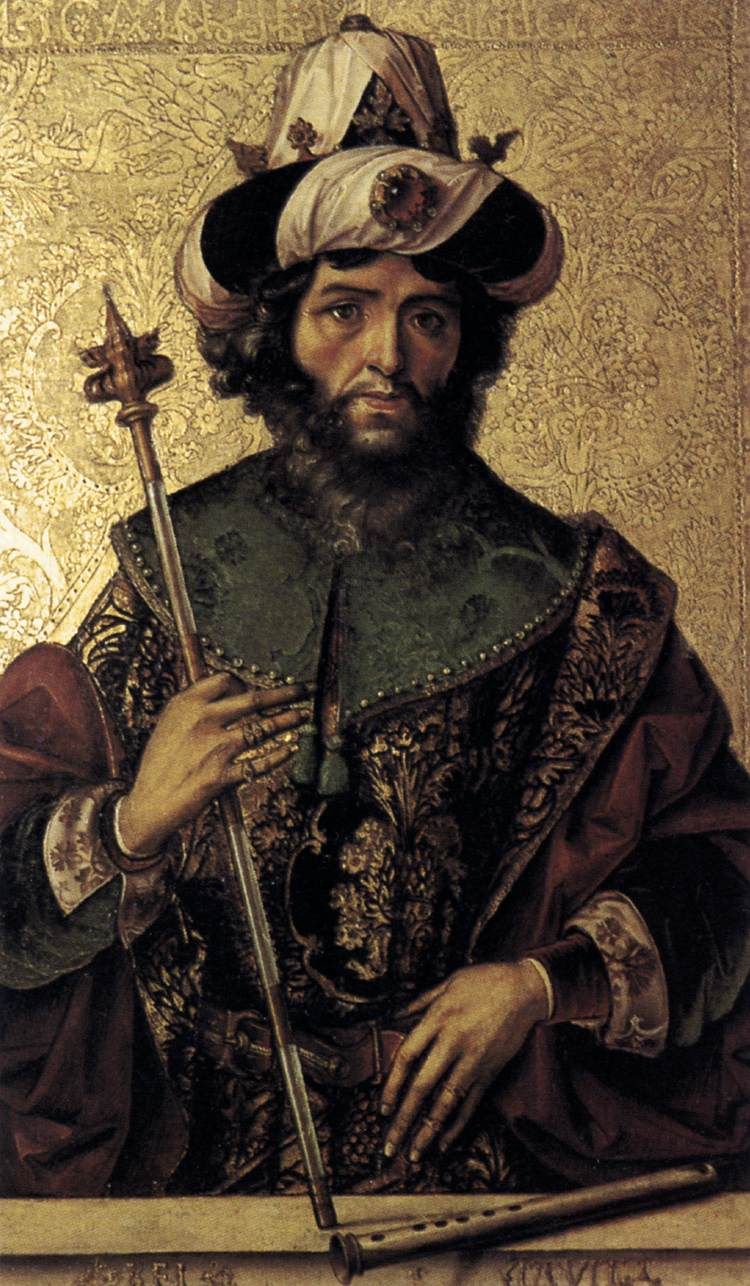
David, de Pedro Berruguete, ca. 1500.

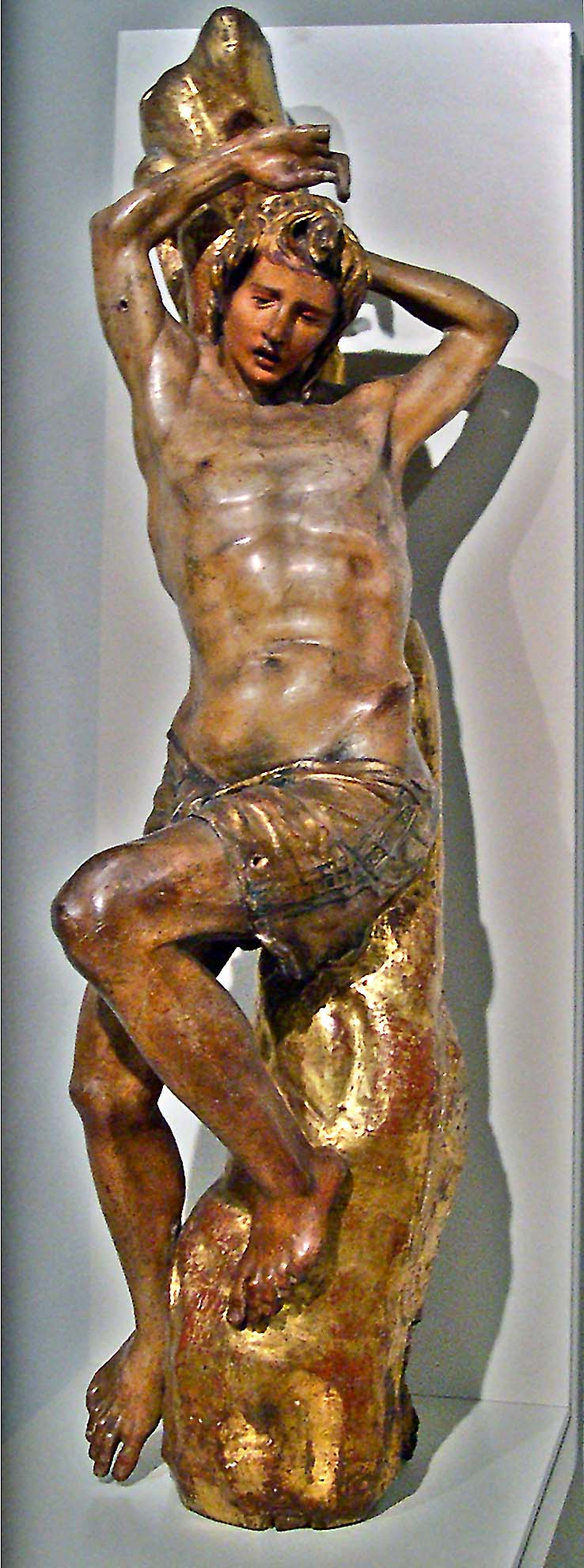
San Sebastián del retablo de San Benito el Real (Valladolid), de Alonso Berruguete, 1527-1532.

Alto Renacimiento español es una denominación  que identifica un periodo de la historia del arte en España equiparable en cierta medida al concepto de Alto Renacimiento para la historia general del arte; y, al igual que este, es de uso algo equívoco en la bibliografía, aunque lo más usual es que identifique a la primera parte del Renacimiento español. Estilísticamente no se limita a las sucesivas introducciones del Renacimiento (tal como este se desarrolló desde el siglo XV en Italia) y del Manierismo (tal como se desarrolló desde el segundo cuarto del siglo XVI también en Italia); sino que coincide con el final del Gótico y con otras influencias (especialmente la flamenca). Comprende los estilos denominados hispano-flamenco, estilo Reyes Católicos (o isabelino), estilo Cisneros, Plateresco y estilo príncipe Felipe (o purismo renacentista); que cronológicamente se sitúan en el último cuarto del siglo XV y la primera mitad del siglo XVI, correspondientes a los reinados de los Reyes Católicos (1479-1516) y Carlos I de España (1516-1556). El periodo que le sigue es denominado Bajo Renacimiento español (correspondiente al reinado de Felipe II de España, 1556-1598).
También las etiquetas proto-Renacimiento o primer Renacimiento español cubren un periodo que puede coincidir, aunque más bien se identifican con una cronología más temprana (el siglo XV). También hay algún uso de la expresión Pleno Renacimiento español, que se situaría a mediados del siglo XVI, entre el Alto y el Bajo, identificado con la escuela de Valladolid de escultura (Alonso de Berruguete y Juan de Juni) o con Alonso de Covarrubias. Otros artistas se sitúan a caballo entre el «Primer Renacimiento» y el «Pleno Renacimiento», como Rodrigo Gil de Hontañón, Bartolomé Ordóñez o Diego de Siloé. En pintura, además de a Pedro Berruguete, se considera que los "introductores del alto Renacimiento en España" son los dos Fernando spagnolo que constan como discípulos de Leonardo da Vinci (Fernando Yáñez de la Almedina y Fernando de los Llanos), y a los que se ha llegado a atribuir incluso la réplica de la Gioconda del Museo del Prado.
La continuidad entre la Edad Media y el Renacimiento es particularmente visible en España a causa de la continuidad de las estructuras económicas y sociales y de la superestructura político-ideológica, en las instituciones del Antiguo Régimen en España. Las formas artísticas góticas (de tradición local, internacional o hispano-flamenca) y mudéjares (de tradición andalusí) se combinaron con las nuevas formas italianas, en un fluido intercambio de materiales y artistas de toda Europa (de Italia -Domenico Fancelli, Pietro Torrigiano, Paolo de San Leocadio-, Borgoña -Felipe Vigarni, Juan de Borgoña-, Alemania -Rodrigo Alemán, Simón de Colonia-, Flandes -Juan de Flandes, Alejo de Vahía, los Guas, los Egas, los Siloé-, incluso hasta de los lejanos puertos bálticos de la Hansa -Michel Sittow-).
Qué era entonces  «moderno» y qué «tradicional» no coincide con la percepción actual, mediada por la historiografía y la crítica de arte, que nacieron con una explícita perspectiva «clasicista»; en cambio, para los artistas y tratadistas españoles de comienzos del siglo XVI, el estilo «moderno» era el plateresco, mientras que las formas renacentistas eran las «antiguas» o «del romano» (Diego de Sagredo, Las Medidas del Romano, 1526).

## Arquitectura
En la cronología delimitada como "Alto Renacimiento" se pueden identificar al menos tres estilos diferenciados en la arquitectura española, con fases evolutivas dentro de cada uno de ellos. La mayor parte de los arquitectos españoles de la época tienen parte de su obra asociada a varios de estos estilos o fases.
- El estilo Reyes Católicos o «isabelino», por su condición de transición, aparece a veces denominado como «Gotico» y a veces como «Renacimiento»: Escuela de Toledo (Enrique y Antón Egas y los Guas), Escuela de Burgos (Juan de Colonia y Simón de Colonia), fachadas de Valladolid (San Pablo y San Gregorio), Palacio del Infantado (Guadalajara), Casa del Cordón (Burgos), Casa de los Dávila (Ávila), Casa de los Bravo (Segovia), etc.[2]

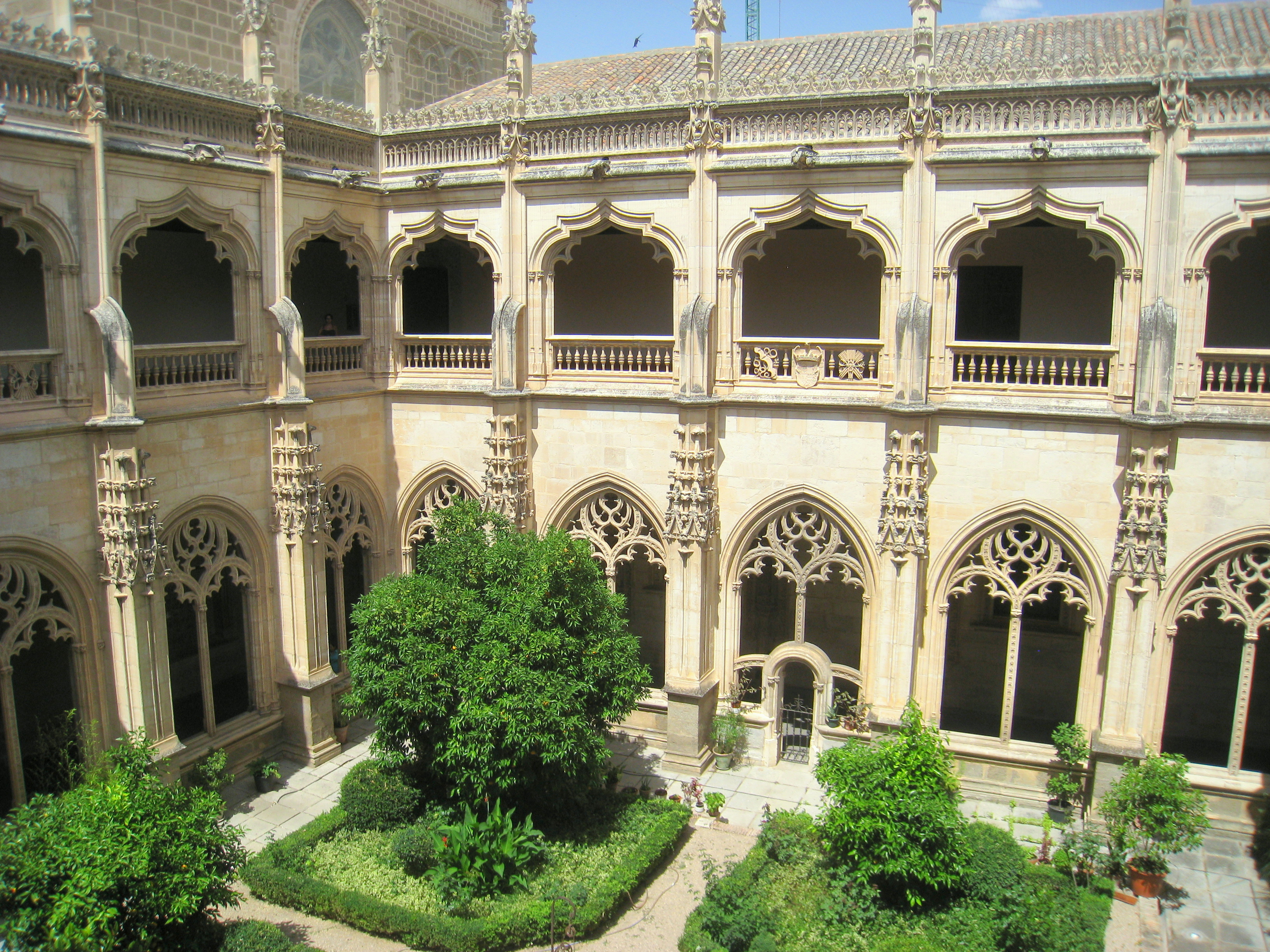
Claustro de San Juan de los Reyes (1476-1495), Toledo
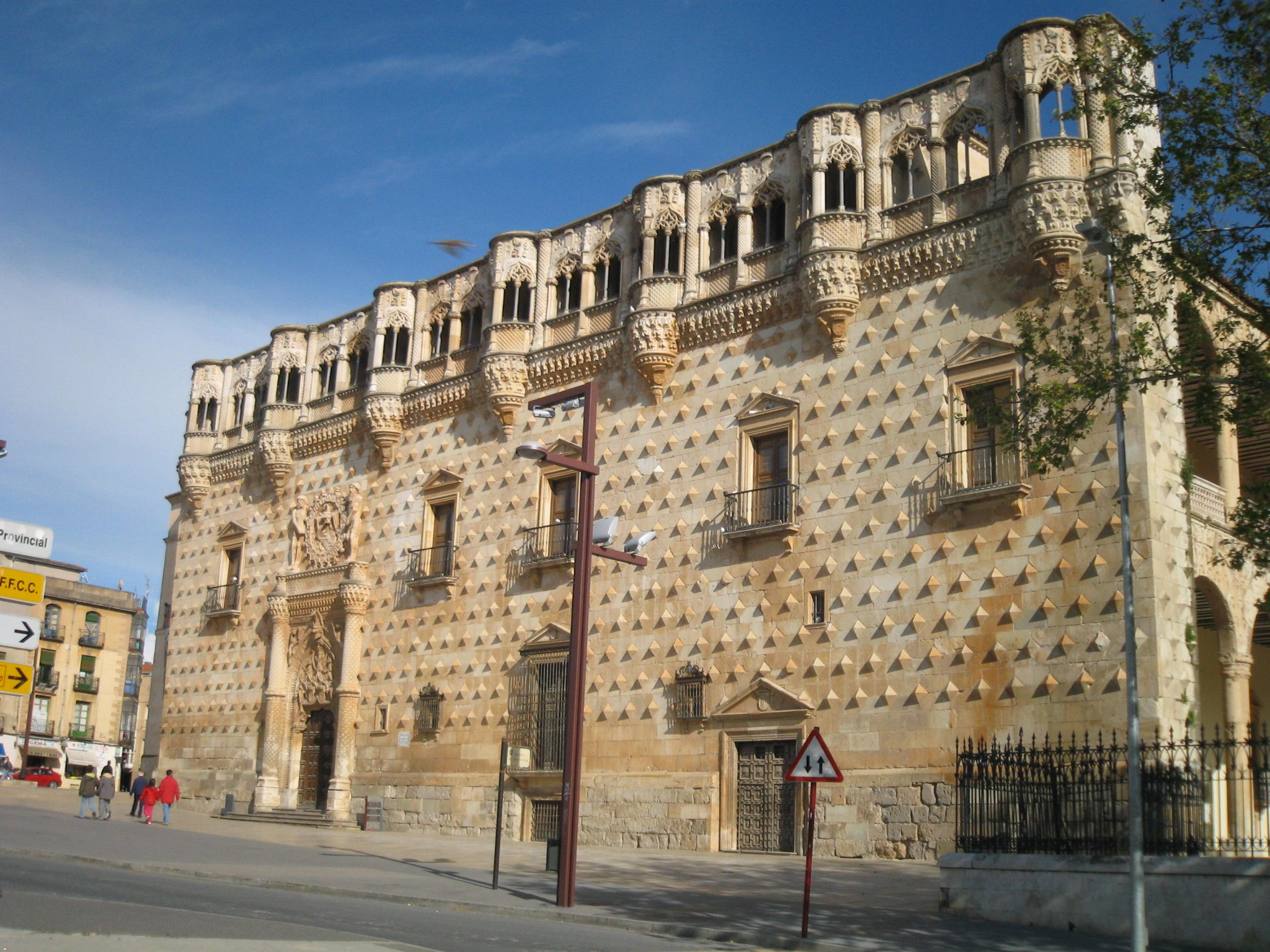
Palacio del Infantado (1480-1483)
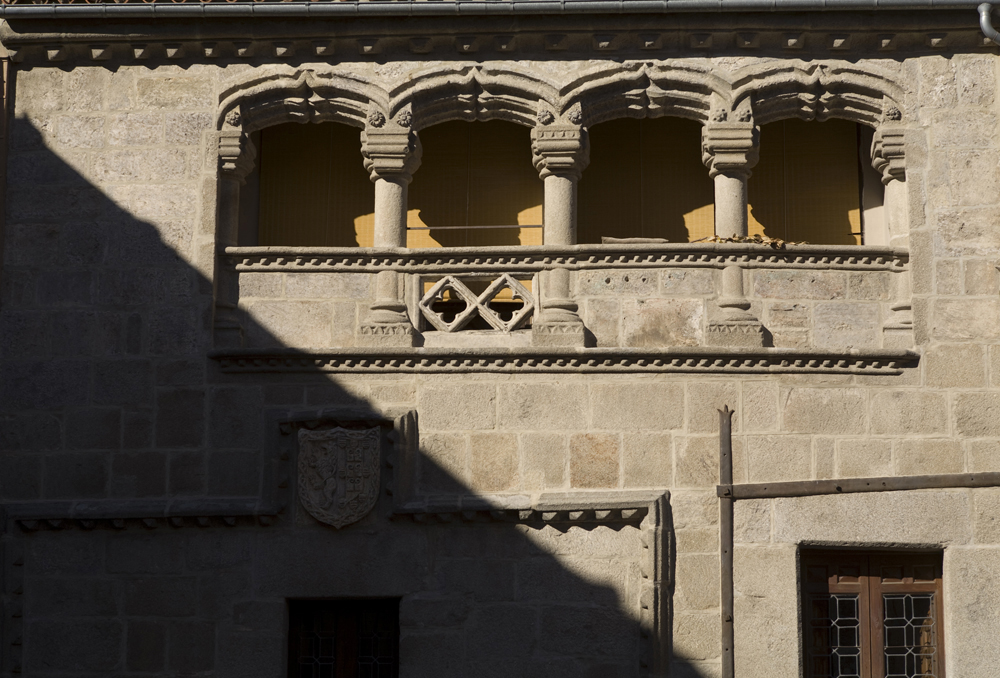
Casa de los Bravo, Segovia
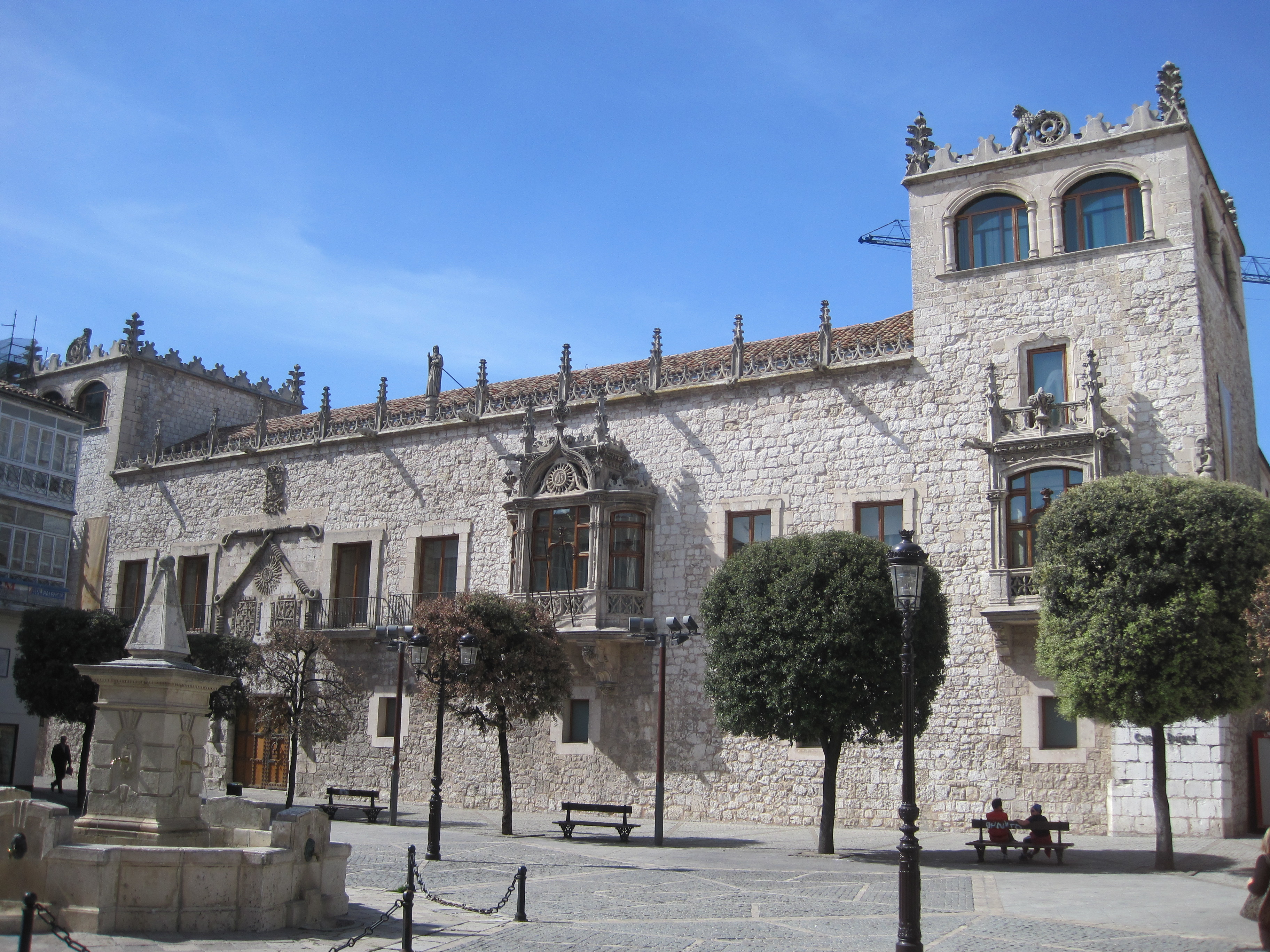
Casa del Cordón (1476-1497), Burgos
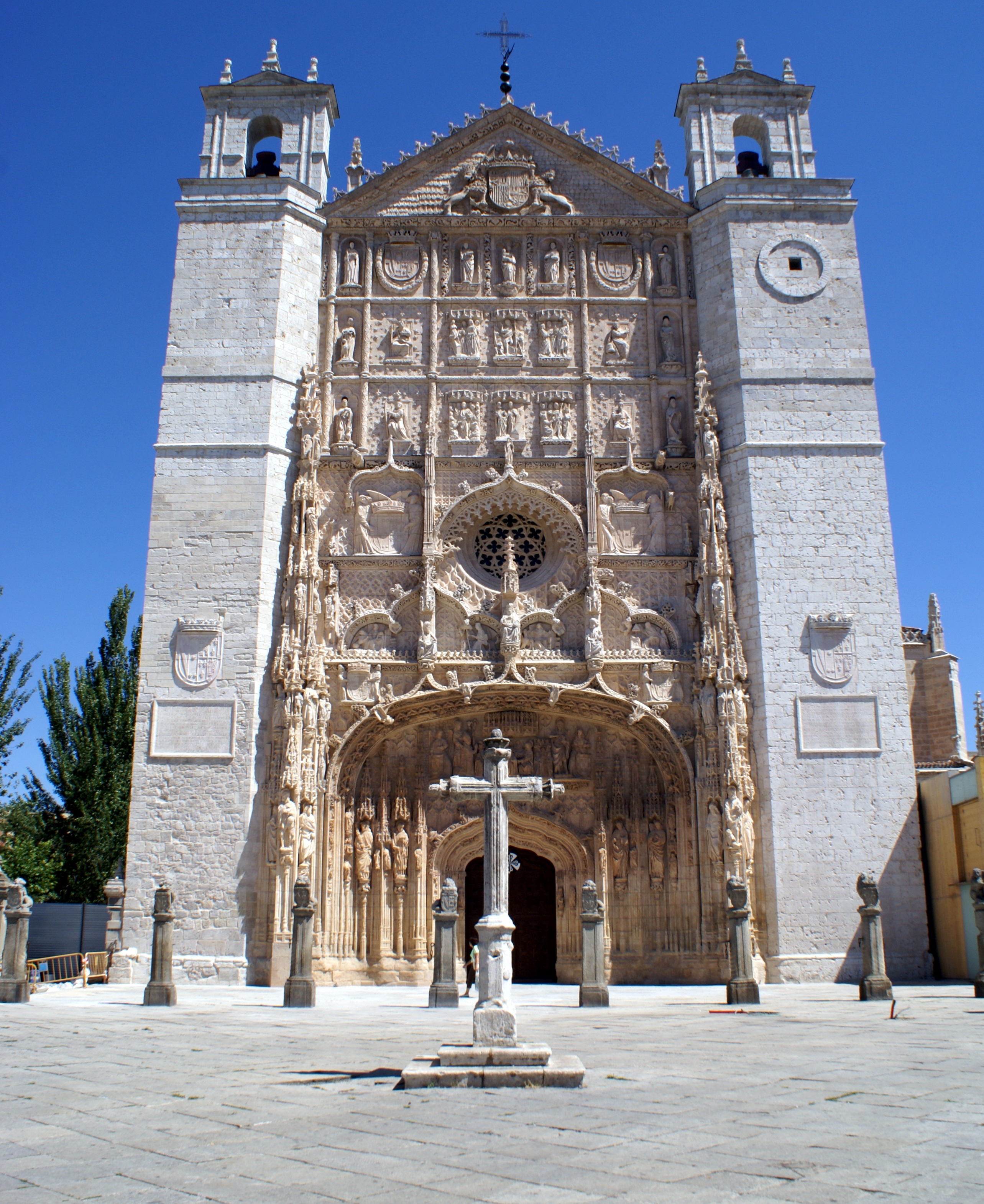
Iglesia del convento de San Pablo (1445-1500), Valladolid
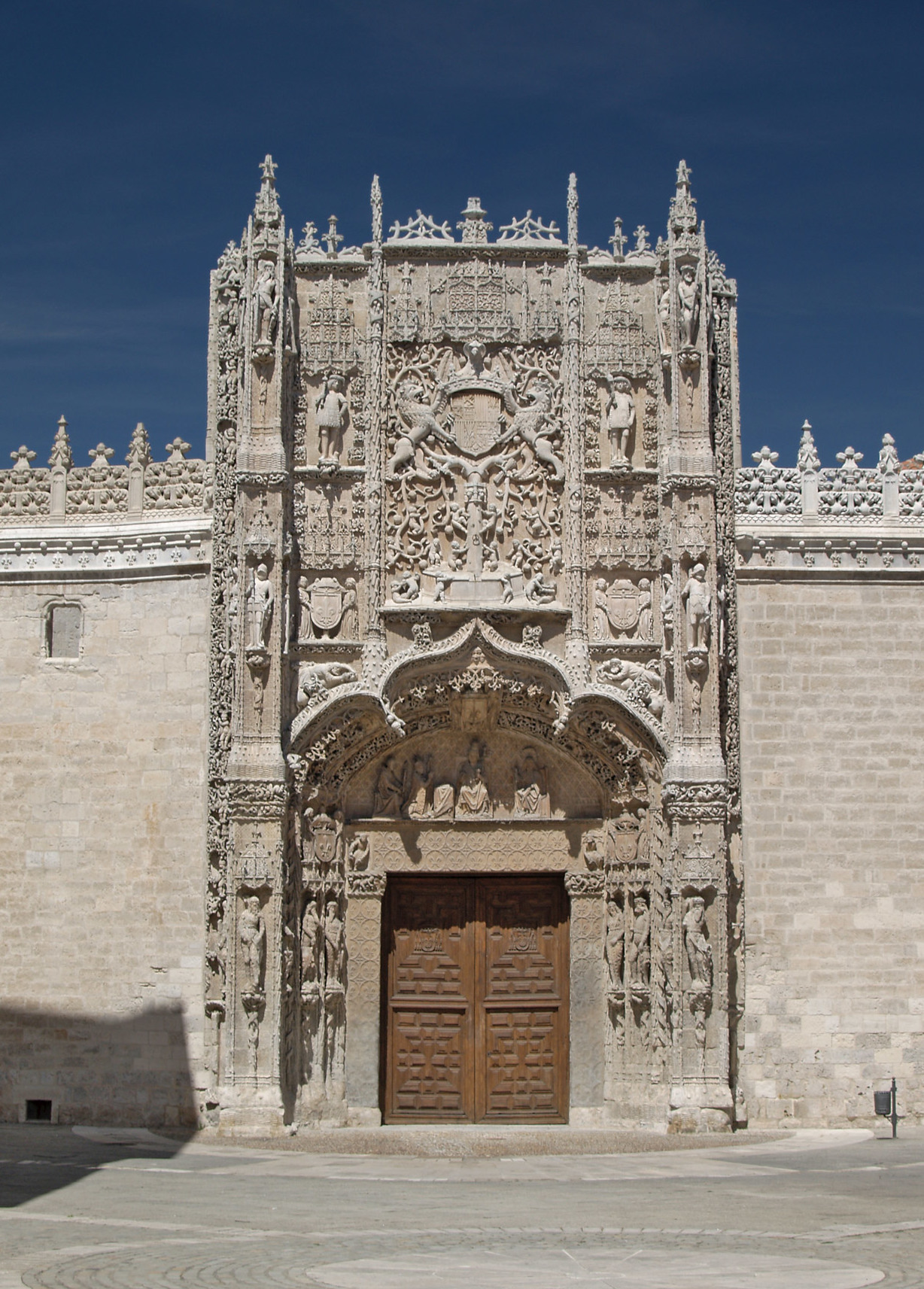
Fachada del Colegio de San Gregorio (1488-1496), Valladolid
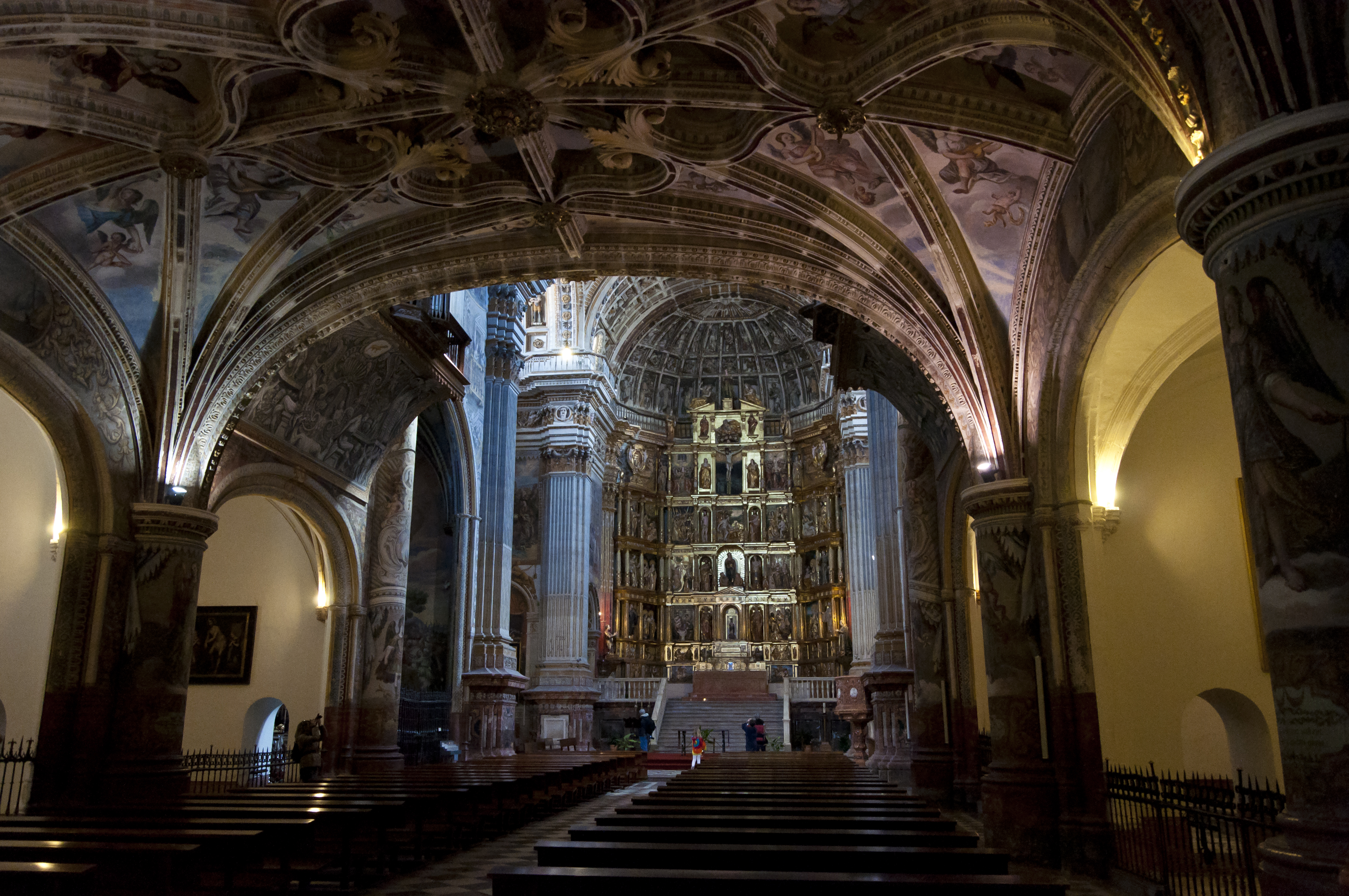
Iglesia del Monasterio de San Jerónimo en Granada, obra dirigida desde 1513 por Jacobo Florentino y desde 1526 por Diego de Siloé, con intervenciones de Juan de Aragón, Juan Bautista Vázquez el Mozo, Pedro de Orea y Pablo de Rojas.

- El plateresco, que fue el estilo dominante en el reinado de Carlos V, es un término acuñado para definir la Capilla Real de la Catedral de Sevilla. Se identifican dos fases:

- una primera fase más «medieval» (Lorenzo Vázquez de Segovia -colegio de Santa Cruz de Valladolid, convento de San Antonio de Mondéjar-) en la que puede situarse el estilo Cisneros (en torno al arzobispado de Toledo y a Pedro Gumiel),
- y una segunda fase más «clasicista» (Francisco de Colonia -Puerta de la Pellejería de la catedral de Burgos-, Diego de Siloé -Escalera dorada de la catedral de Burgos, torre de la iglesia de la Asunción de Santa María del Campo-, conjunto monumental de Salamanca -fachada de la Universidad de Salamanca, iglesia del convento de San Esteban (Salamanca), de Juan de Álava- Rodrigo Gil de Hontañón -fachada de la Universidad de Alcalá-).

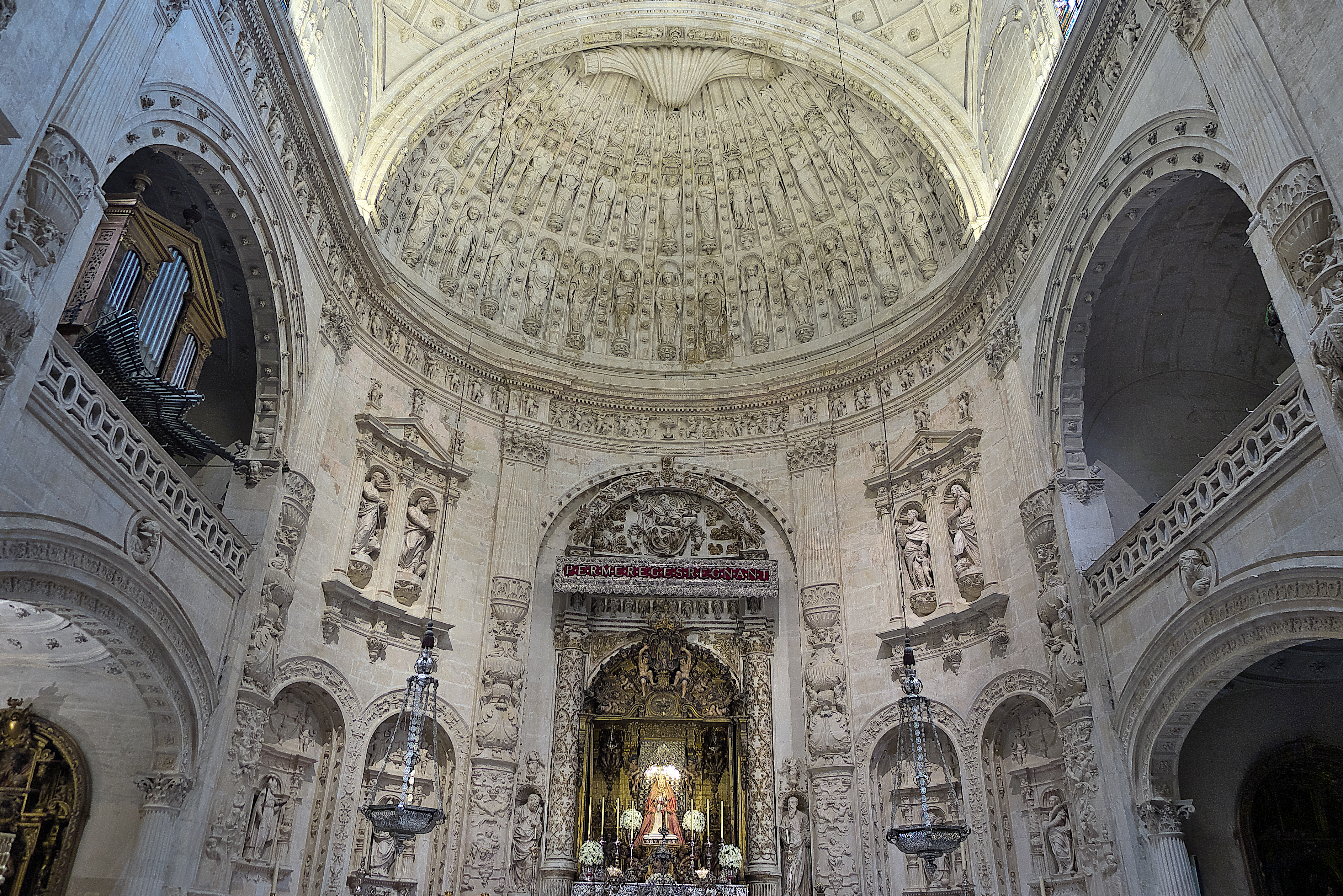
Capilla Real de la Catedral de Sevilla.
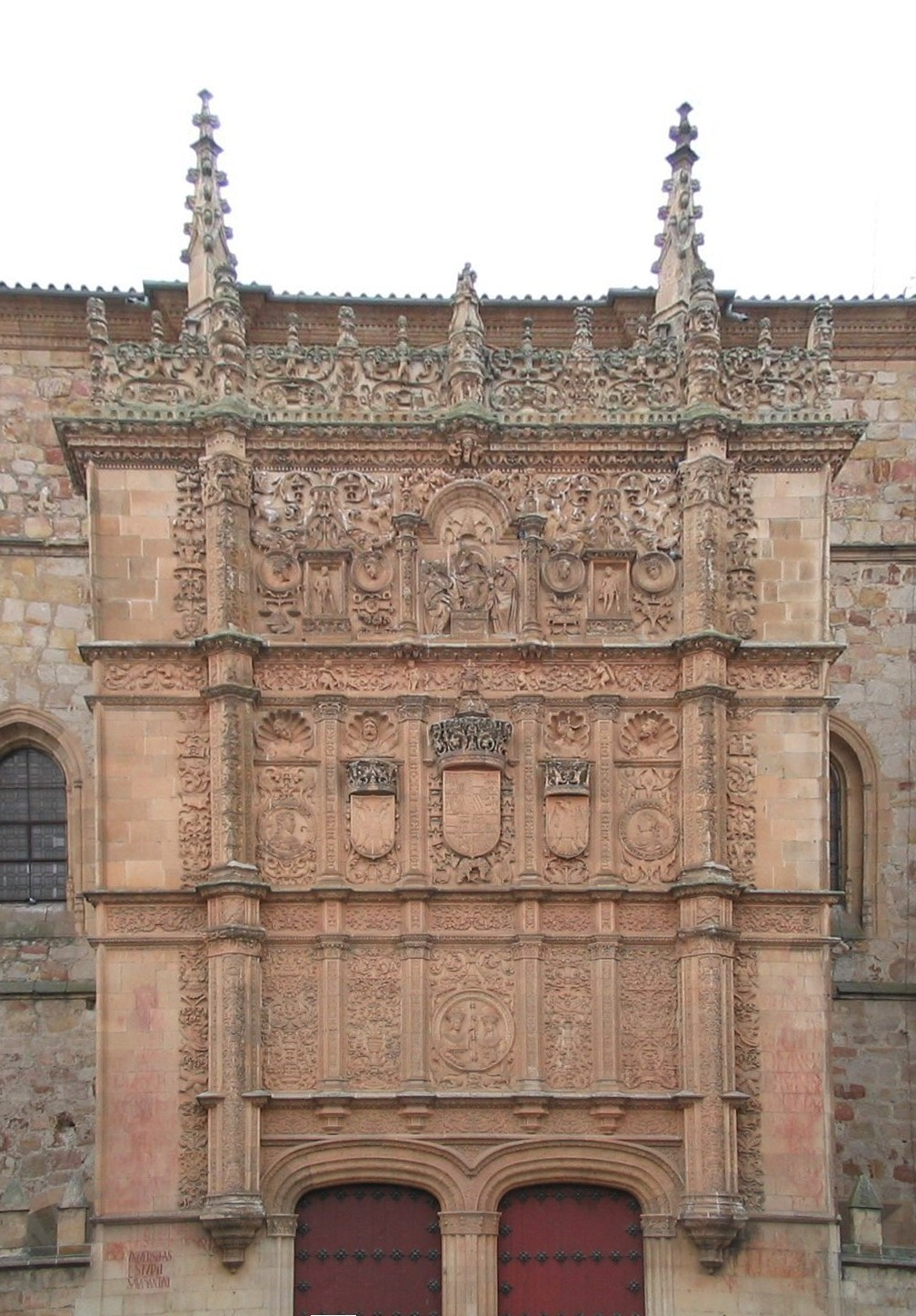
Fachada de las Escuelas Mayores de Salamanca.
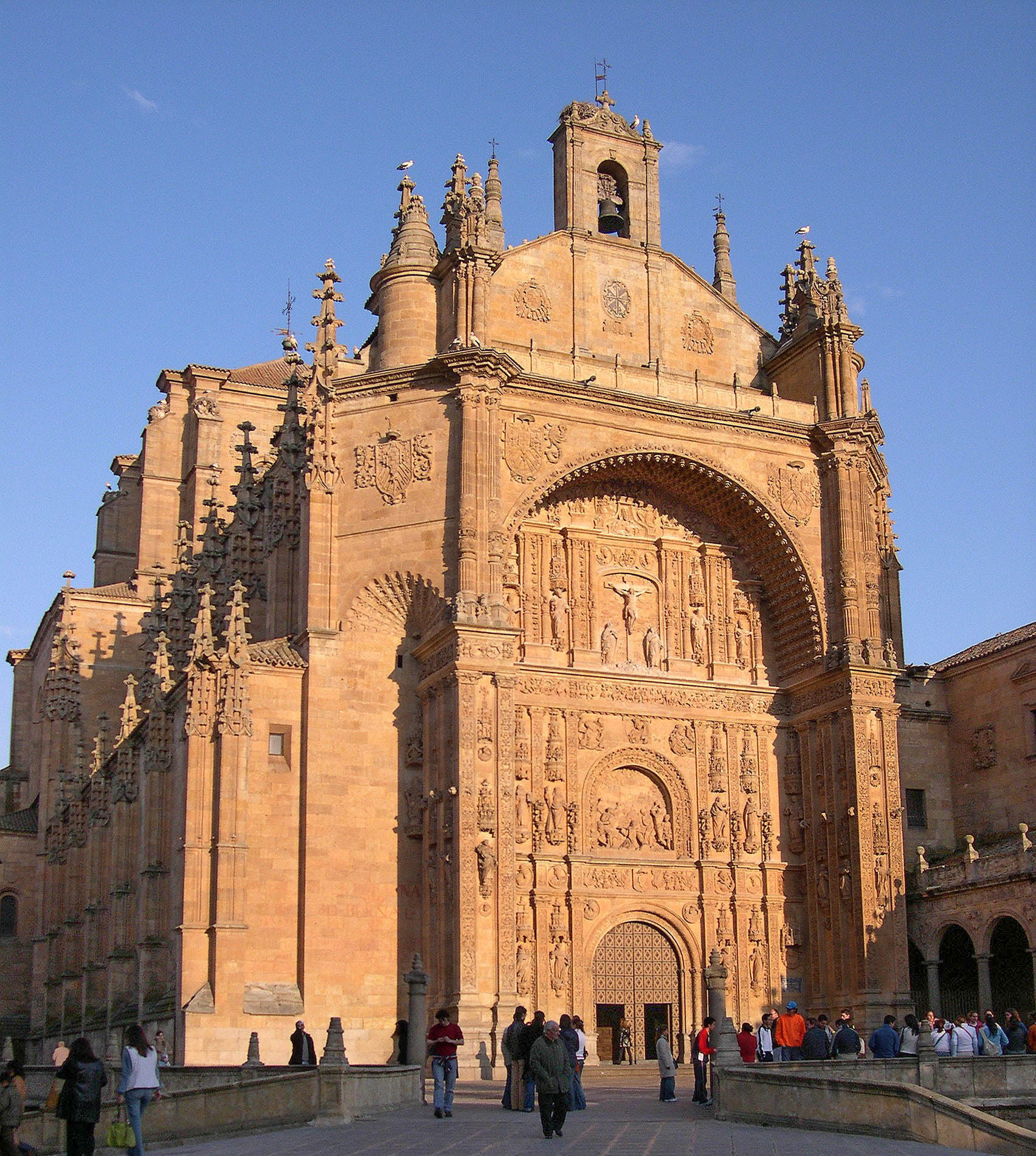
San Esteban (Salamanca).
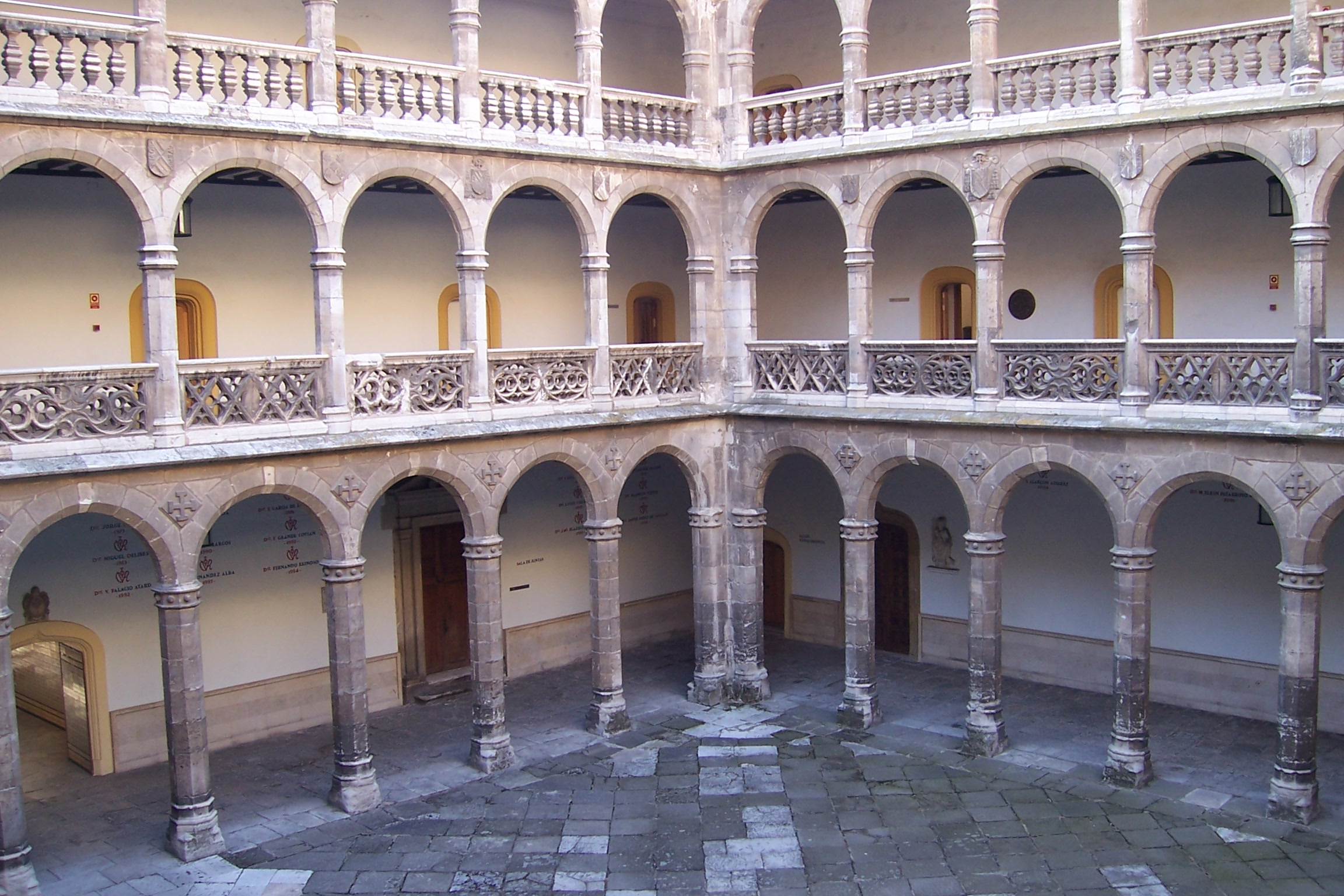
Claustro del Colegio de Santa Cruz de Valladolid.
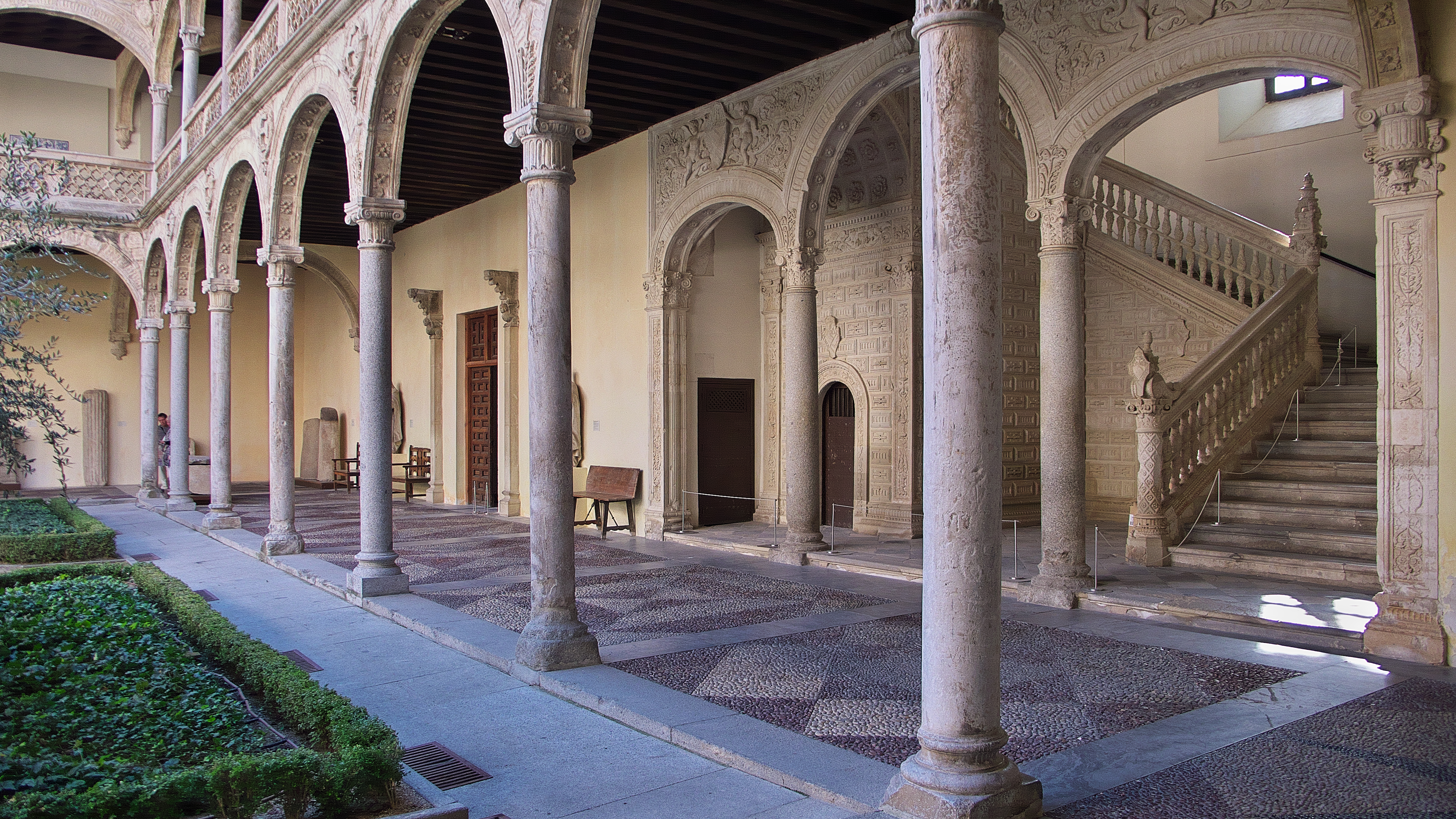
Claustro y escalera del hospital de Santa Cruz (Toledo), de Alonso de Covarrubias (desde 1517).
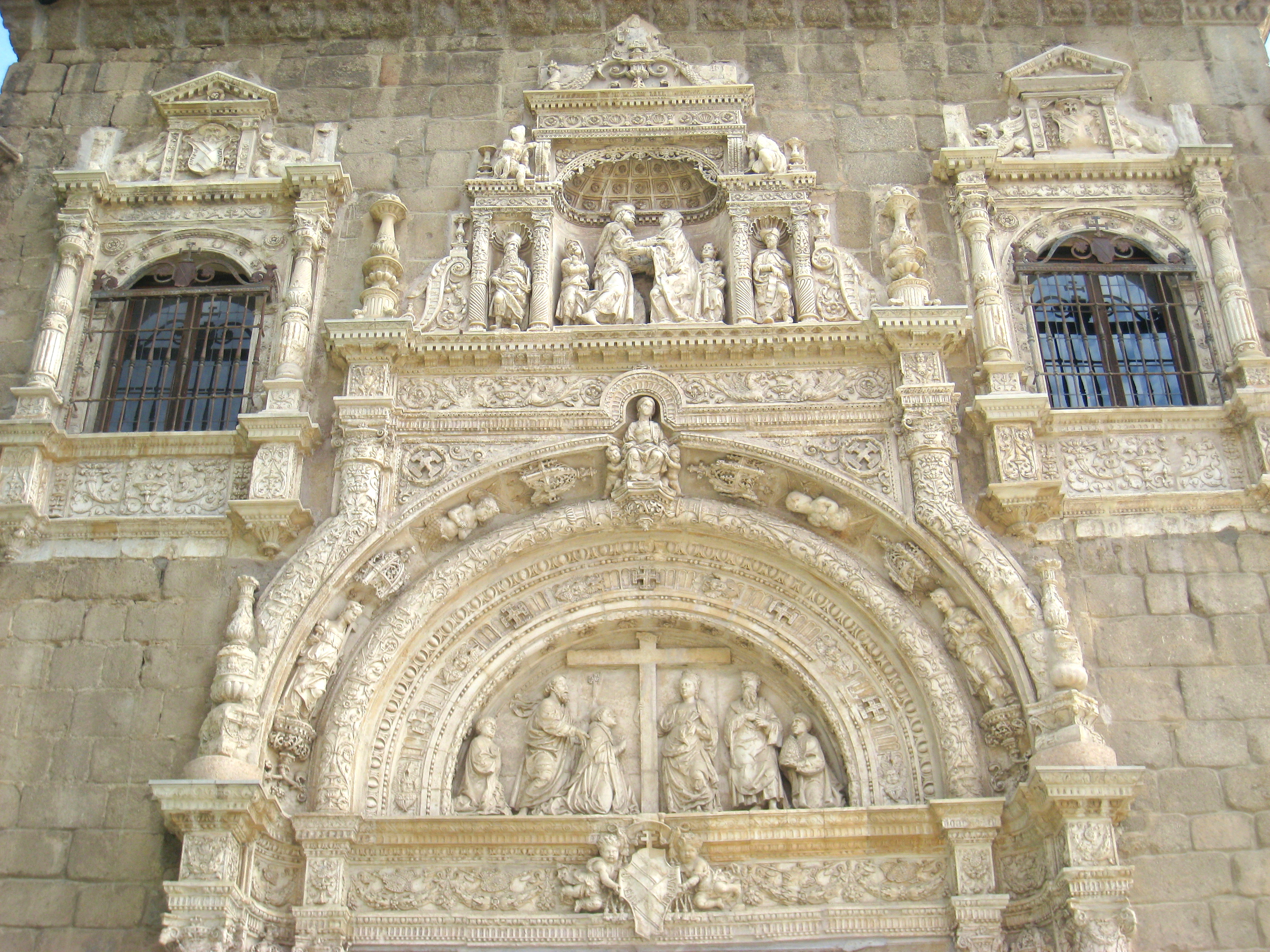
Portada del Hospital de Santa Cruz.
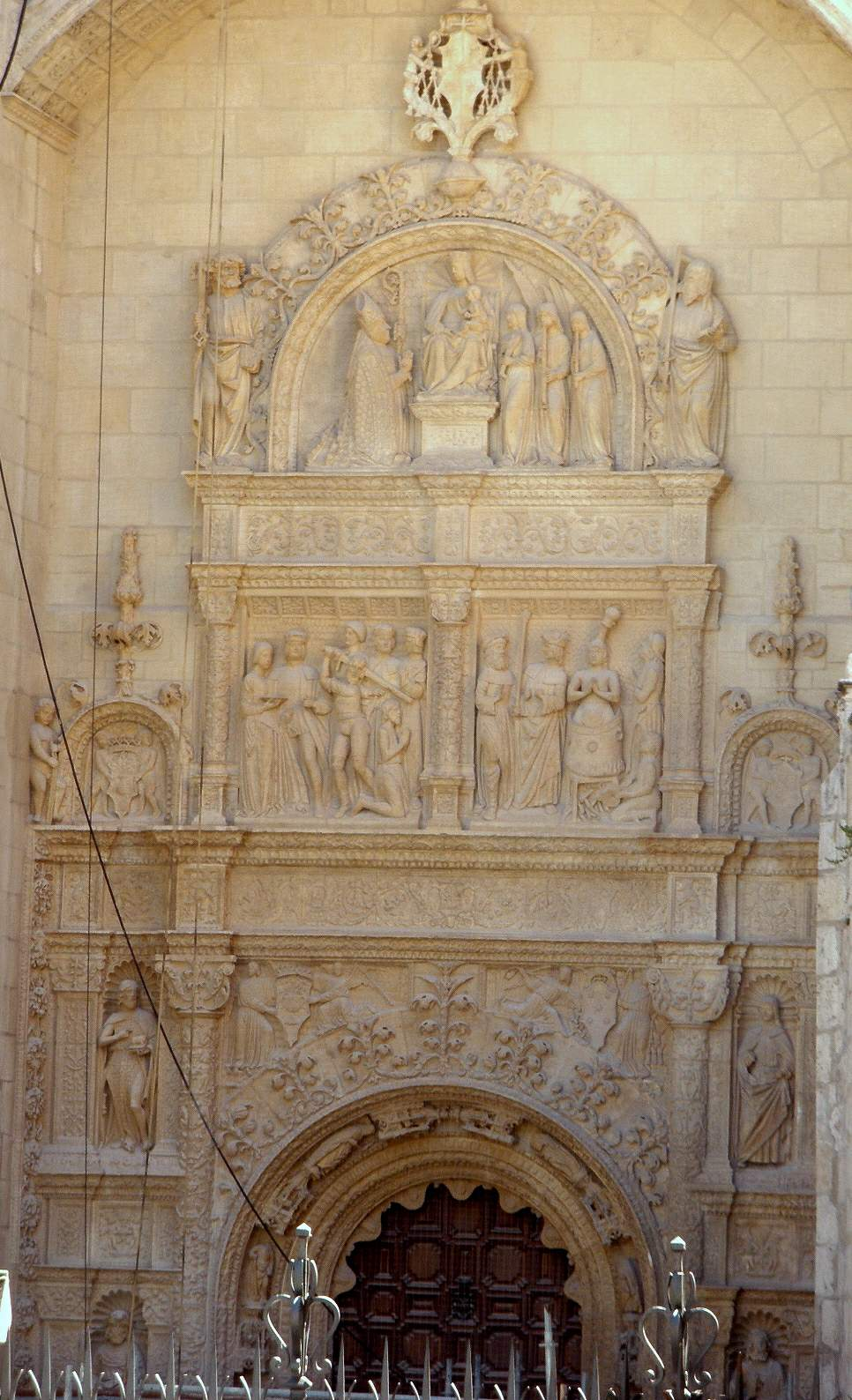
Puerta de la Pellejería, catedral de Burgos.
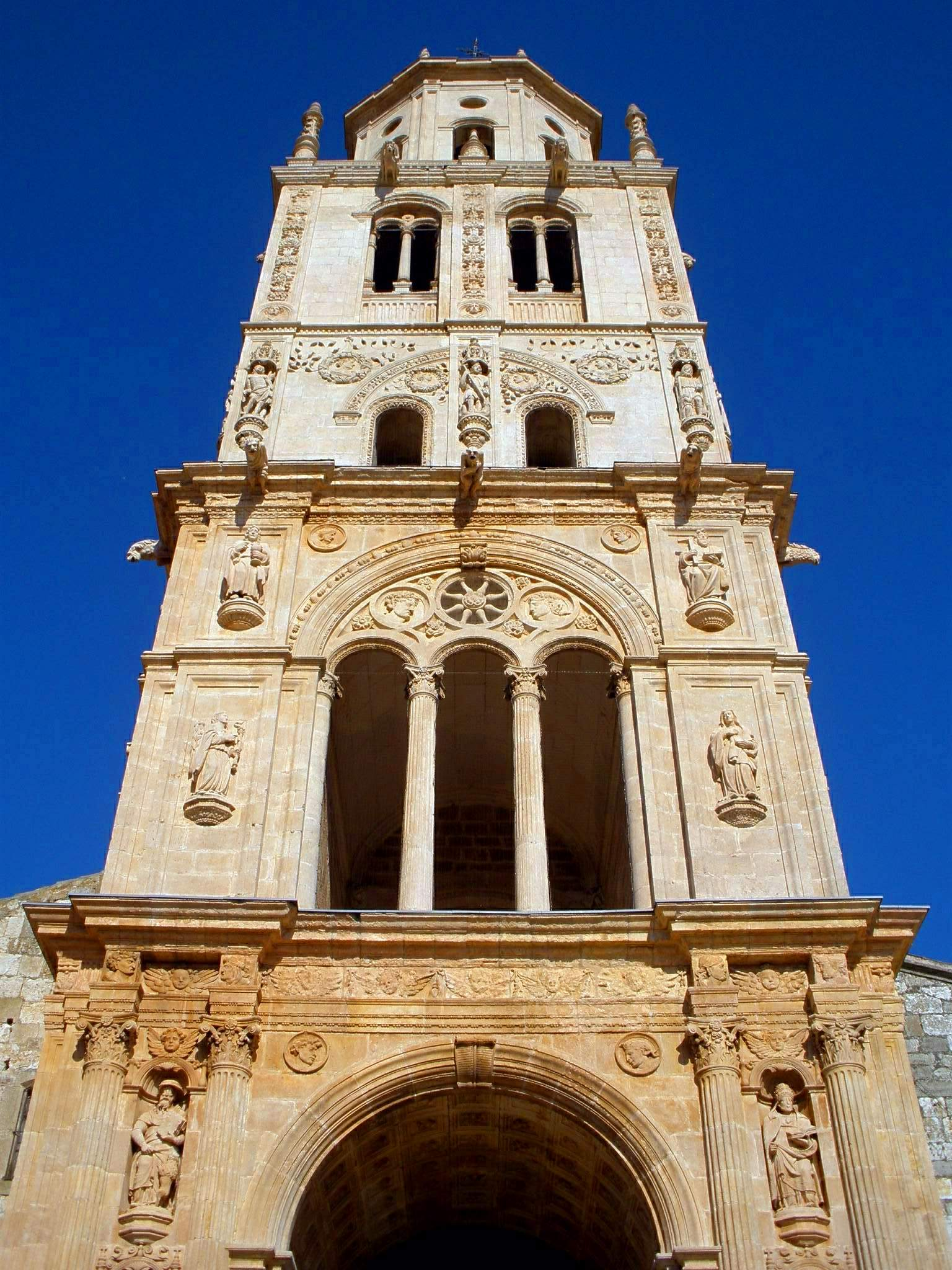
Torre de la Asunción de Santa María del Campo.
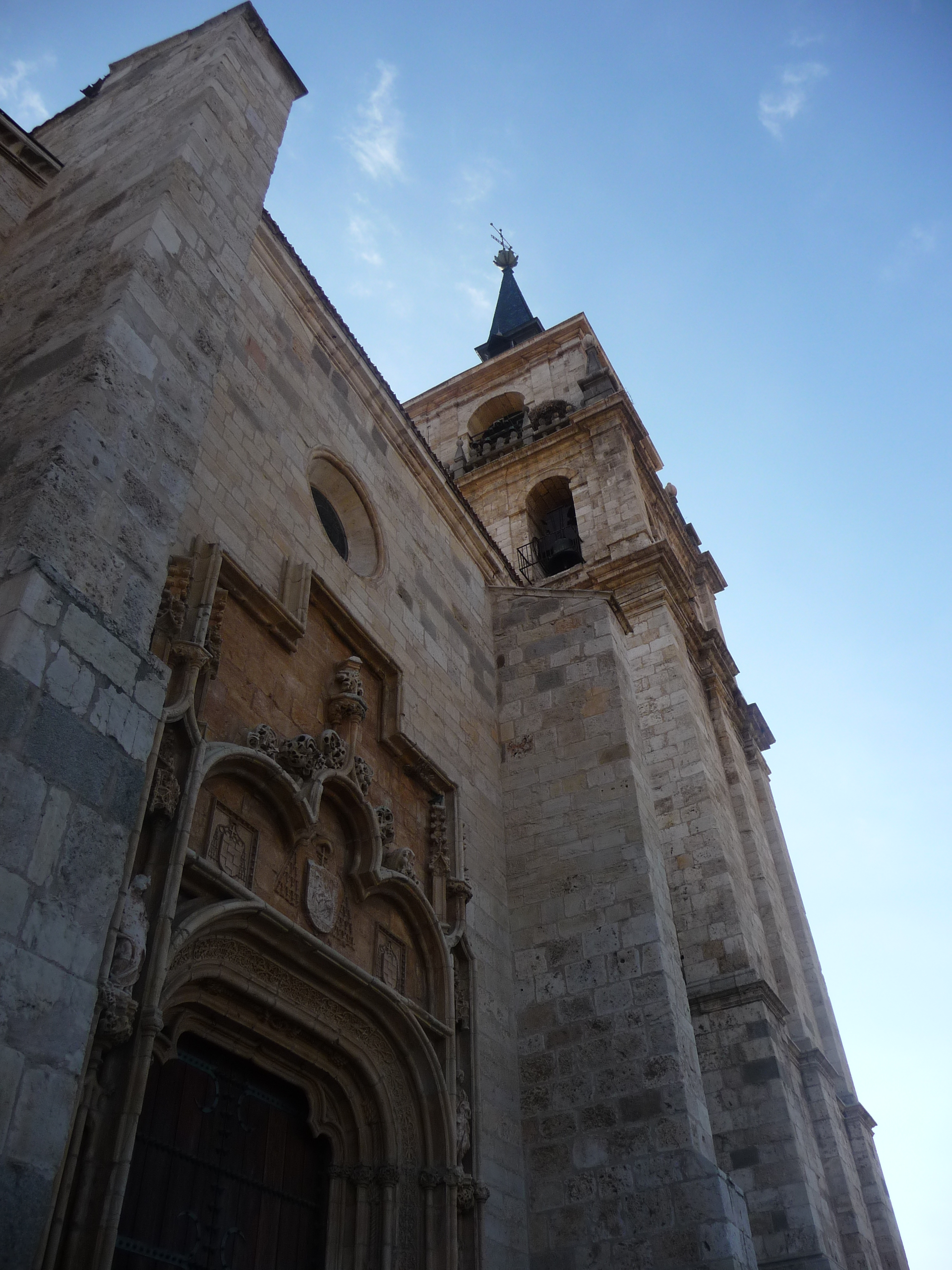
Magistral de Alcalá.
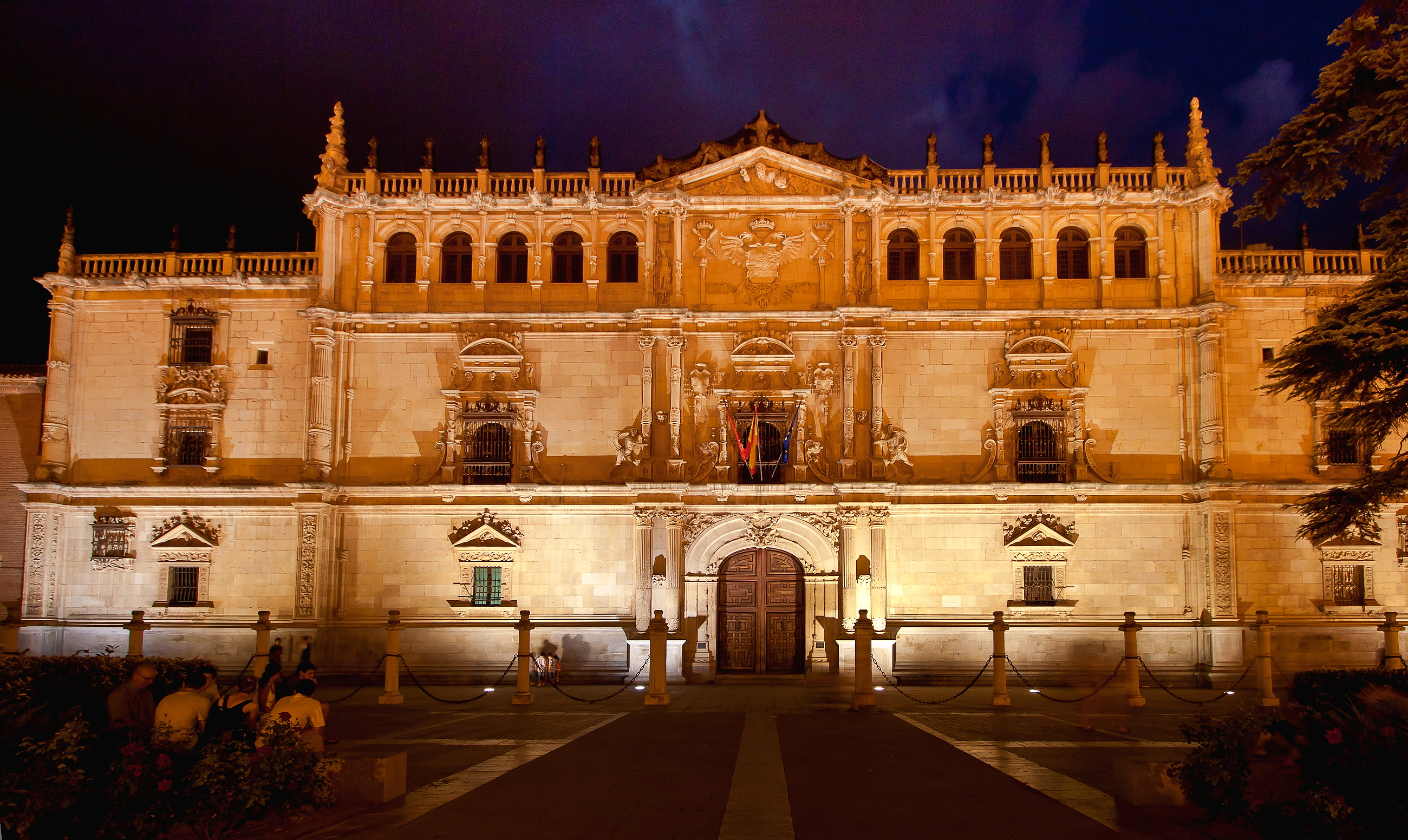
Fachada del Colegio Mayor de San Ildefonso (Alcalá), de Rodrigo Gil de Hontañón.
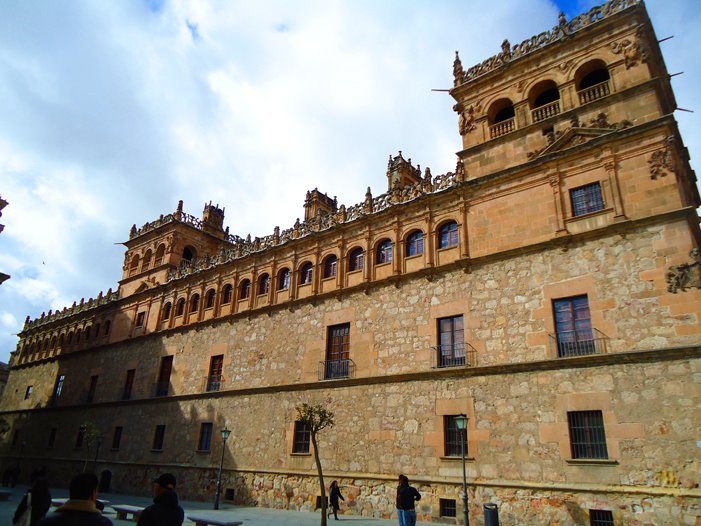
Palacio de Monterrey, de Rodrigo Gil de Hontañón.

- En las décadas centrales del siglo XVI se desarrolló un estilo arquitectónico calificado de clasicismo o romanismo: Pedro Machuca (palacio de Carlos V), Rodrigo Gil de Hontañón (palacio de los Guzmanes), Alonso de Covarrubias (Alcázar de Toledo, puerta Nueva de Bisagra yescalera del palacio Arzobispal de Alcalá de Henares), Diego de Siloé (catedral de Granada, catedral de Guadix, catedral de Málaga e iglesia del Monasterio de San Jerónimo (Granada)), Andrés de Vandelvira (Sacra Capilla del Salvador, Hospital de Santiago —ambos en Úbeda, convertida en un importante centro renacentista por el mecenazgo de Francisco de los Cobos—, catedral de Baeza y catedral de Jaén).[2]

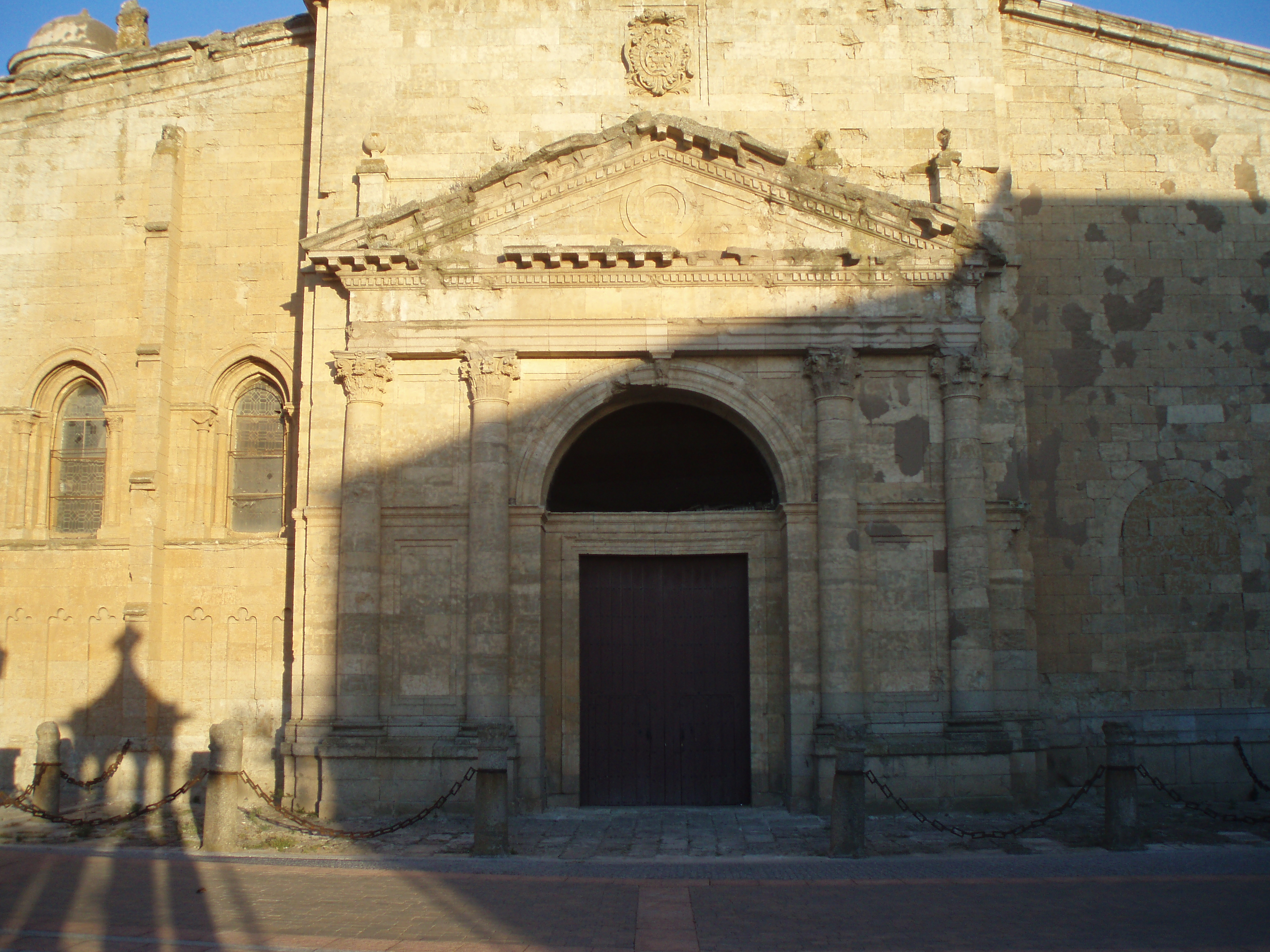
Portada oeste de la catedral de Ciudad Rodrigo.
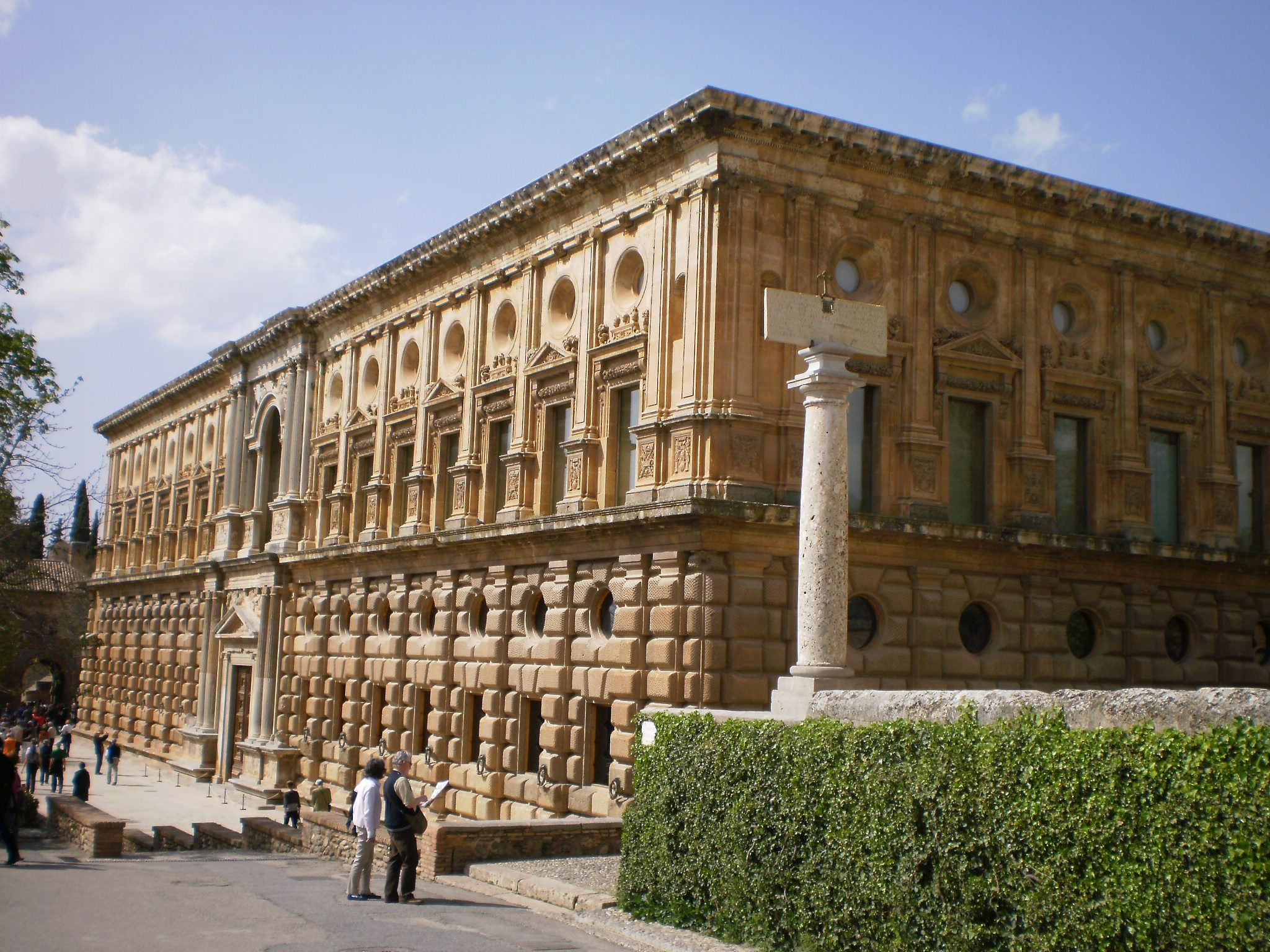
Palacio de Carlos V (Granada), de Pedro Machuca.
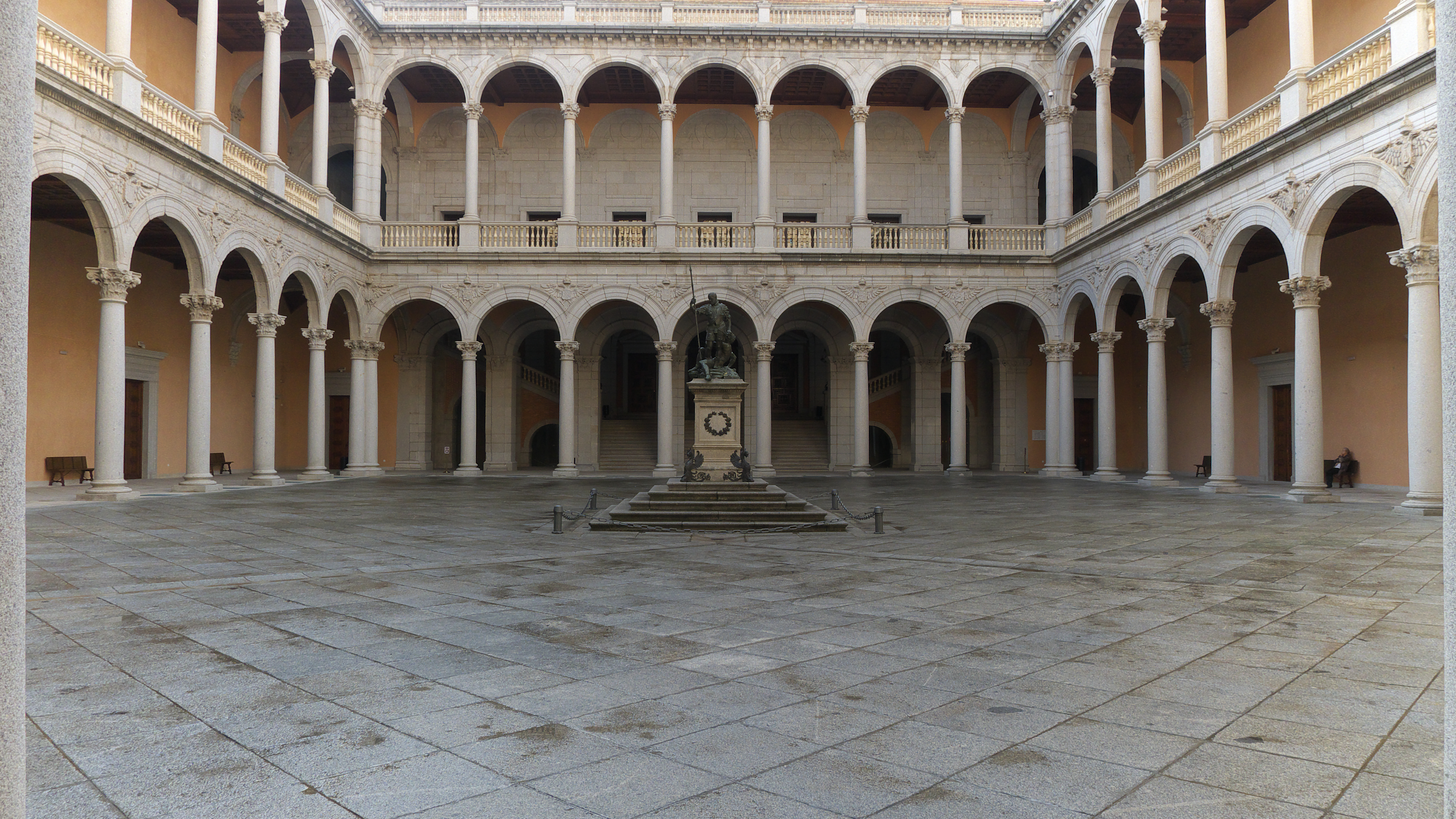
Patio del Alcázar de Toledo, de Alonso de Covarrubias.
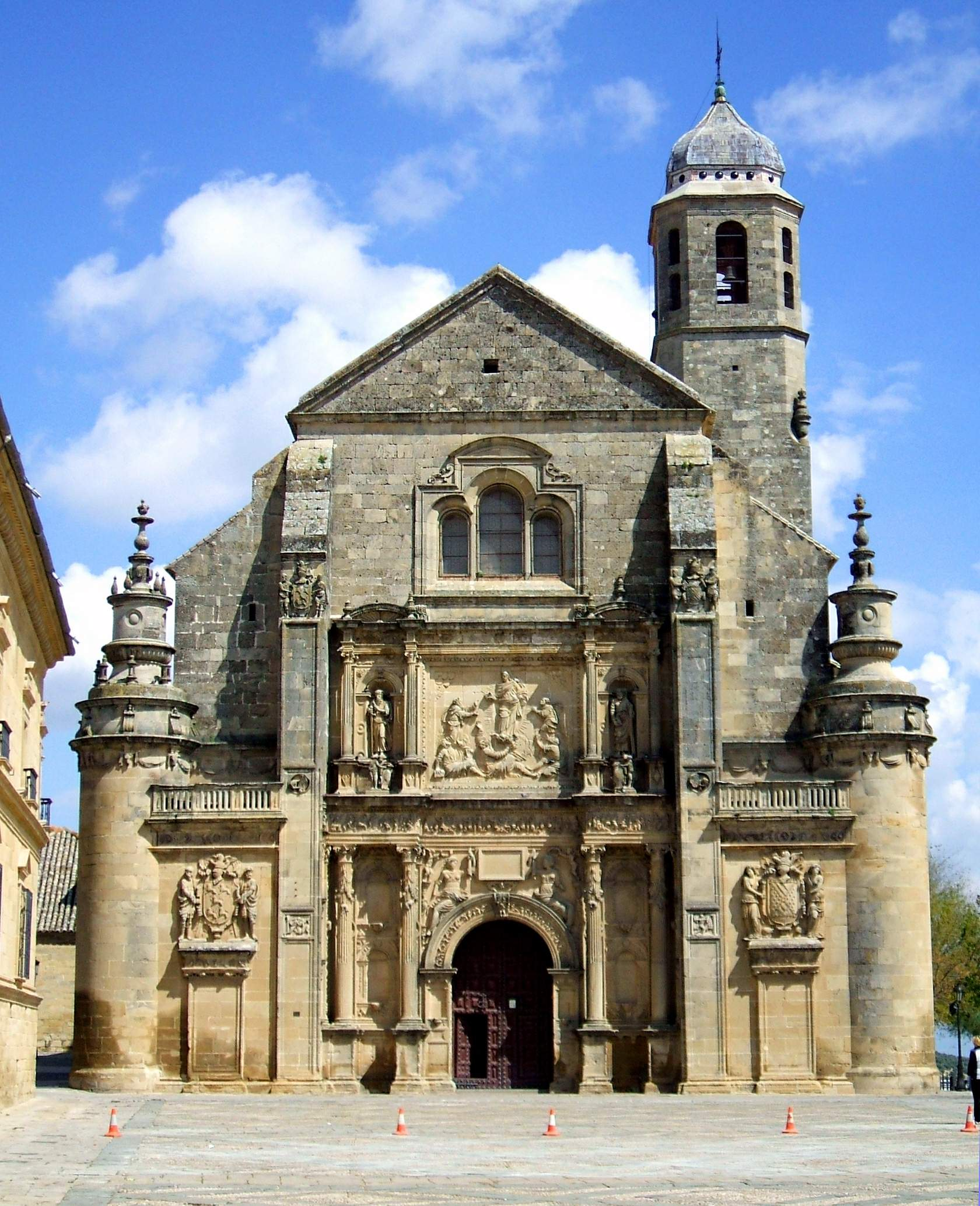
Capilla del Salvador de Úbeda.
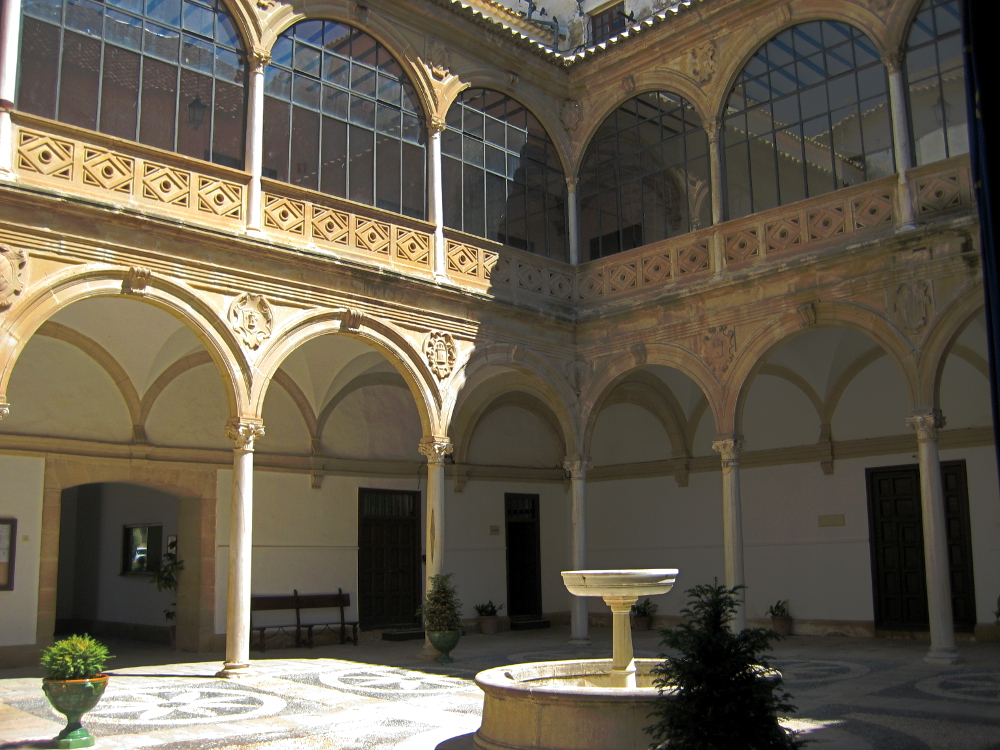
Hospital de Santiago de Úbeda.
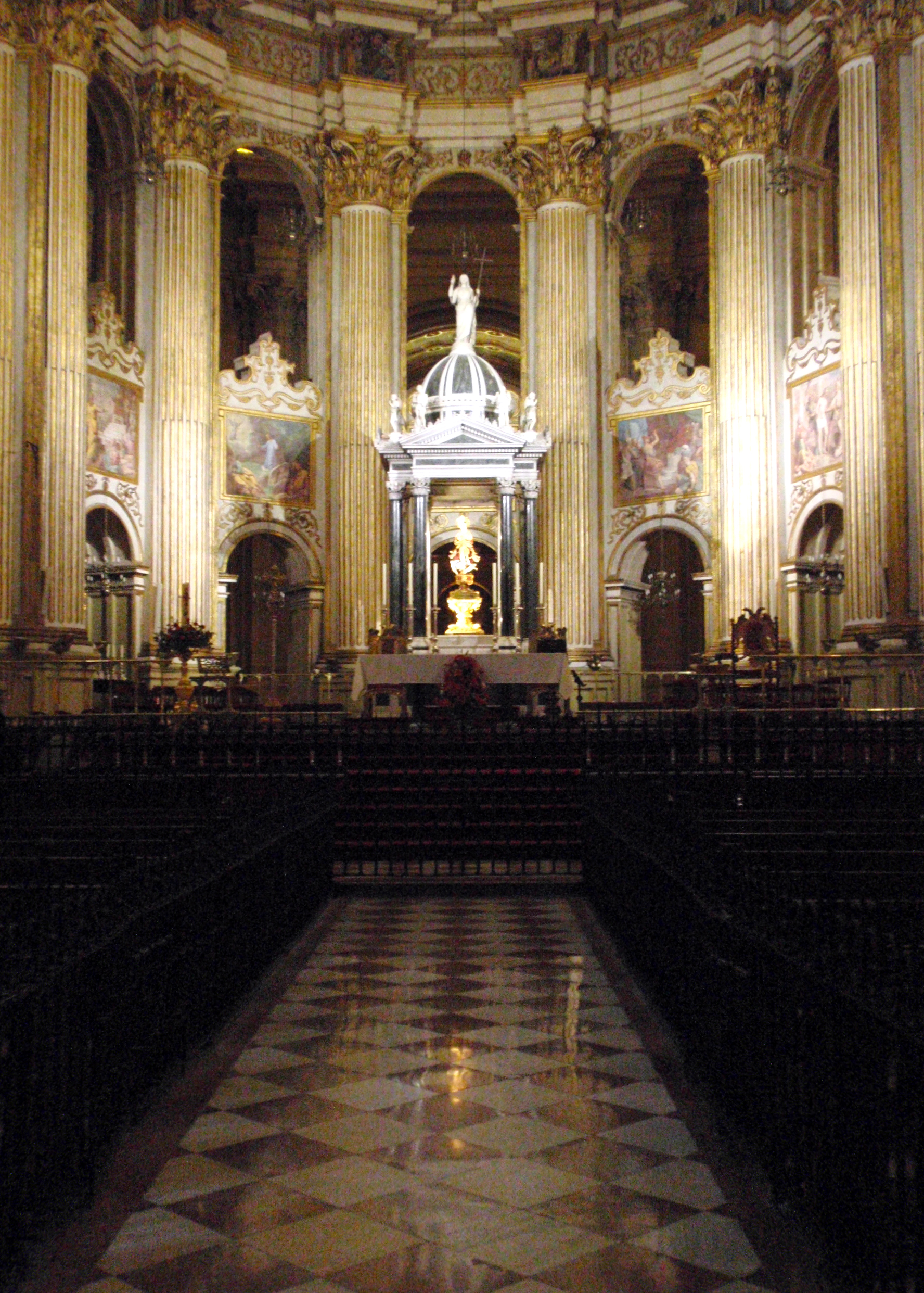
Altar mayor de la catedral de Málaga, de Diego de Vergara (1541).
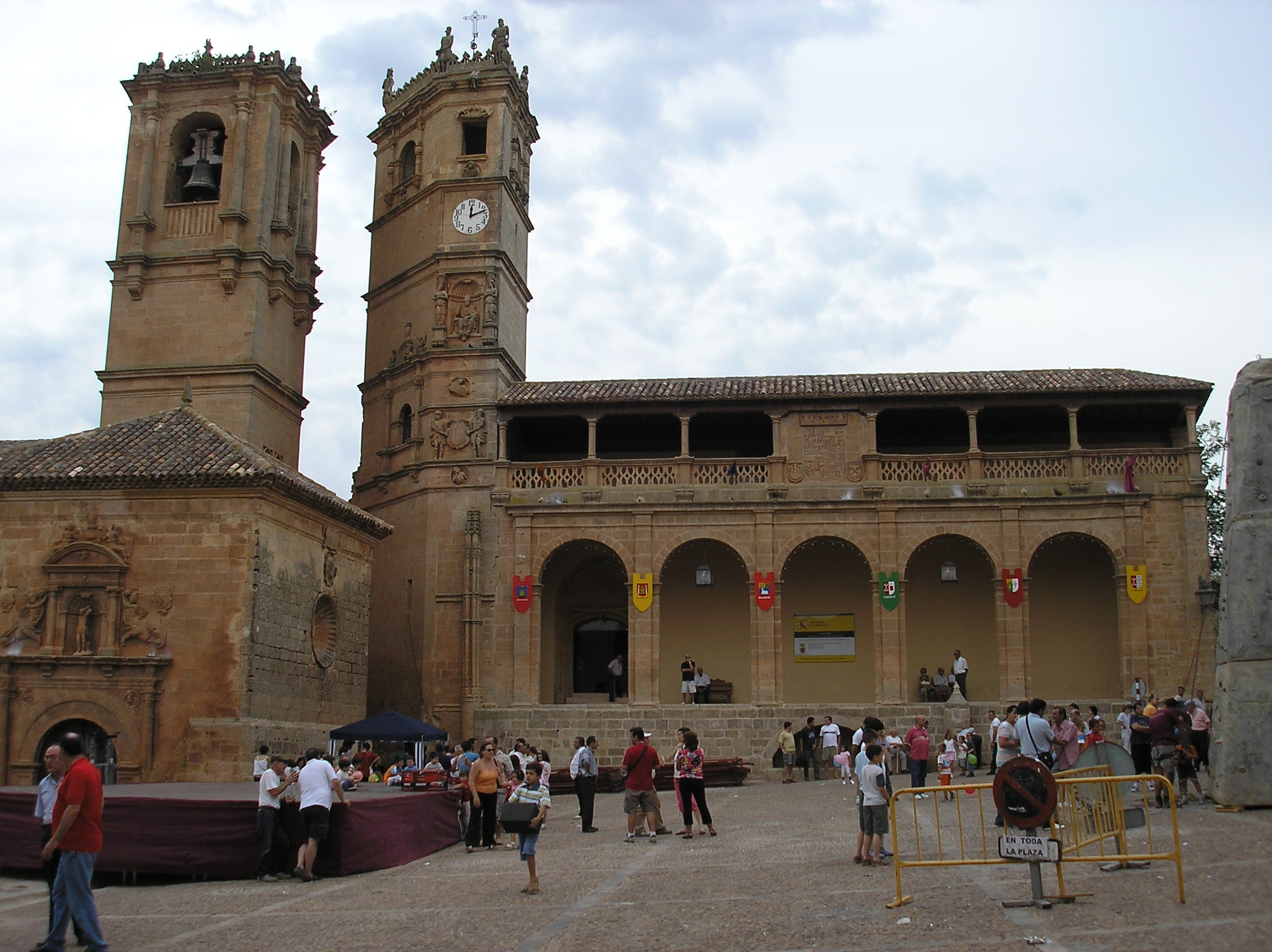
Plaza Mayor de Alcaraz, con las torres de la Trinidad y del Tardón.
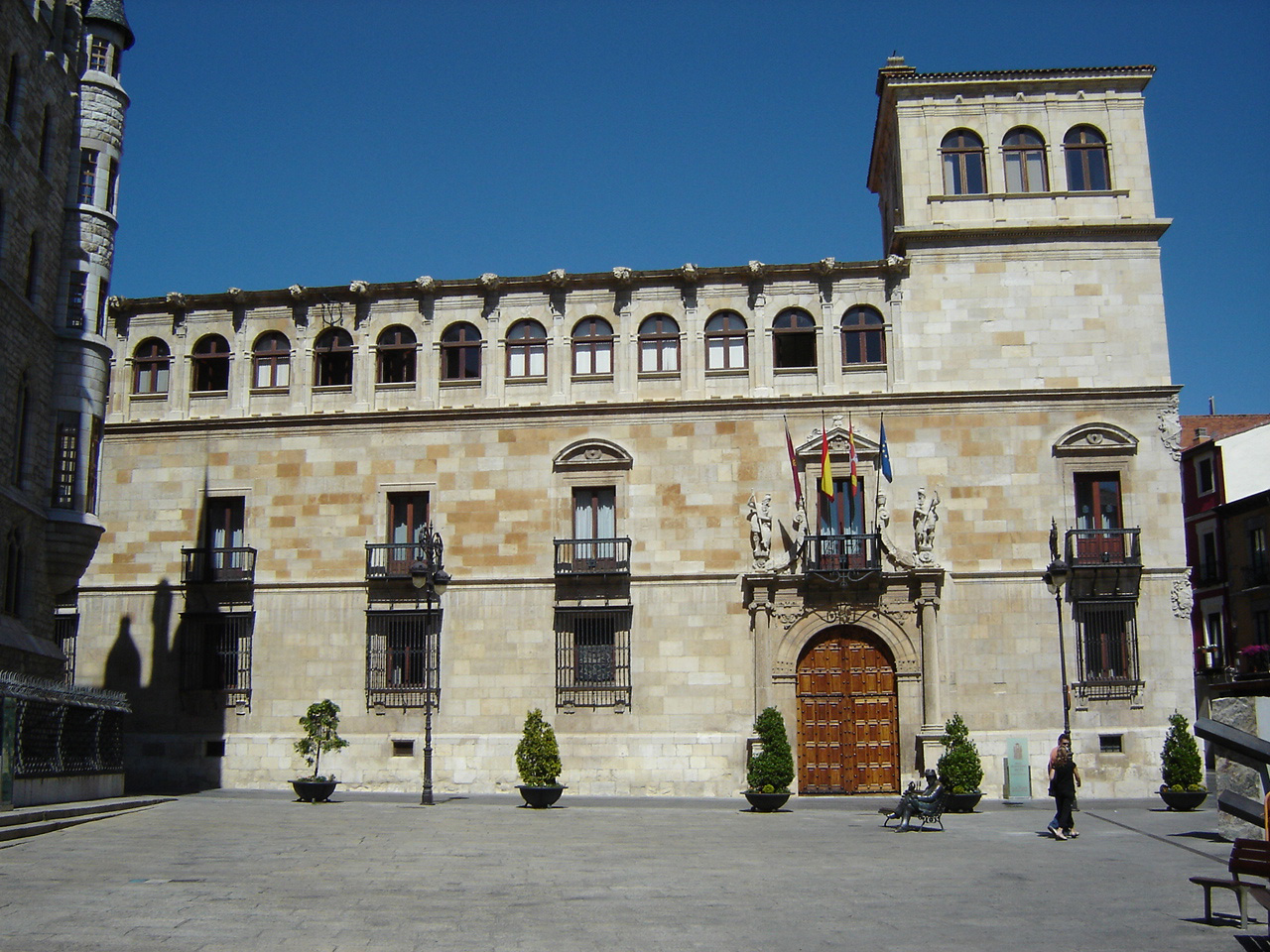
Palacio de los Guzmanes de León, de Rodrigo Gil de Hontañón

## Escultura

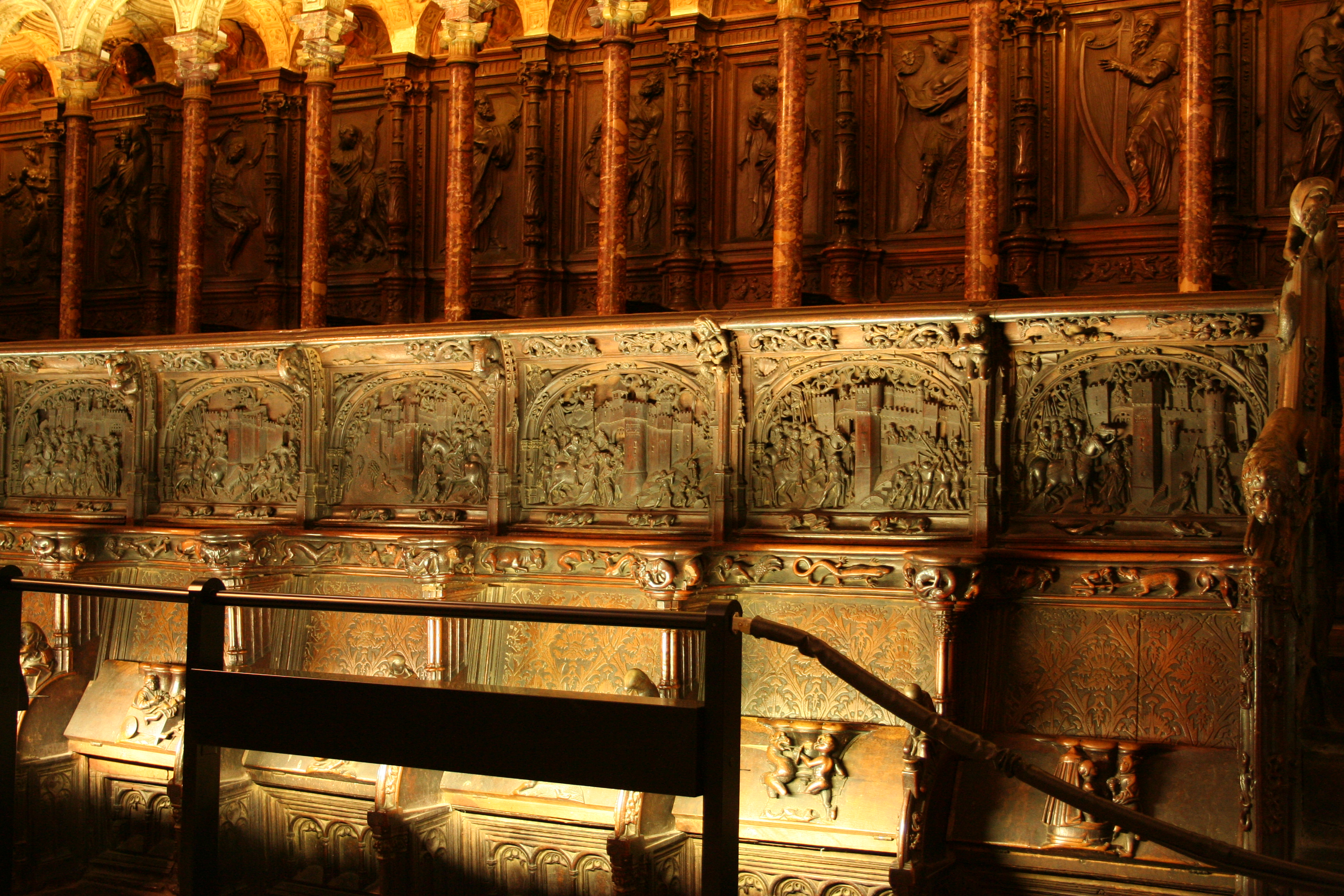
Sillería del coro de la catedral de Toledo (1538-1543).

Vasco de la Zarza (Sepulcro del Tostado, Ávila), Damián Forment (Retablo de El Pilar, Retablo mayor de Poblet), Diego de Siloé (capilla del Condestable -Burgos-). La Escuela de Valladolid de escultura se considera "Pleno Renacimiento" (Alonso Berruguete y Juan de Juni).

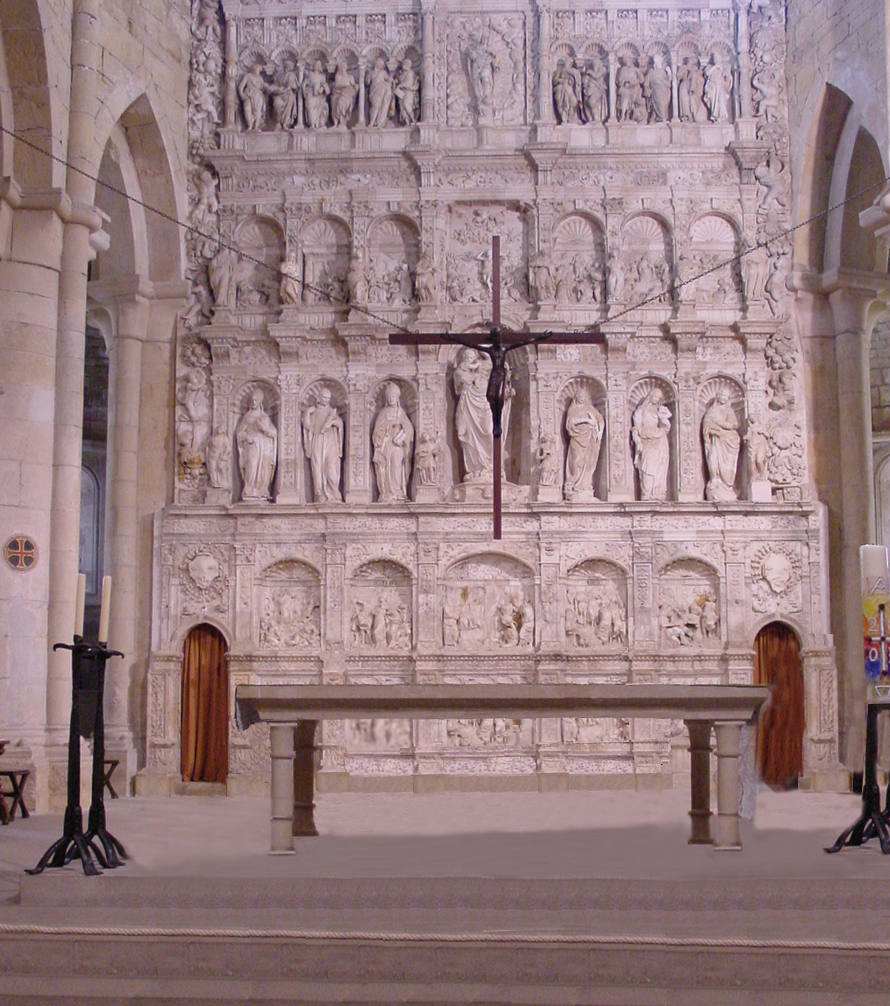
Retablo mayor de Poblet, de Damián Forment.
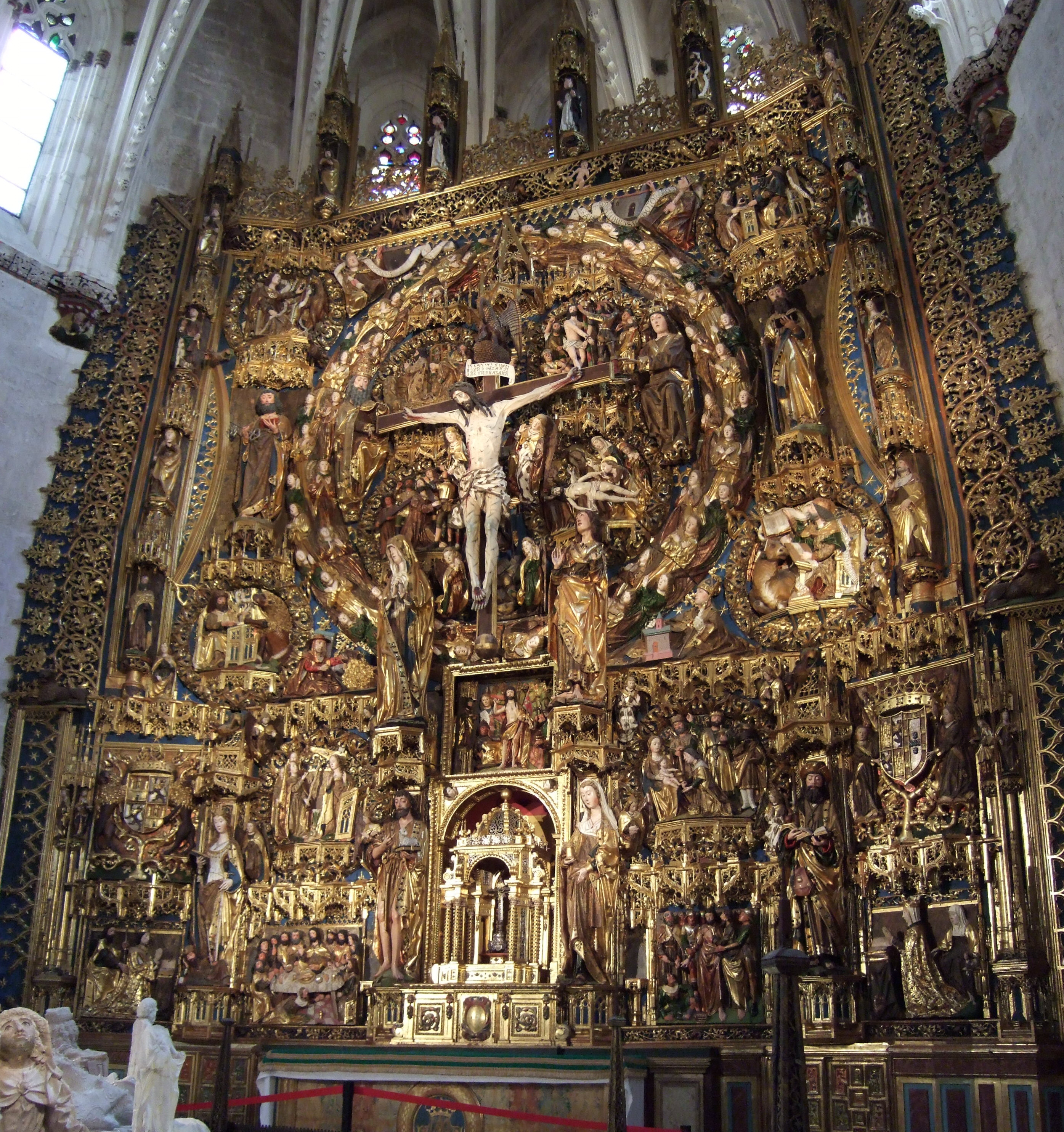
Retablo mayor de la cartuja de Miraflores, de concepción tardogótica o hispano-flamenca.
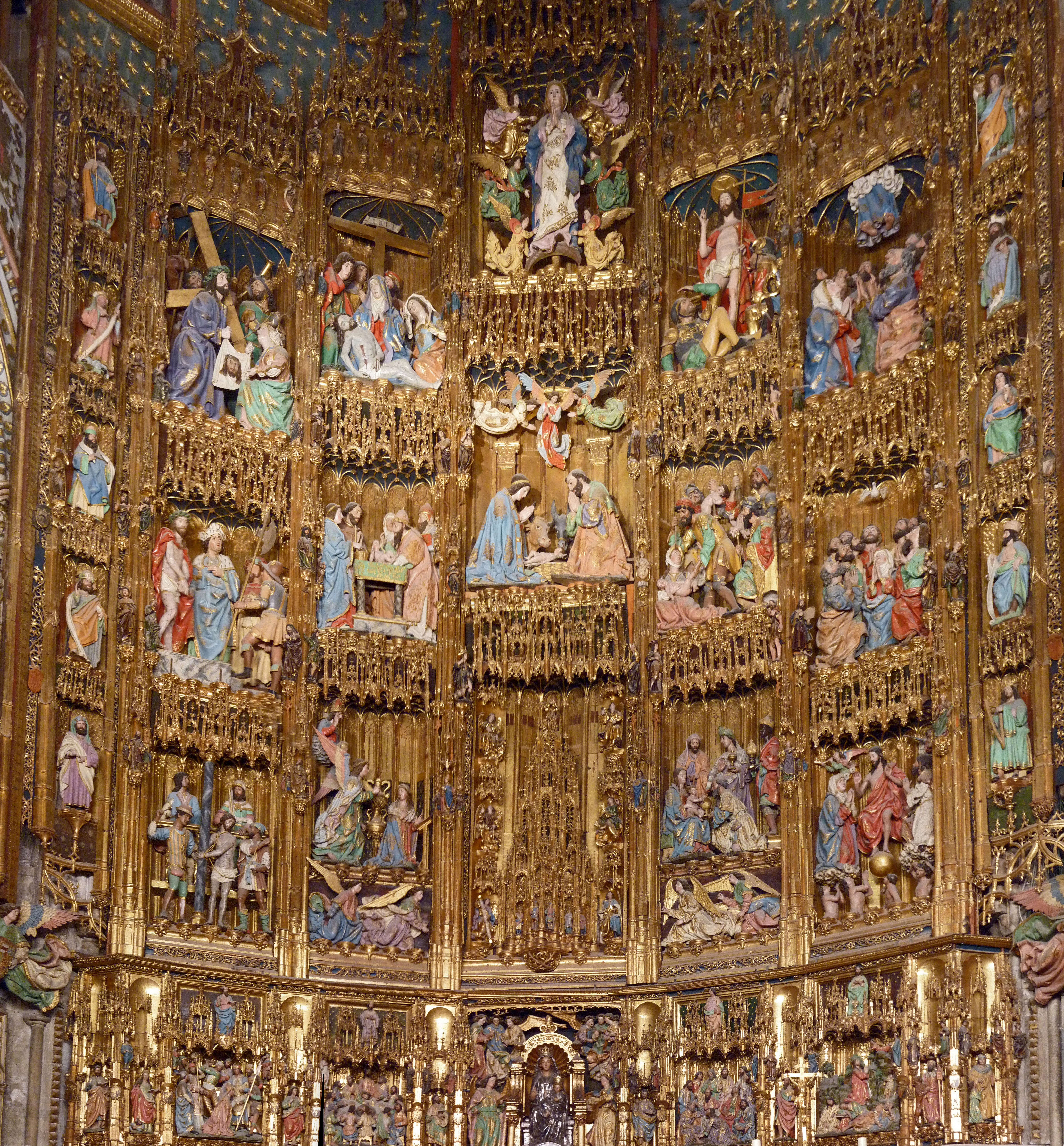
Retablo mayor de la catedral de Toledo, donde la estructura gótica acoge una imaginería con unas formas más propias del Renacimiento.
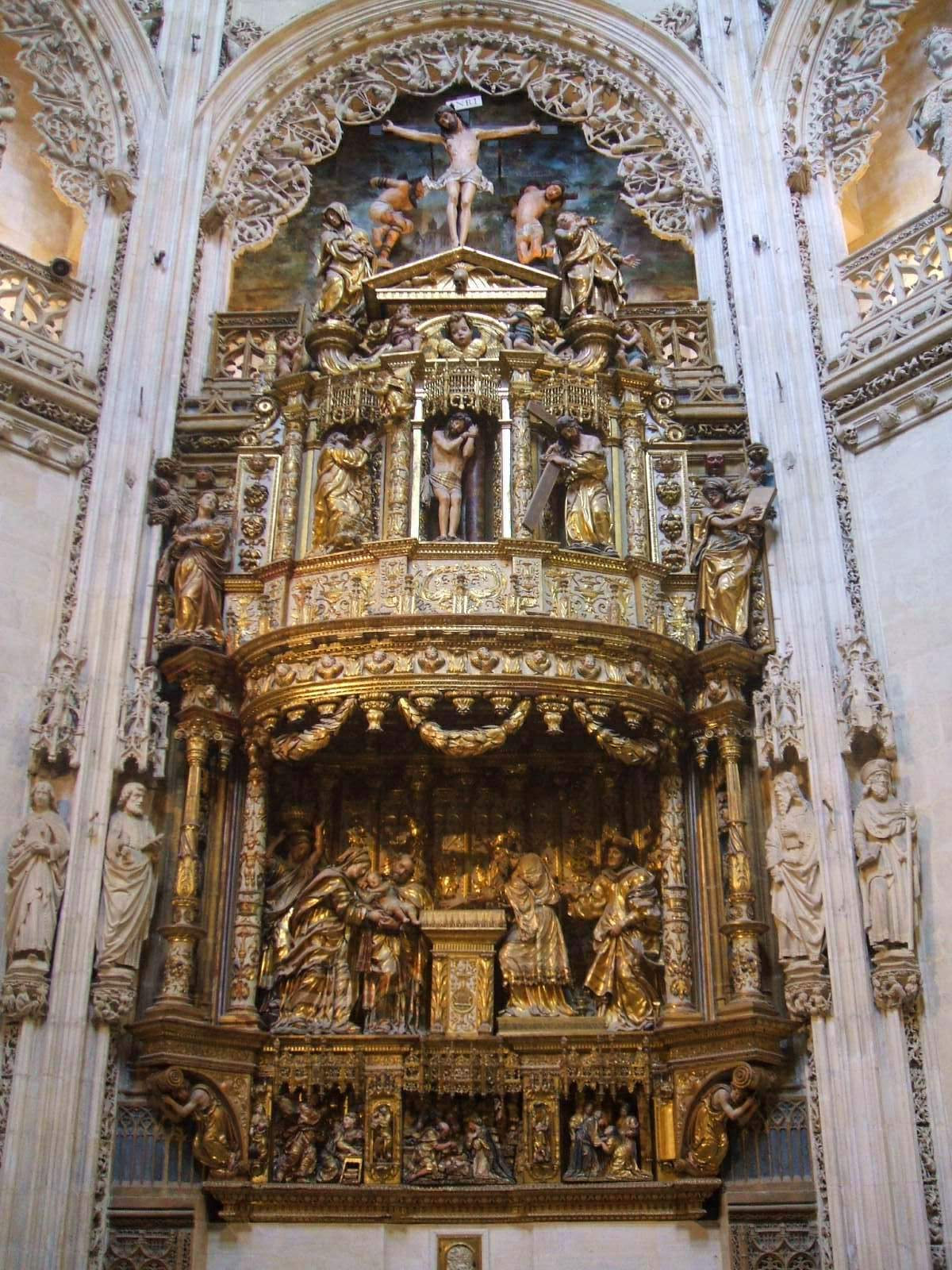
Retablo mayor de la capilla del Condestable, de Felipe Bigarny y Diego de Siloé (desde 1522). En la misma capilla hay dos retablos laterales, el de San Pedro (de Gil y Diego de Siloé) y el de Santa Ana (de Bigarny y Diego de Siloé).
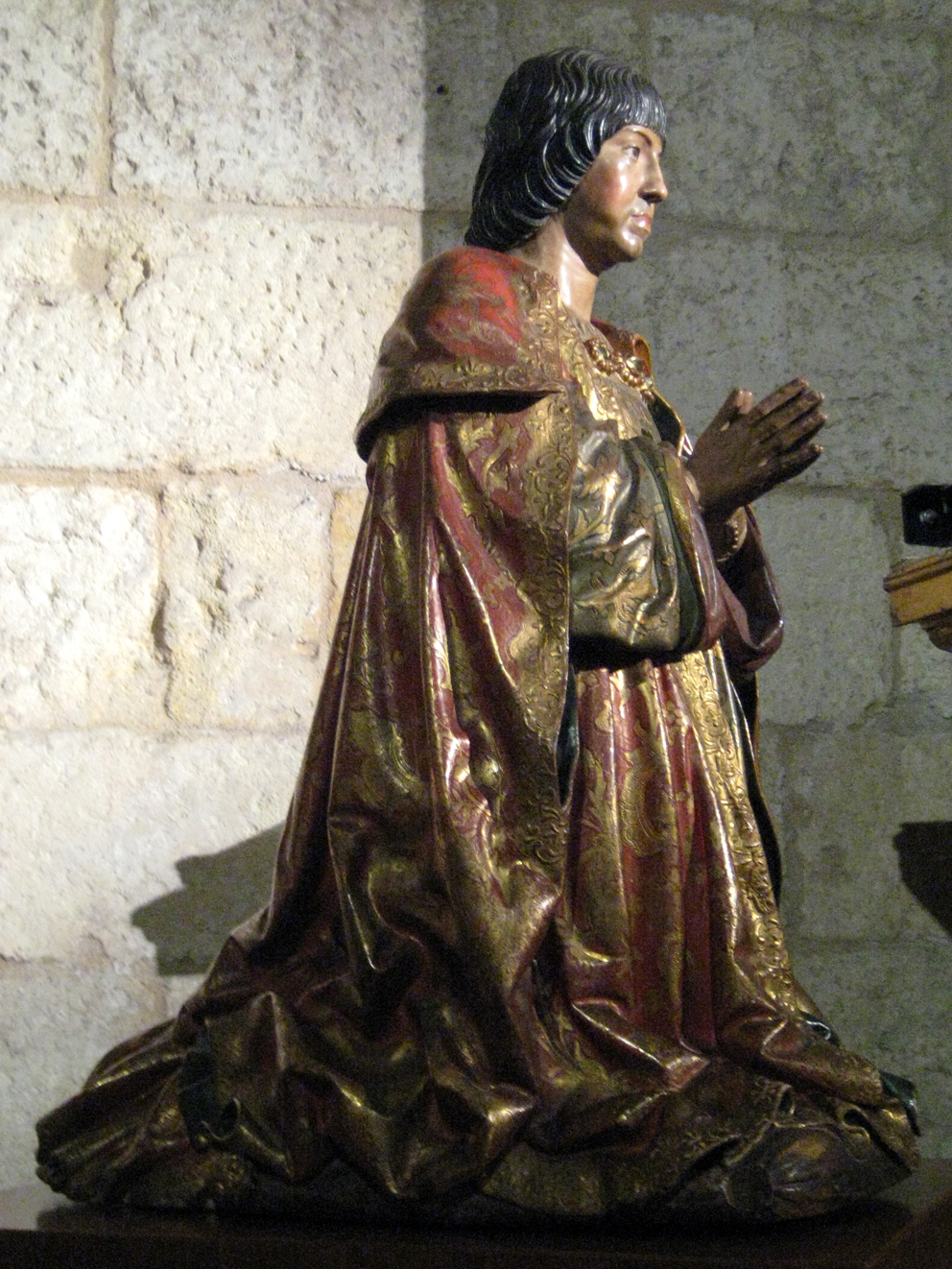
Fernando el Católico, orante, de Felipe Bigarny, en la capilla real de Granada.
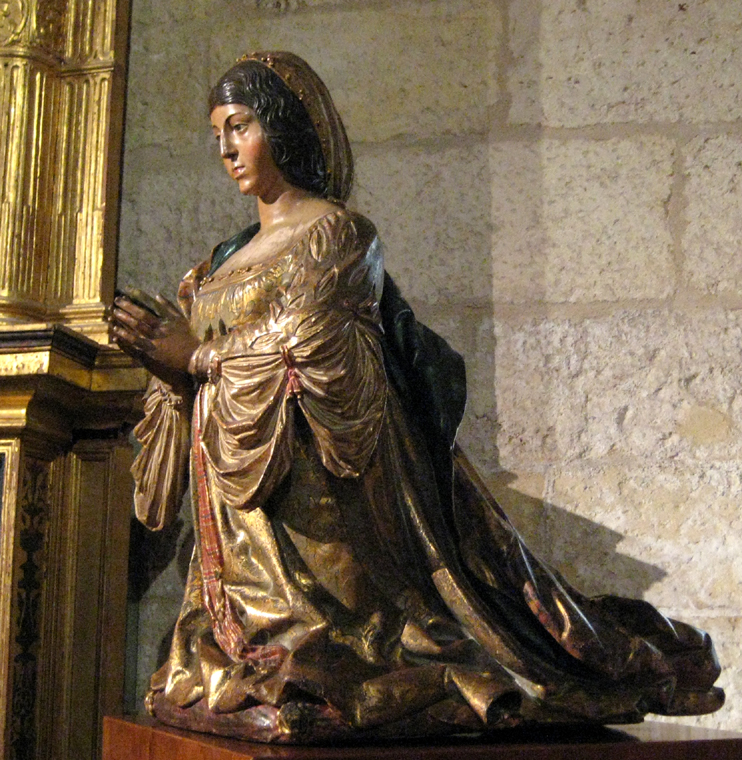
Isabel la Católica, pendant del anterior.
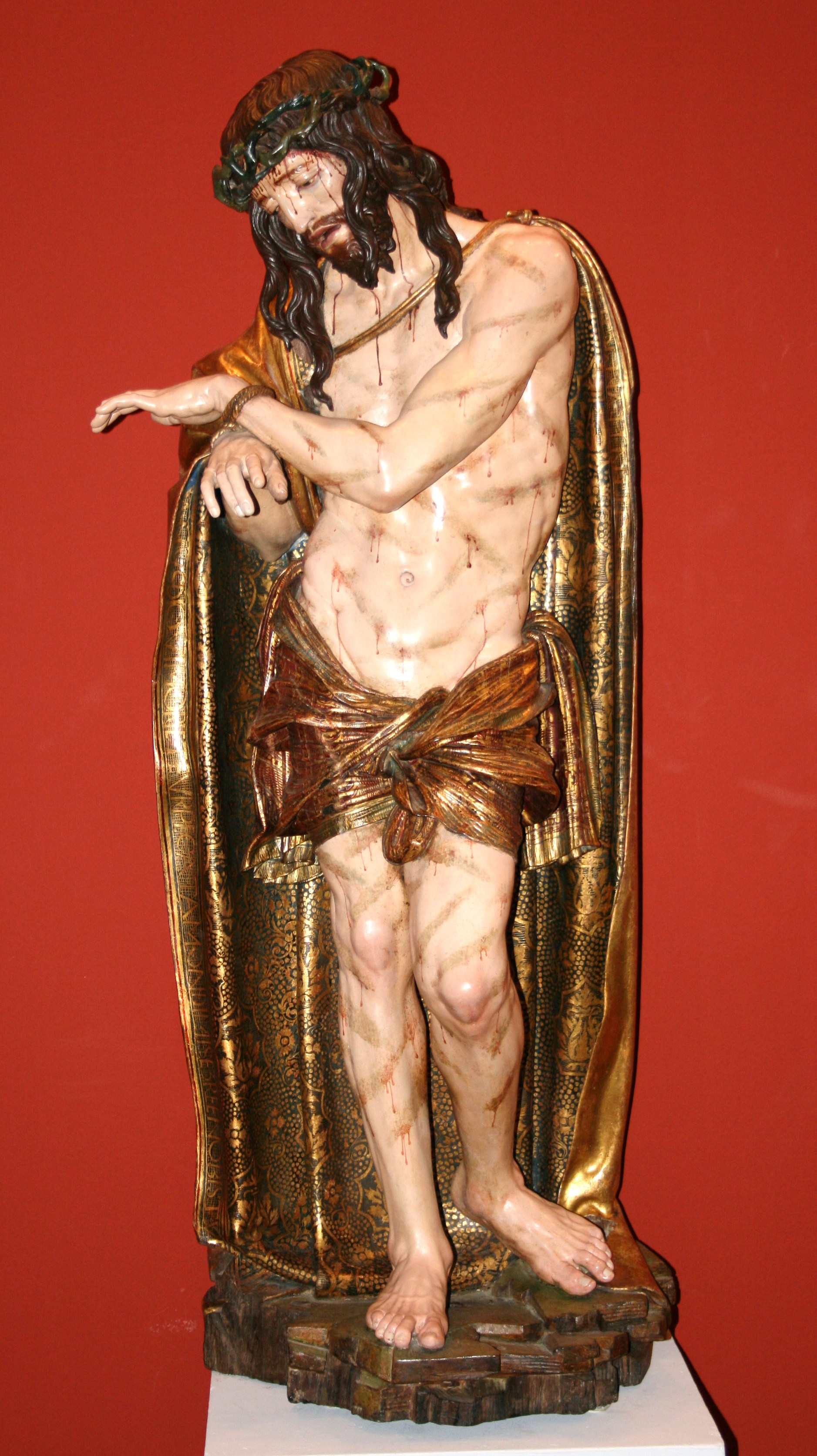
Ecce Homo de Diego de Siloé (ca. 1525).
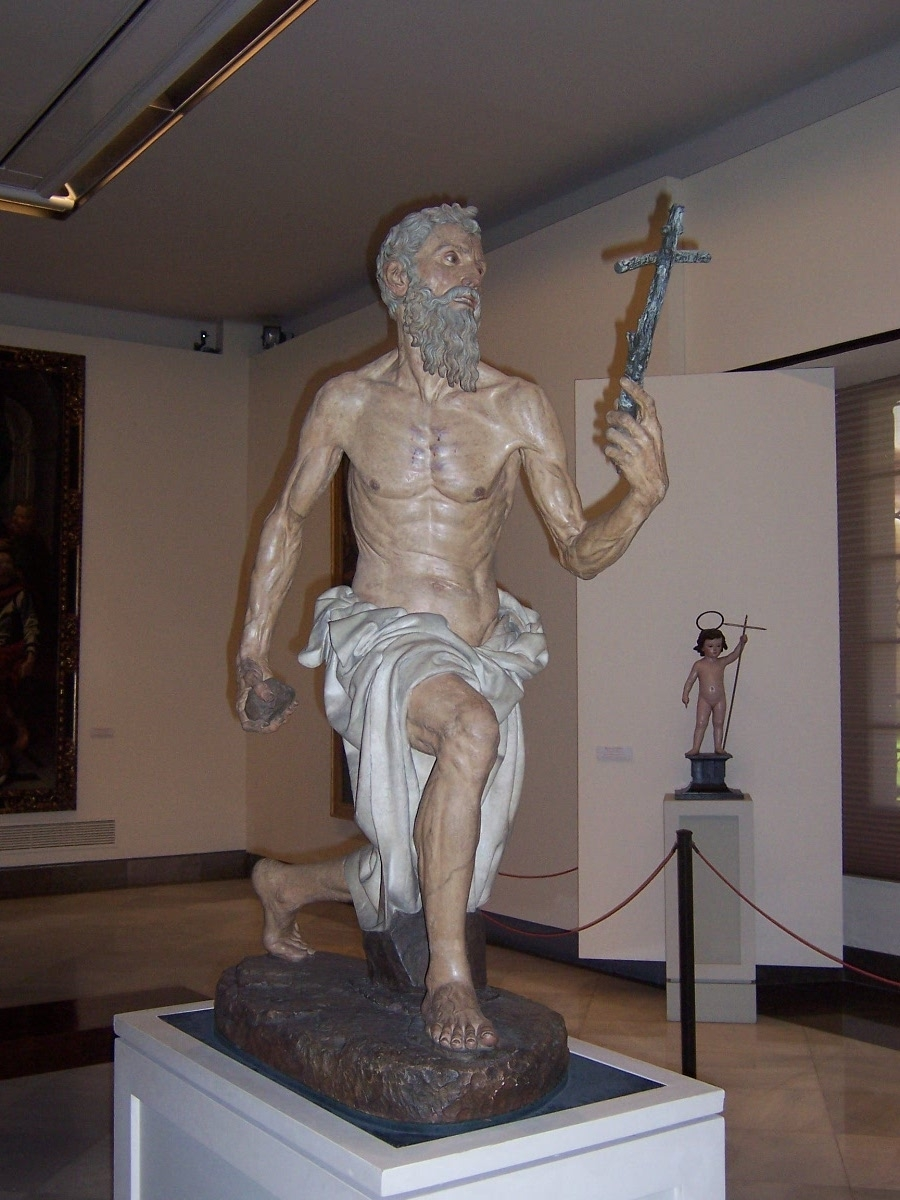
San Jerónimo, de Pietro Torrigiano.
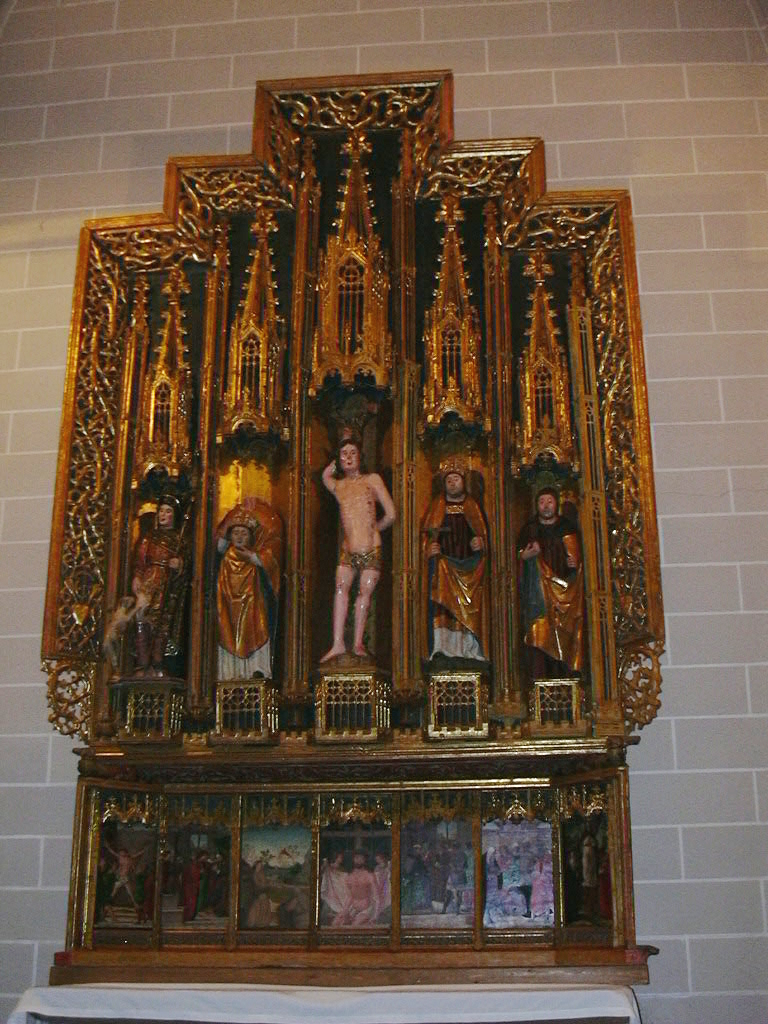
Colegiata de Bolea, retablo de San Sebastián, de Pedro Aponte.
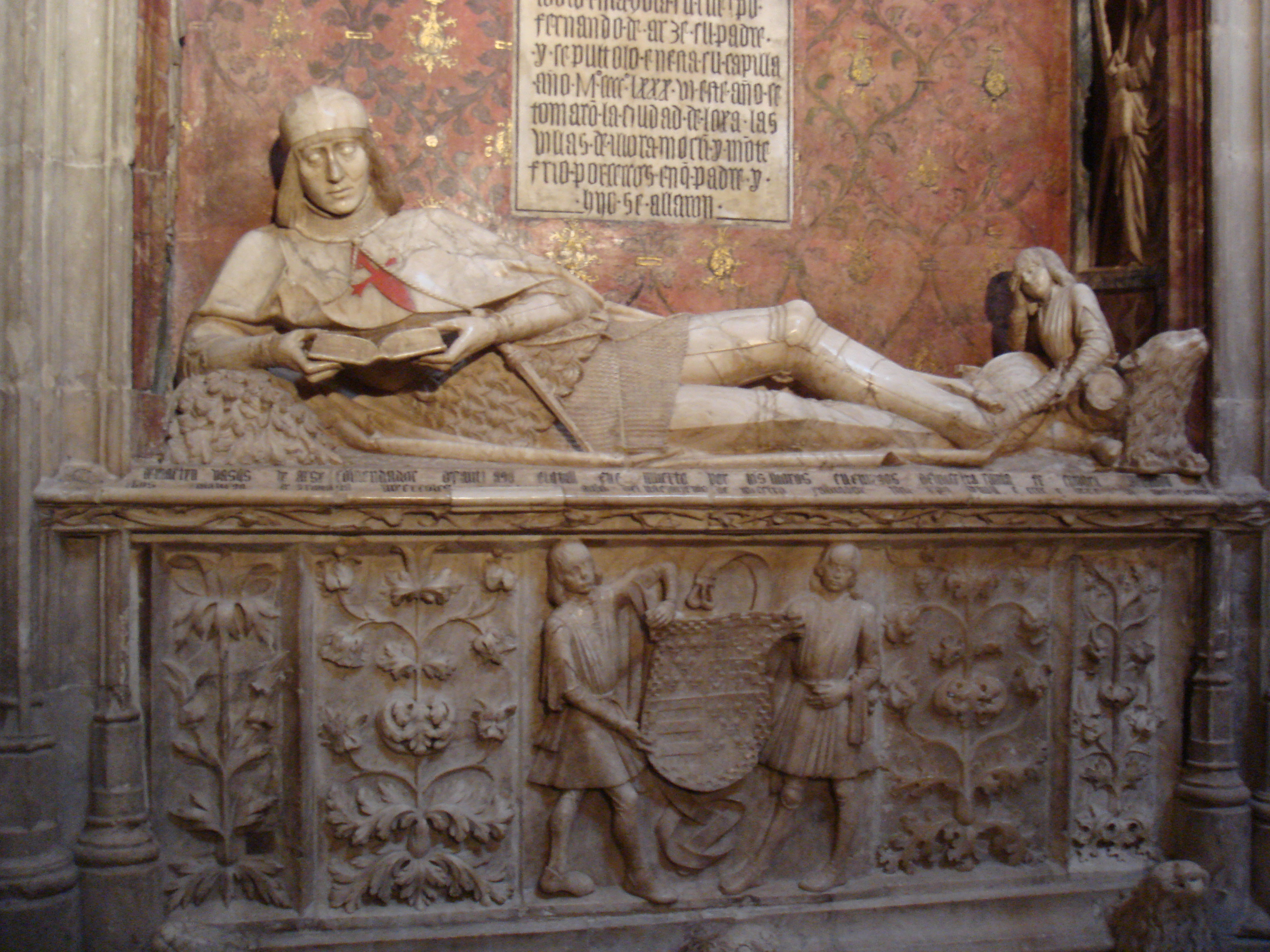
Sepulcro del Doncel de Sigüenza, atribuido a Sebastián de Almonacid.
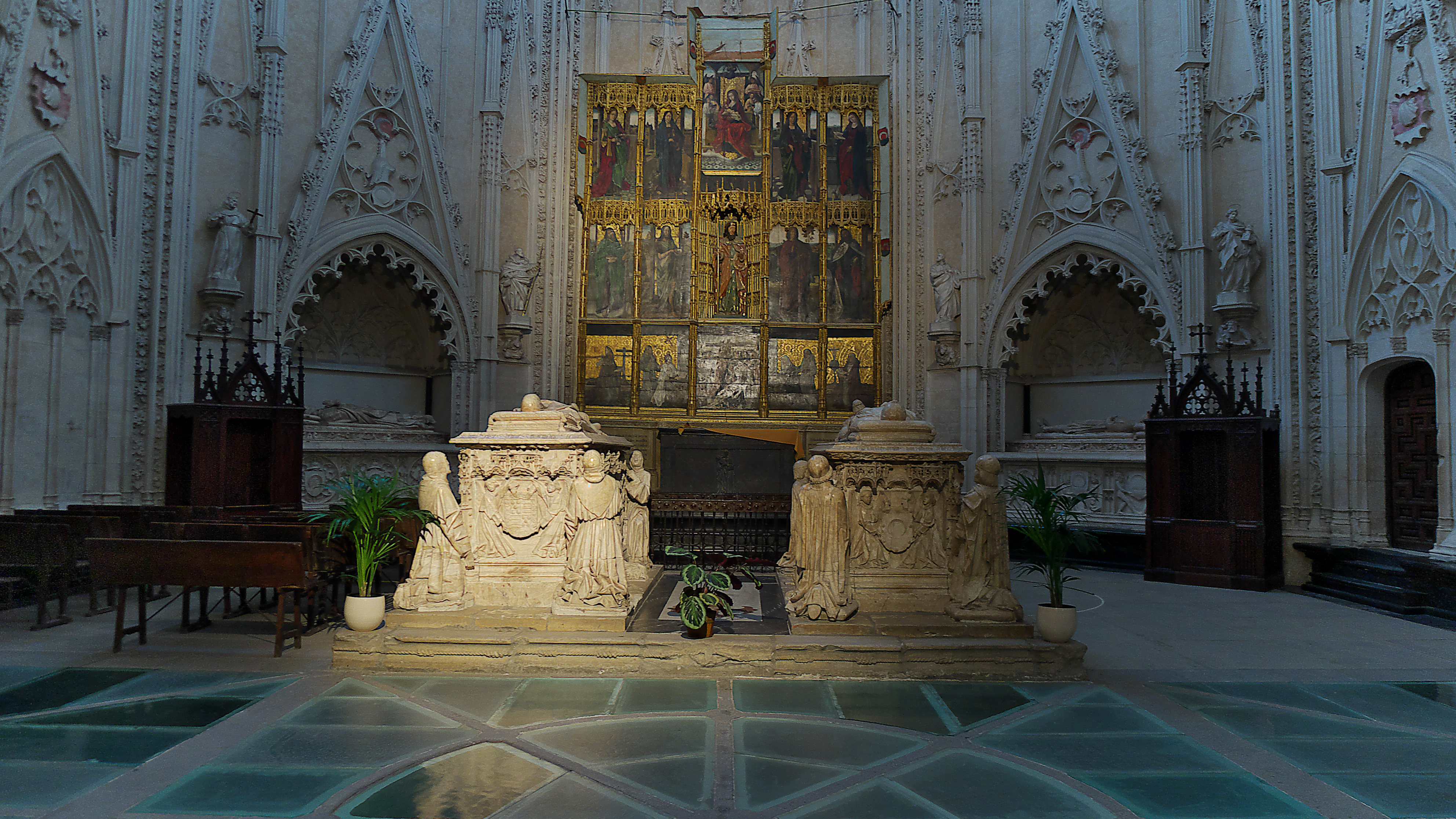
Sepulcro de Álvaro de Luna y Juana de Pimentel en la capilla de Santiago de la Catedral de Toledo, de Pablo Ortiz y Sebastián de Almonacid.
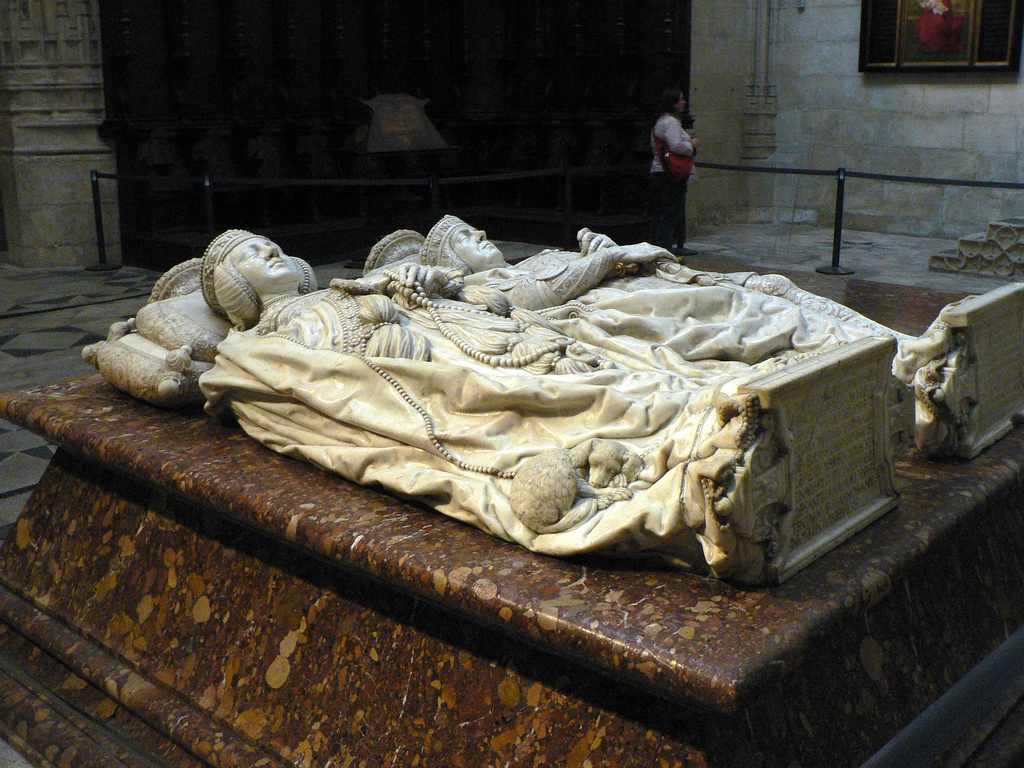
Sepulcro de los Condestables, de Felipe Bigarny, en la capilla del mismo nombre.
Sepulcro de Juan II de Castilla, en la cartuja de Miraflores.
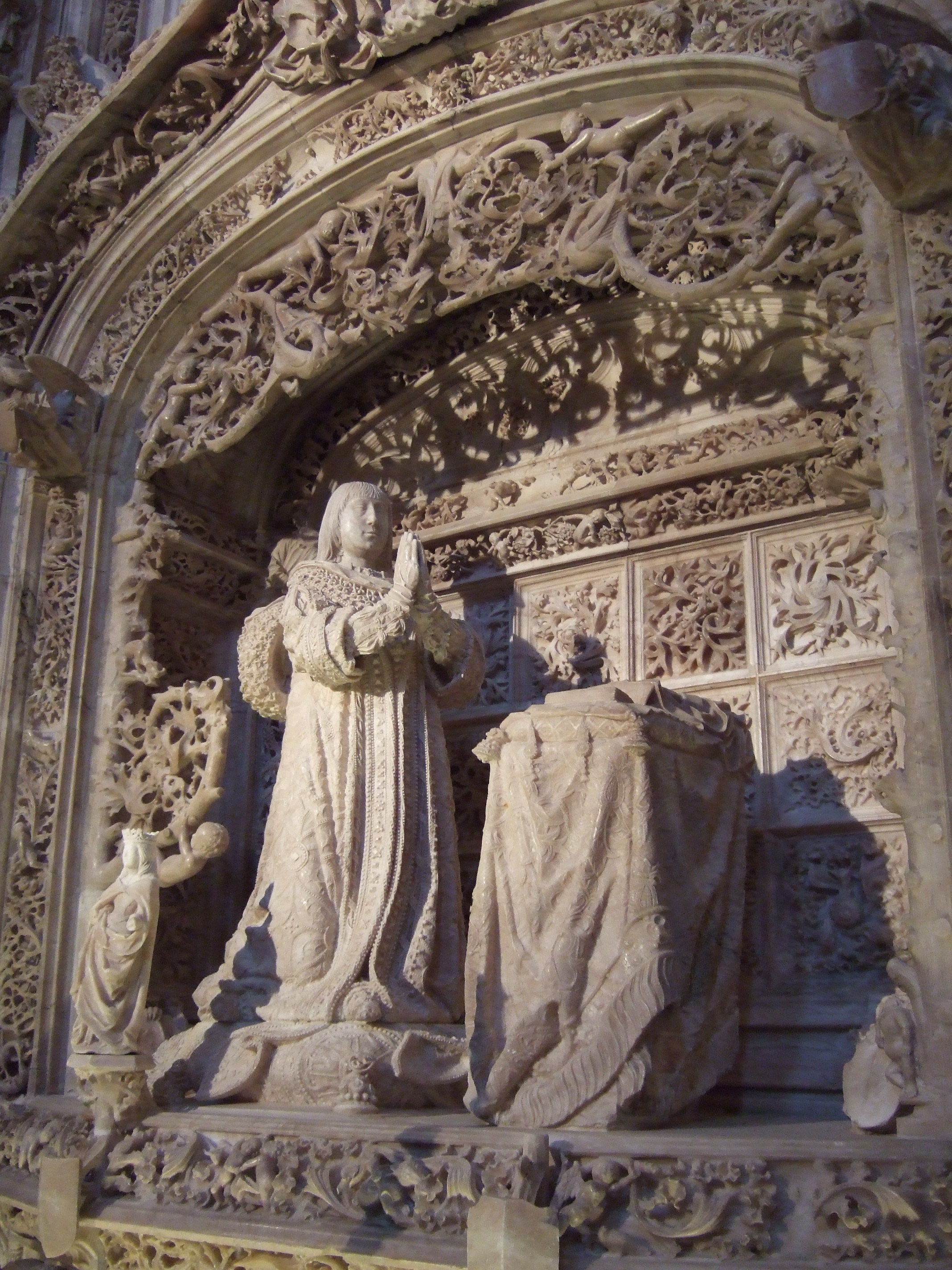
Sepulcro de Alfonso de Castilla, en la cartuja de Miraflores.
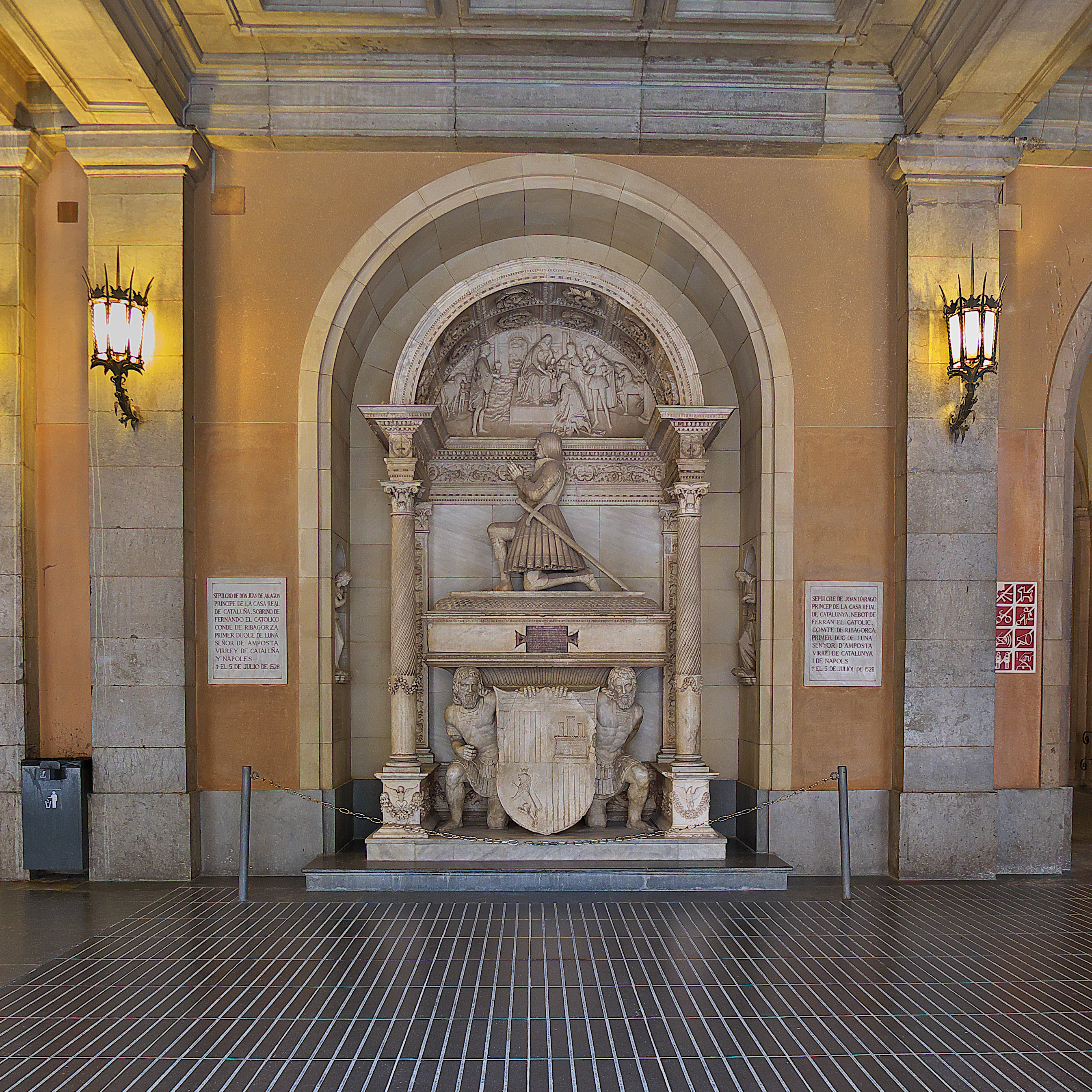
Sepulcro de Juan II de Ribagorza.
Sepulcro del príncipe Juan, de Domenico Fancelli.
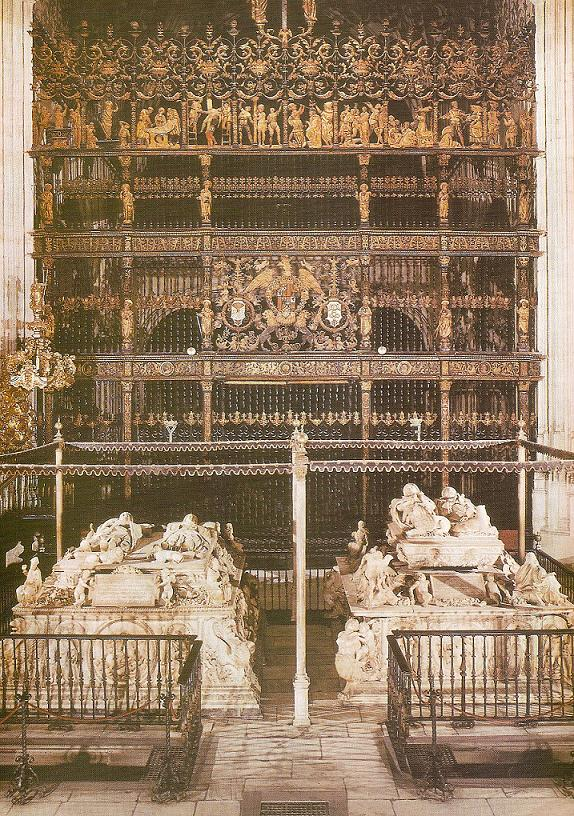
Sepulcro de los Reyes Católicos, y de Juana la Loca y Felipe I el Hermoso, de Domenico Fancelli y Bartolomé Ordóñez, respectivamente, en la capilla real de Granada.
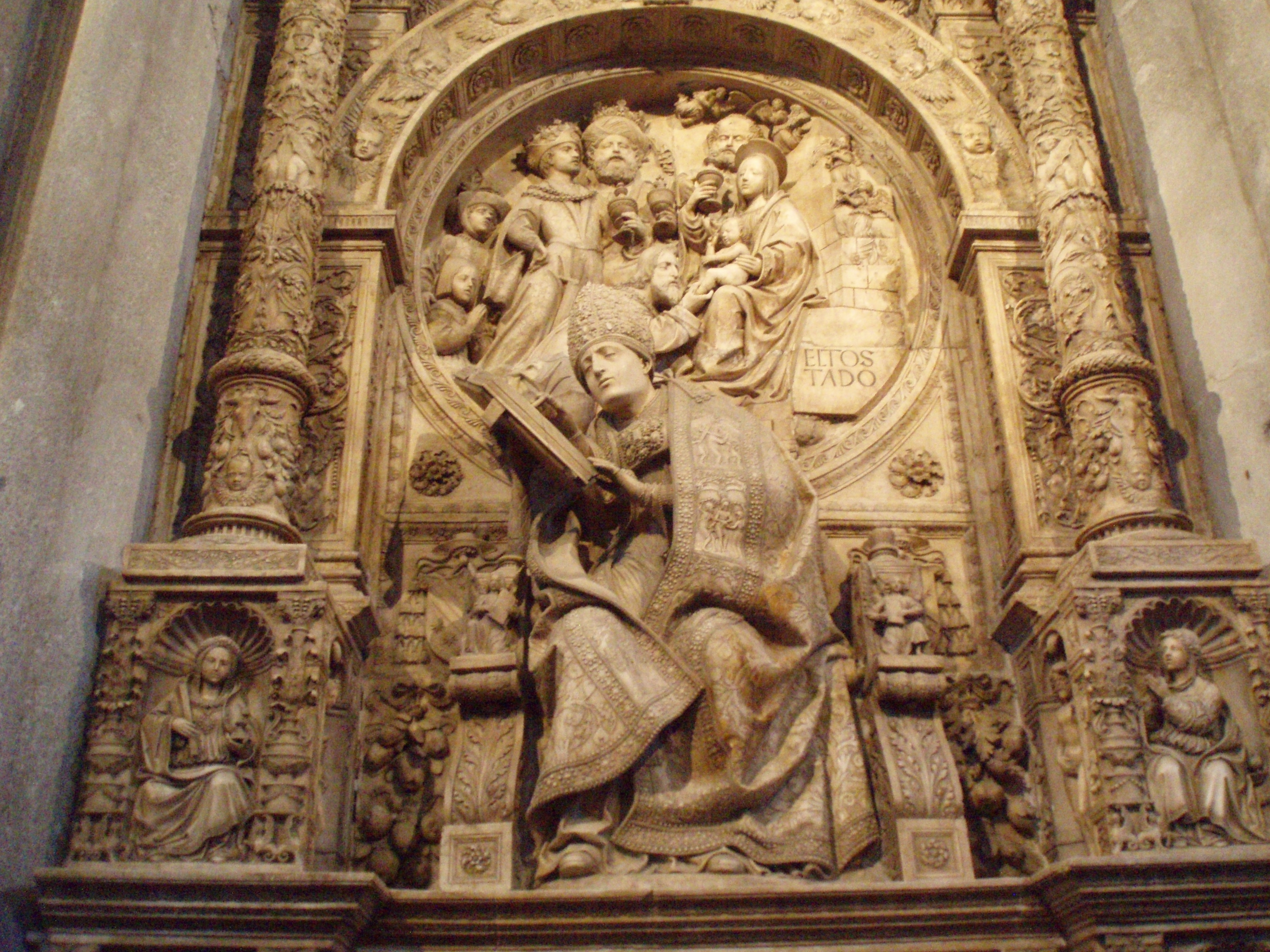
Sepulcro del Tostado, de Vasco de Zarza.
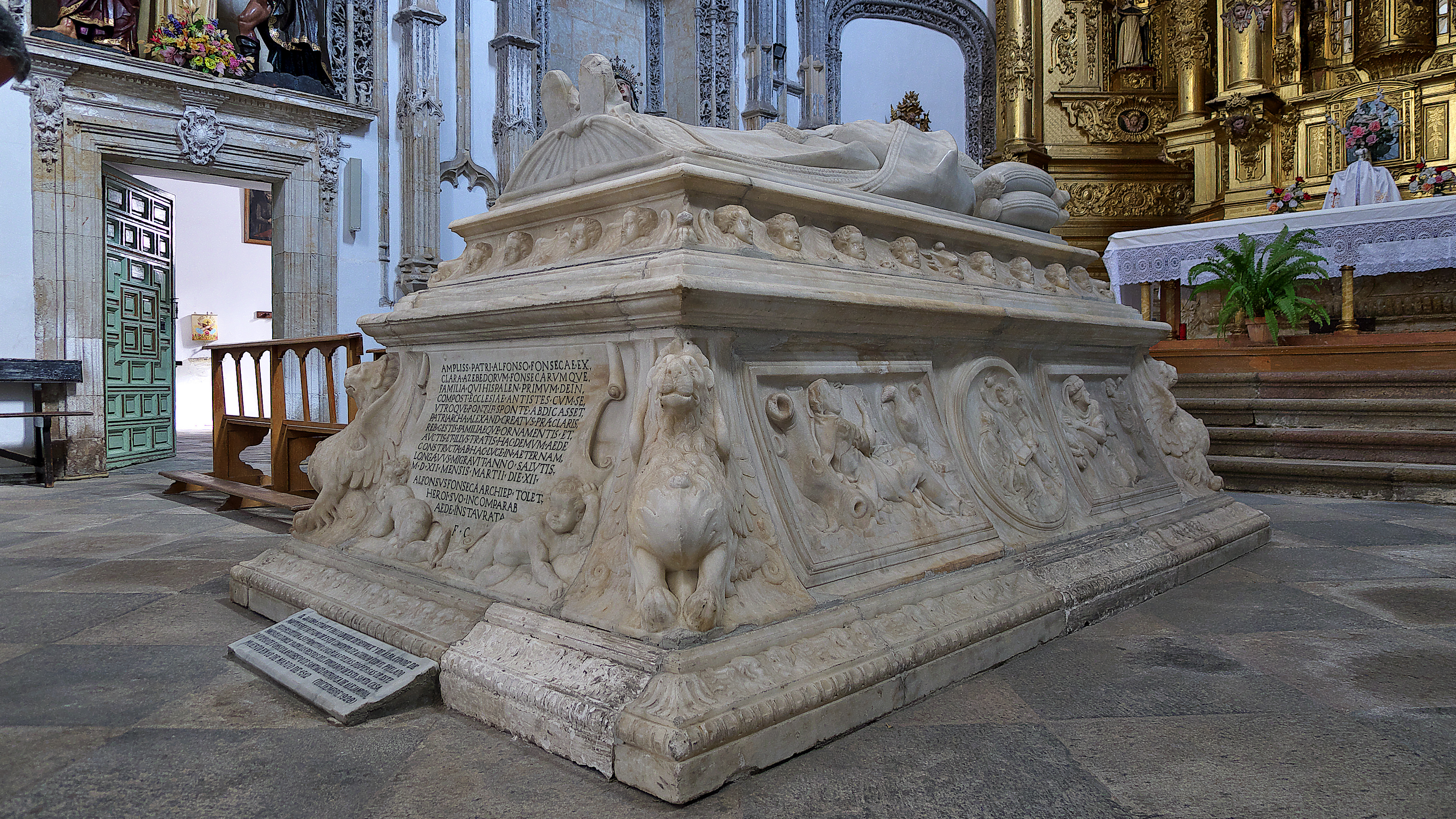
Sepulcro del cardenal Fonseca, de Diego de Siloé.
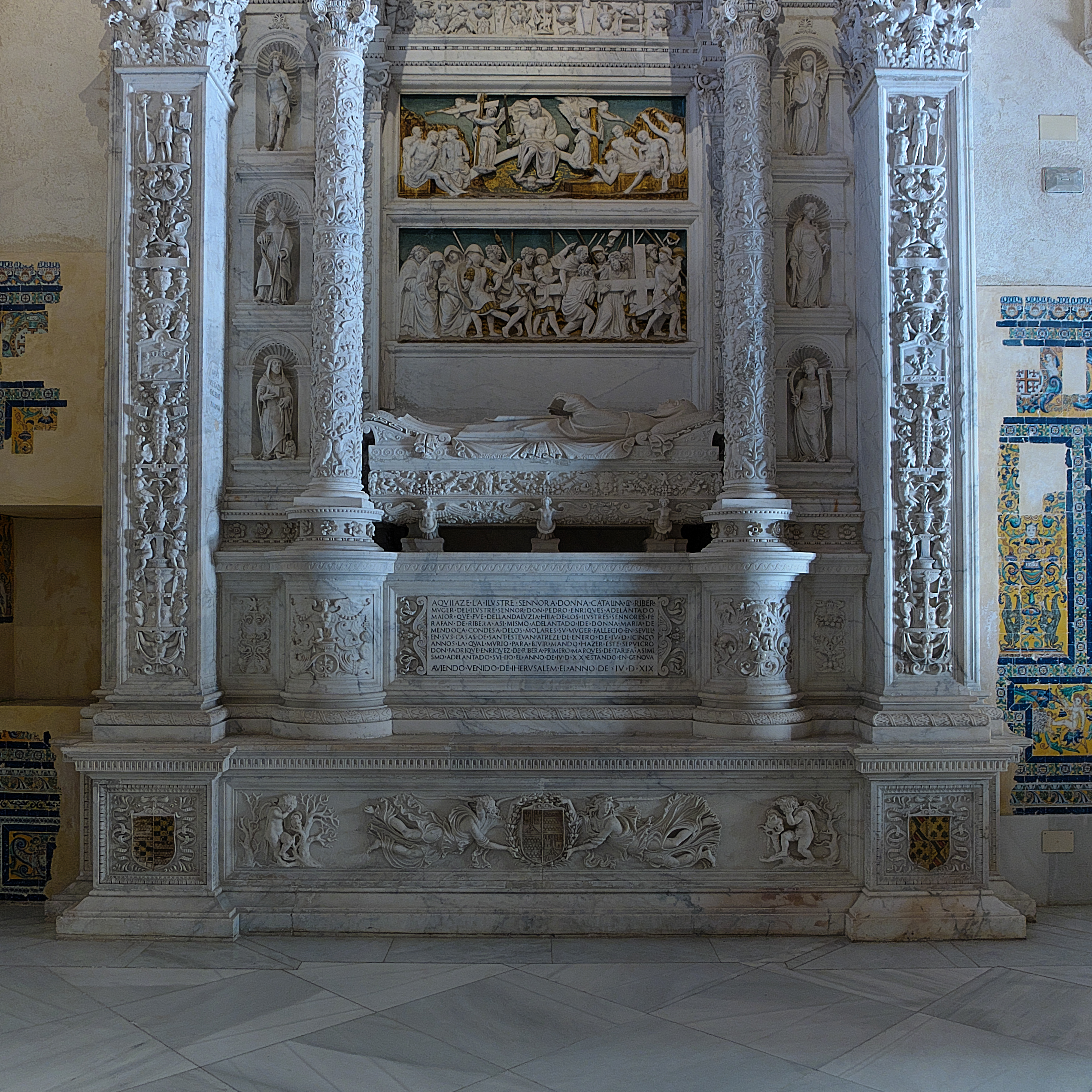
Sepulcro de Catalina de Ribera, de Pace Gazini o Gaggini (1521).
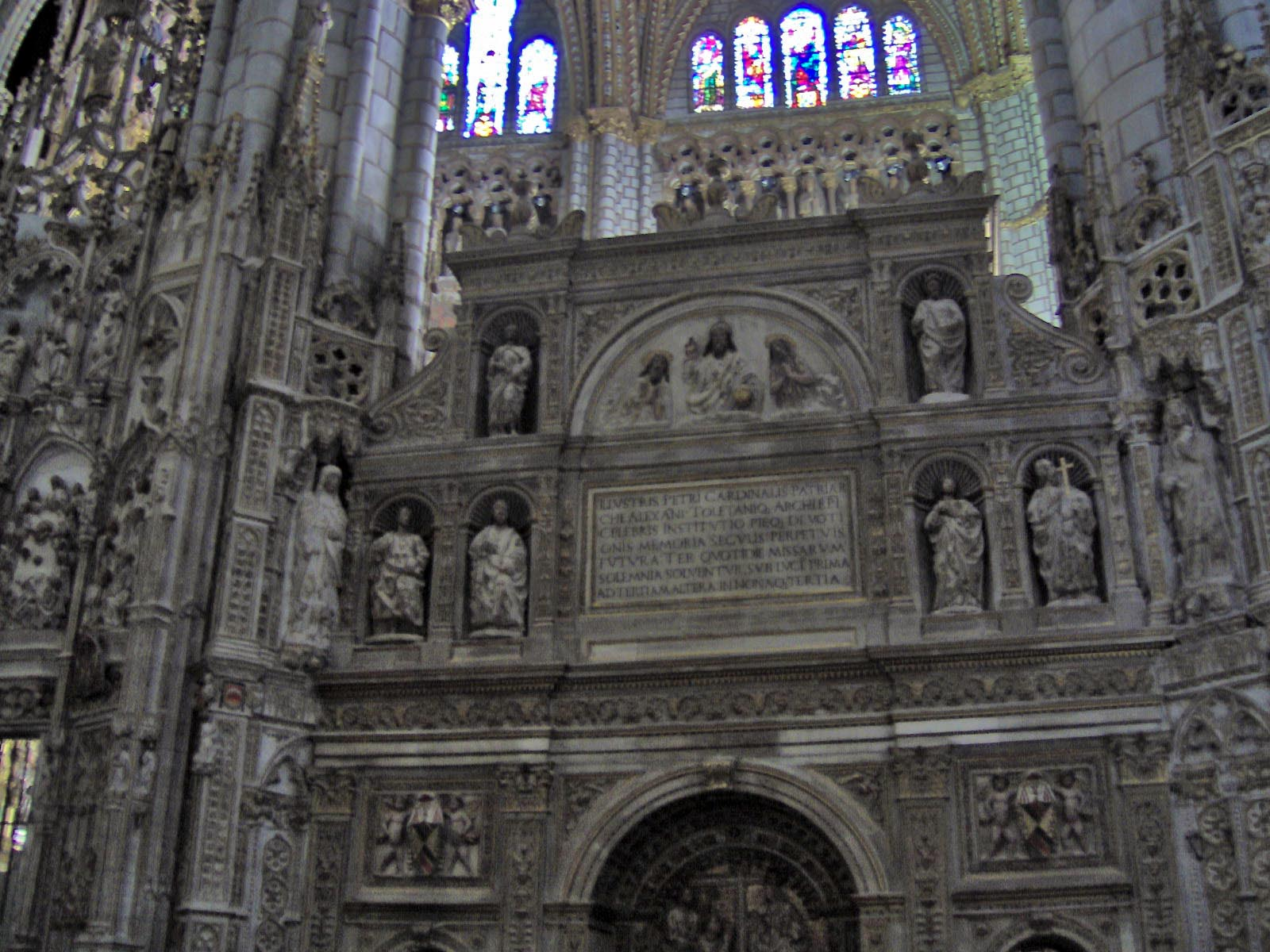
Sepulcro del cardenal Mendoza en la catedral de Toledo.

A finales del siglo XV se impulsó la elaboración de magníficos sepulcros de estética hispanoflamenca, como los esculpidos por Pablo Ortiz y Sebastián de Almonacid en la capilla de Santiago de la Catedral de Toledo, por Felipe Bigarny en la capilla del Condestable de la Catedral de Burgos, o por Gil de Siloé en la Cartuja de Miraflores. La introducción de los monumentos sepulcrales "a lo romano" comienza con el de Juan II de Ribagorza en el monasterio de Montserrat, encargado en Nápoles, donde fue virrey (1507-1509). Le sigue el Sarcófago del Cardenal Diego Hurtado de Mendoza en Sevilla, esculpido por Domenico Fancelli (cuyo éxito fue fulgurante, encargándosele el sarcófago del príncipe Juan, de 1512-1513 y el sarcófago de los Reyes Católicos en la Capilla Real de Granada). Otros son los de la Casa de Ribera en Sevilla (por Pace Gazini y Antonio Maria Aprile) y el del cardenal Pedro González de Mendoza en Toledo (por Andrea Sansovino o Jacopo Sansovino). Bartolomé Ordóñez realizó en 1520 el sepulcro de Juana la Loca y Felipe el Hermoso en la Capilla Real de Granada; y en la misma ciudad Diego de Siloé el sepulcro del cardenal Fonseca, que se instaló en la iglesia del convento de la Anunciación (Salamanca).

## Pintura

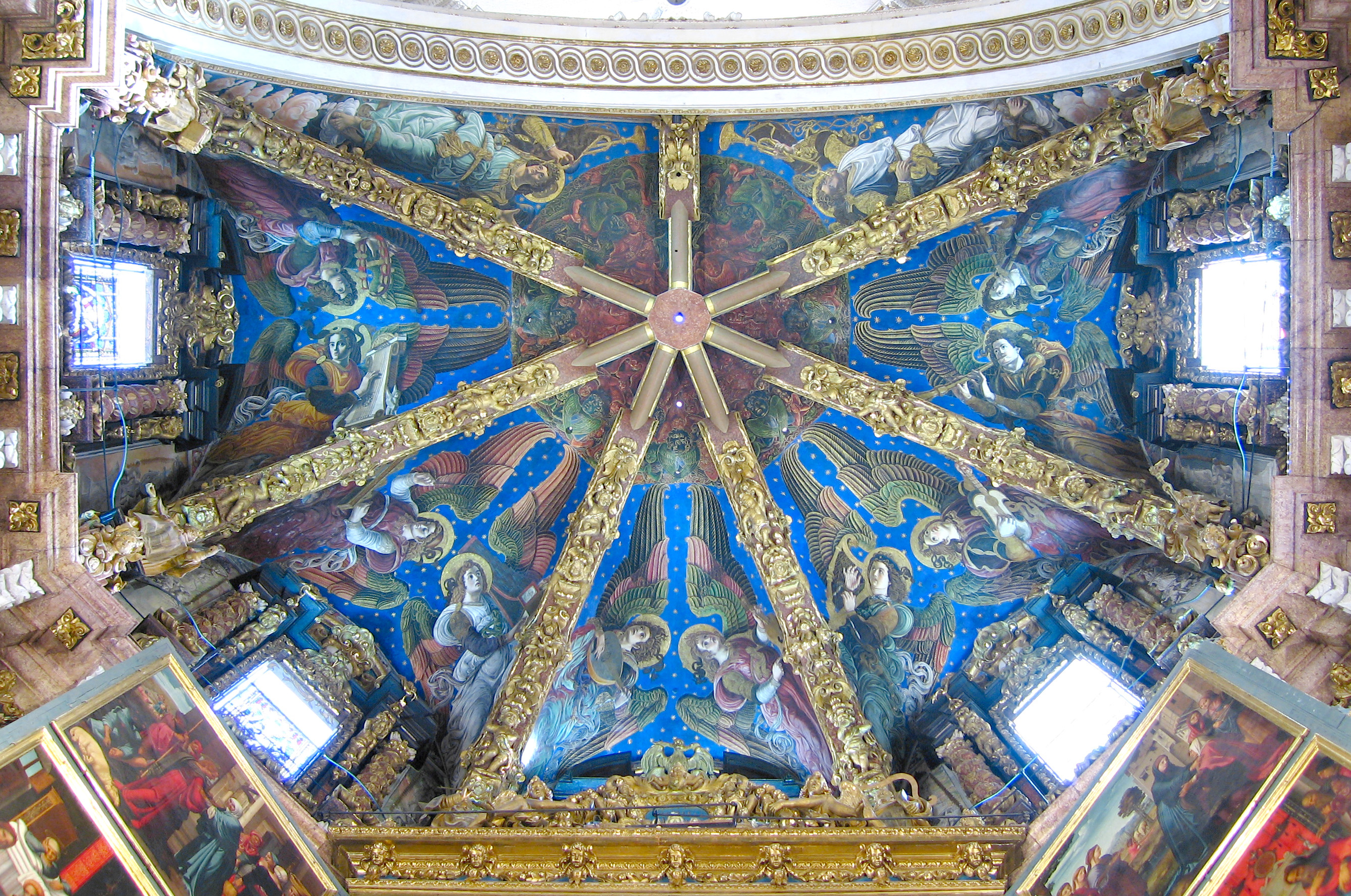
Frescos de la bóveda del altar mayor de la catedral de Valencia, Paolo de San Leocadio y Francesco Pagano, 1474.

Cierta influencia italiana prerrenacentista es visible en Jaime Huguet, mientras que el Quattrocento influyó en los Osona.
Pedro Berruguete viajó a Italia, donde realizó una parte importante de su producción artística, aunque retuvo elementos flamencos. La misma conjunción de influencias se percibe en Alejo Fernández.
Con Leonardo da Vinci trabajaron Fernando Yáñez de la Almedina y Fernando de los Llanos. Rafael Sanzio influyó en Vicente Macip y su hijo Juan de Juanes. Pedro Fernández de Murcia, que trabajó en Nápoles y Roma, también introdujo las formas italianizantes.
Influencias flamencas y del alemán Durero se detectan en Ayne Bru, el Maestro de San Félix, Matas, Pedro Aponte, Jerónimo Cosida, todos ellos de la Corona de Aragón.

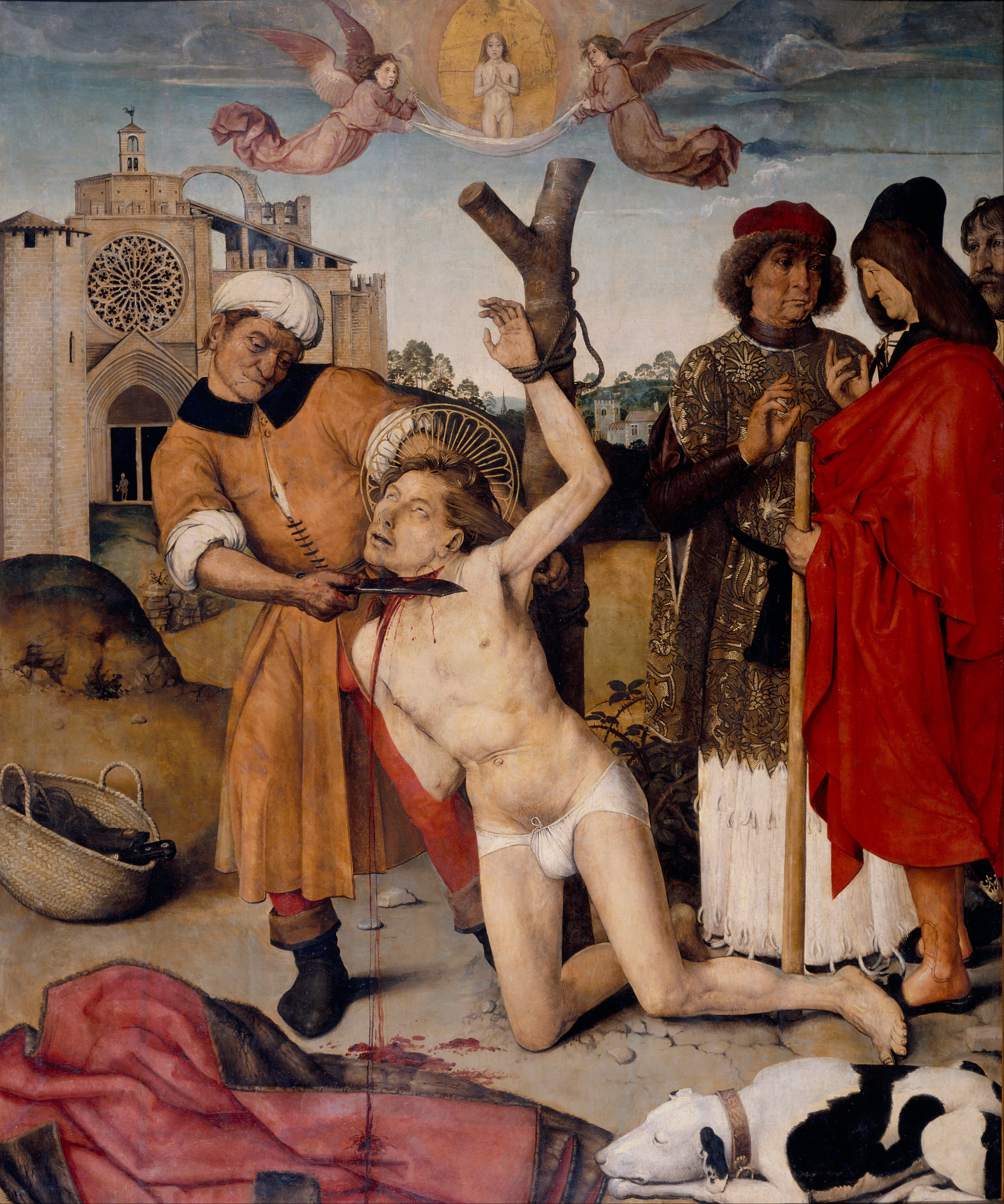
Martirio de San Cucufato, de Ayne Bru.
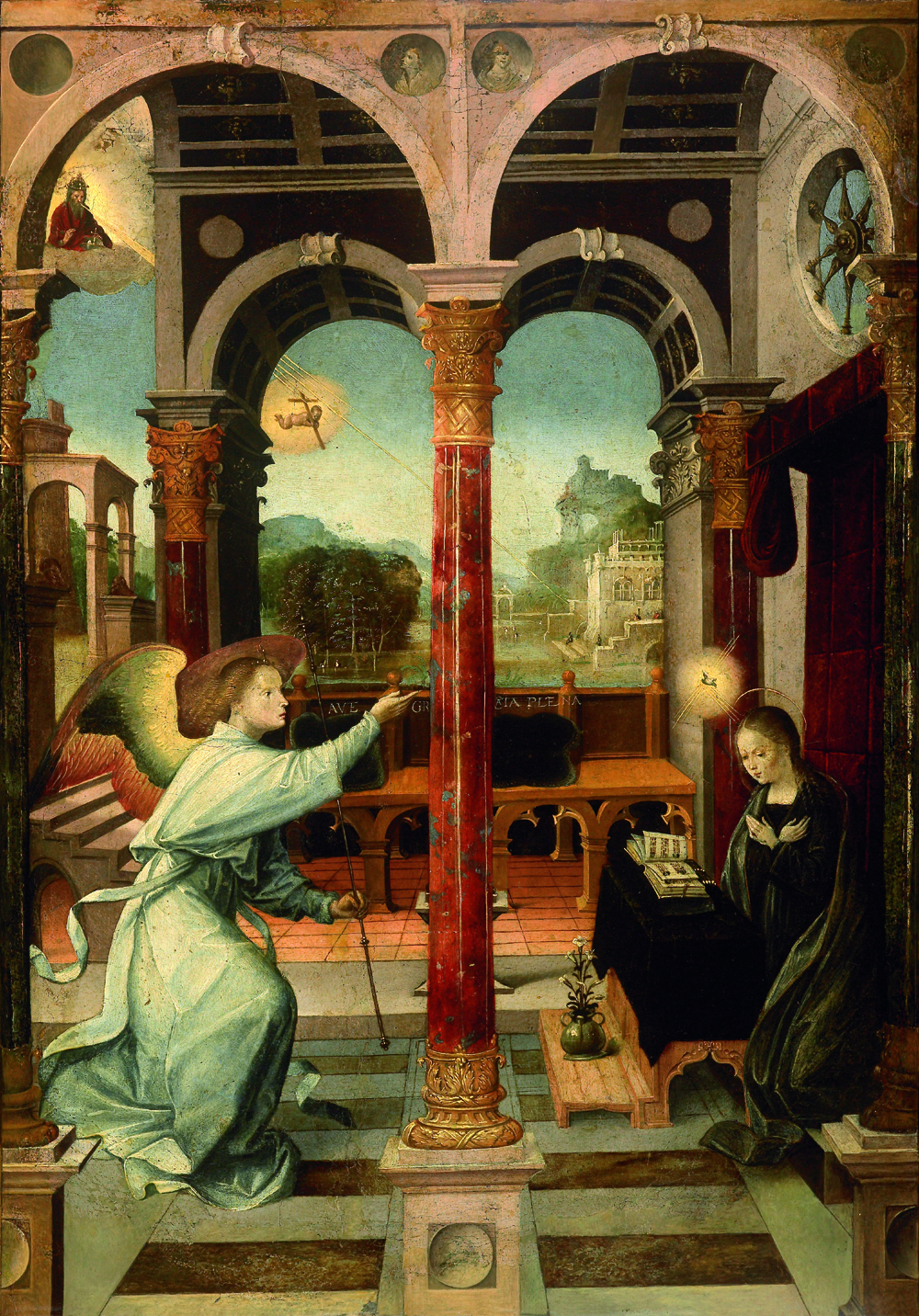
Anunciación, de Alejo Fernández.
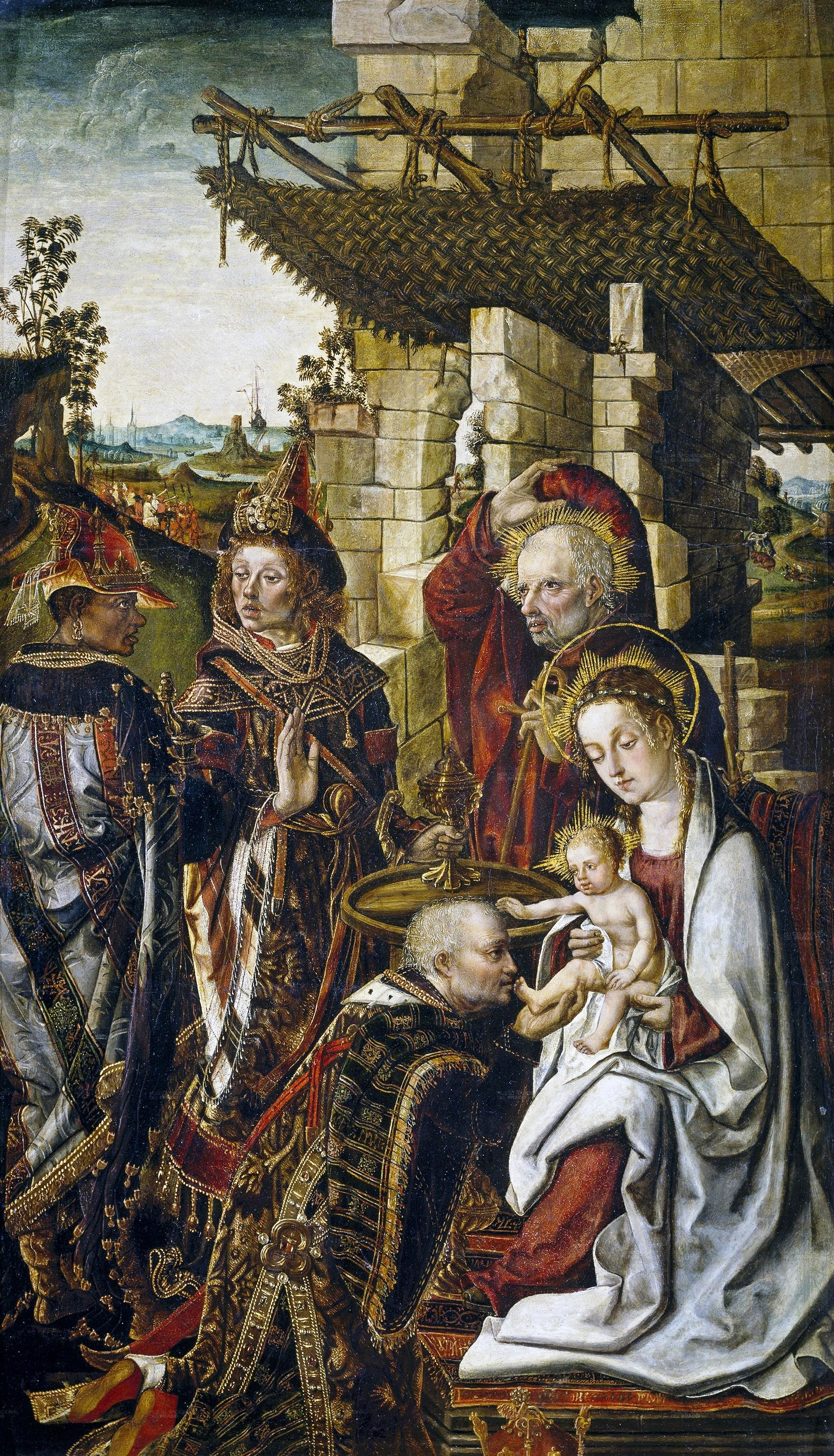
Adoración de los Magos, de Rodrigo y Francisco de Osona.
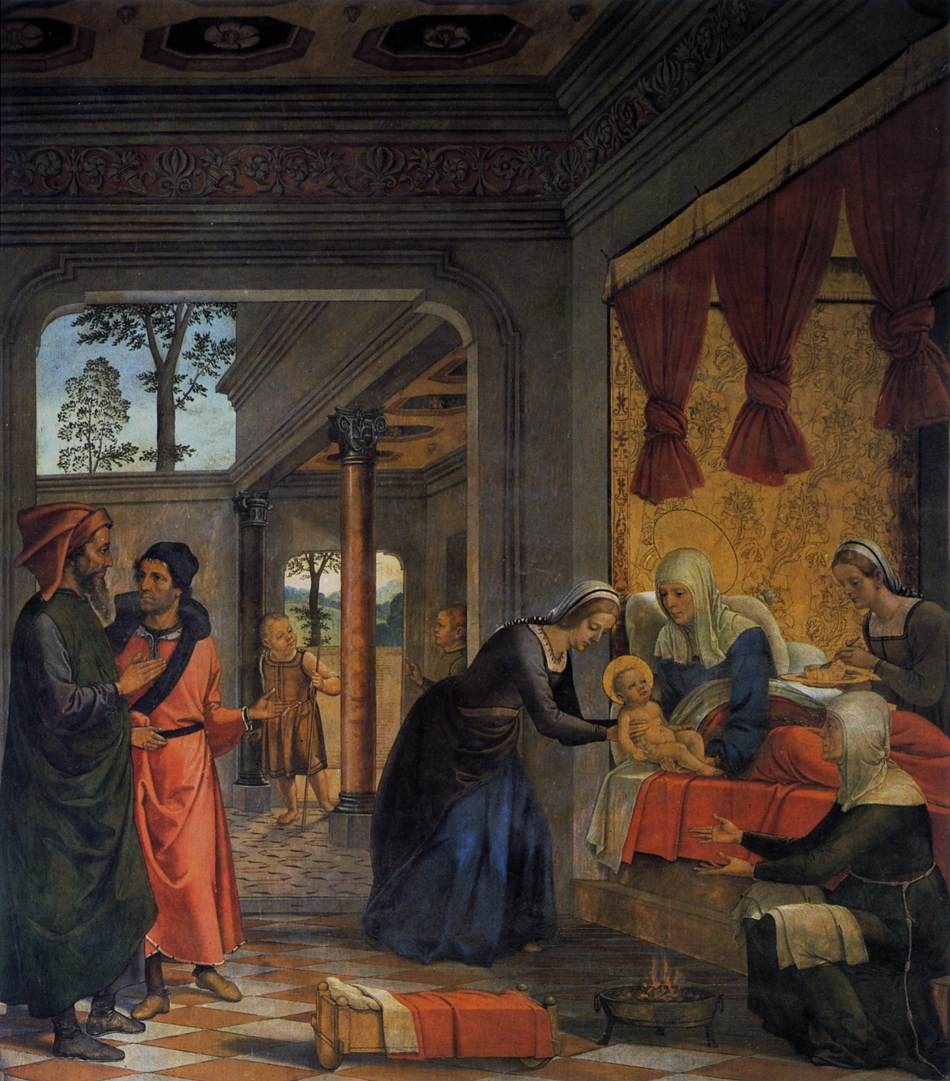
El nacimiento de la Virgen, de Juan de Borgoña.
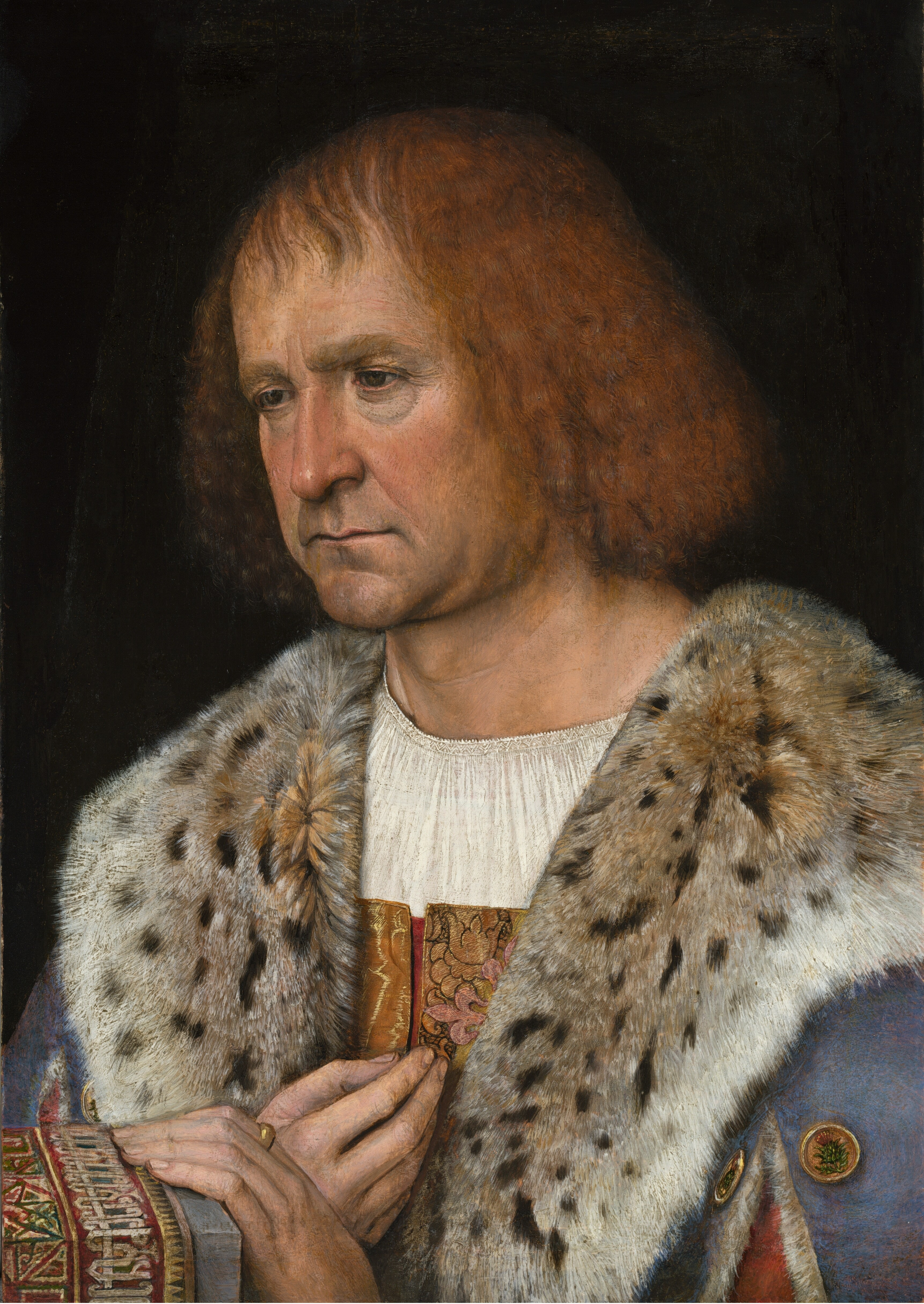
Retrato de Diego de Guevara, de Michel Sittow (Melchior Alemán).
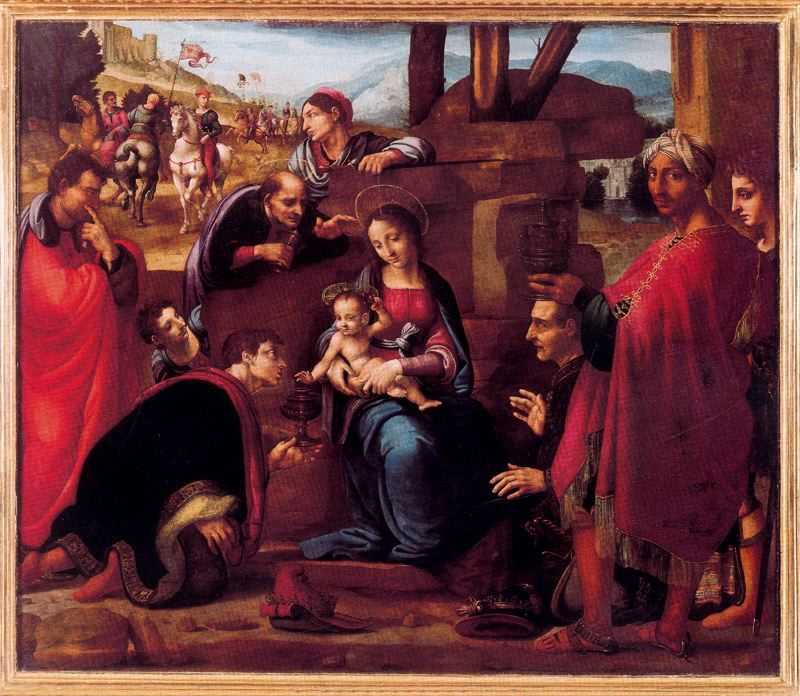
Adoración de los Magos, de Fernando de los Llanos.
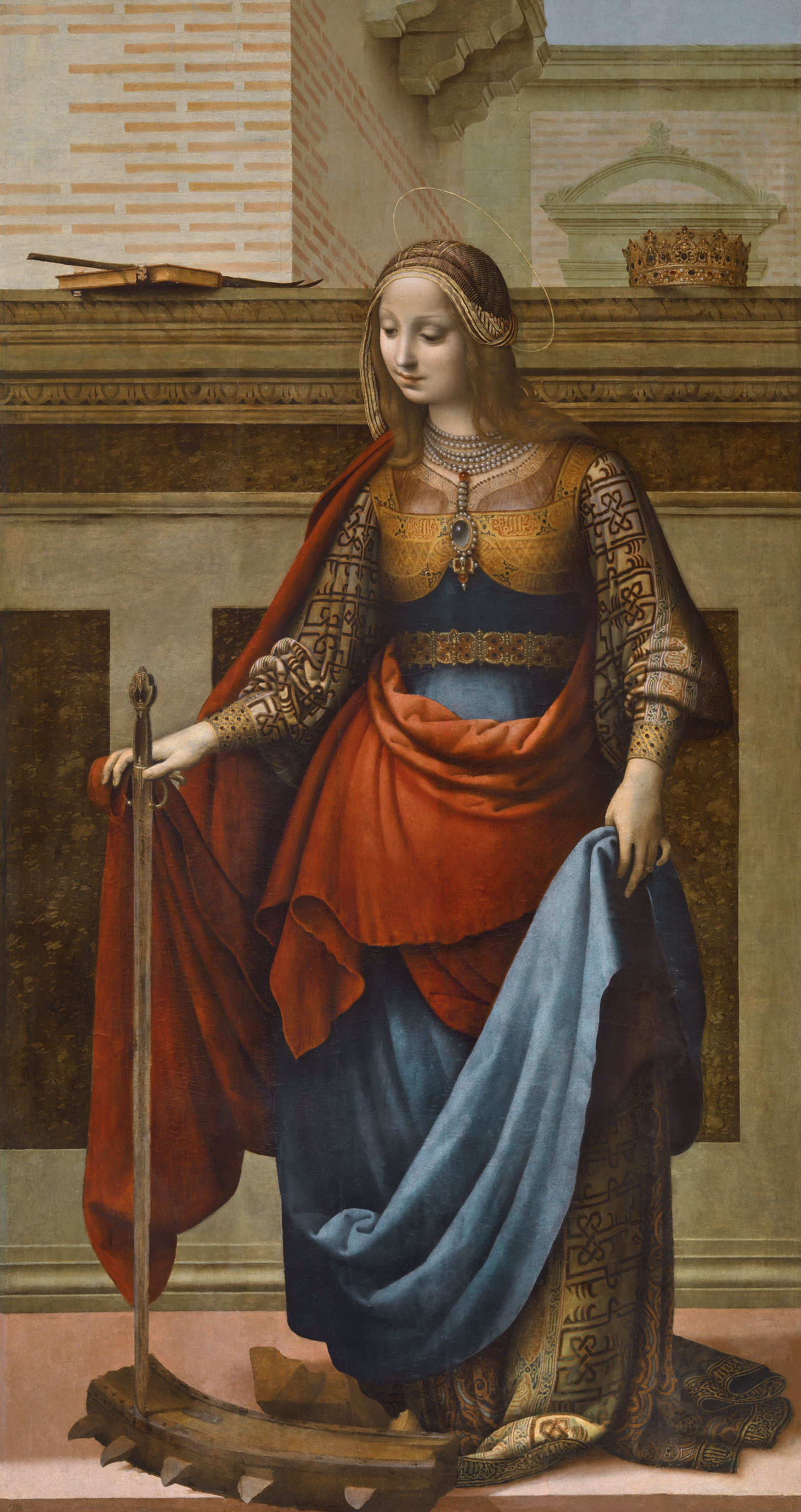
Santa Catalina, de Fernando Yáñez de la Almedina.
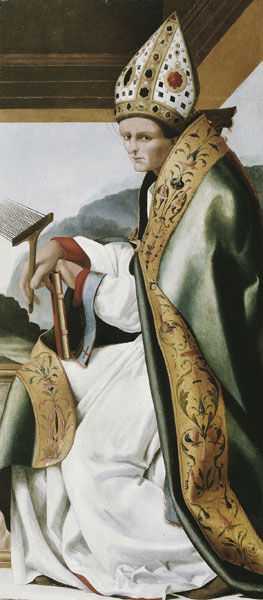
San Blas, de Pedro Fernández de Murcia.
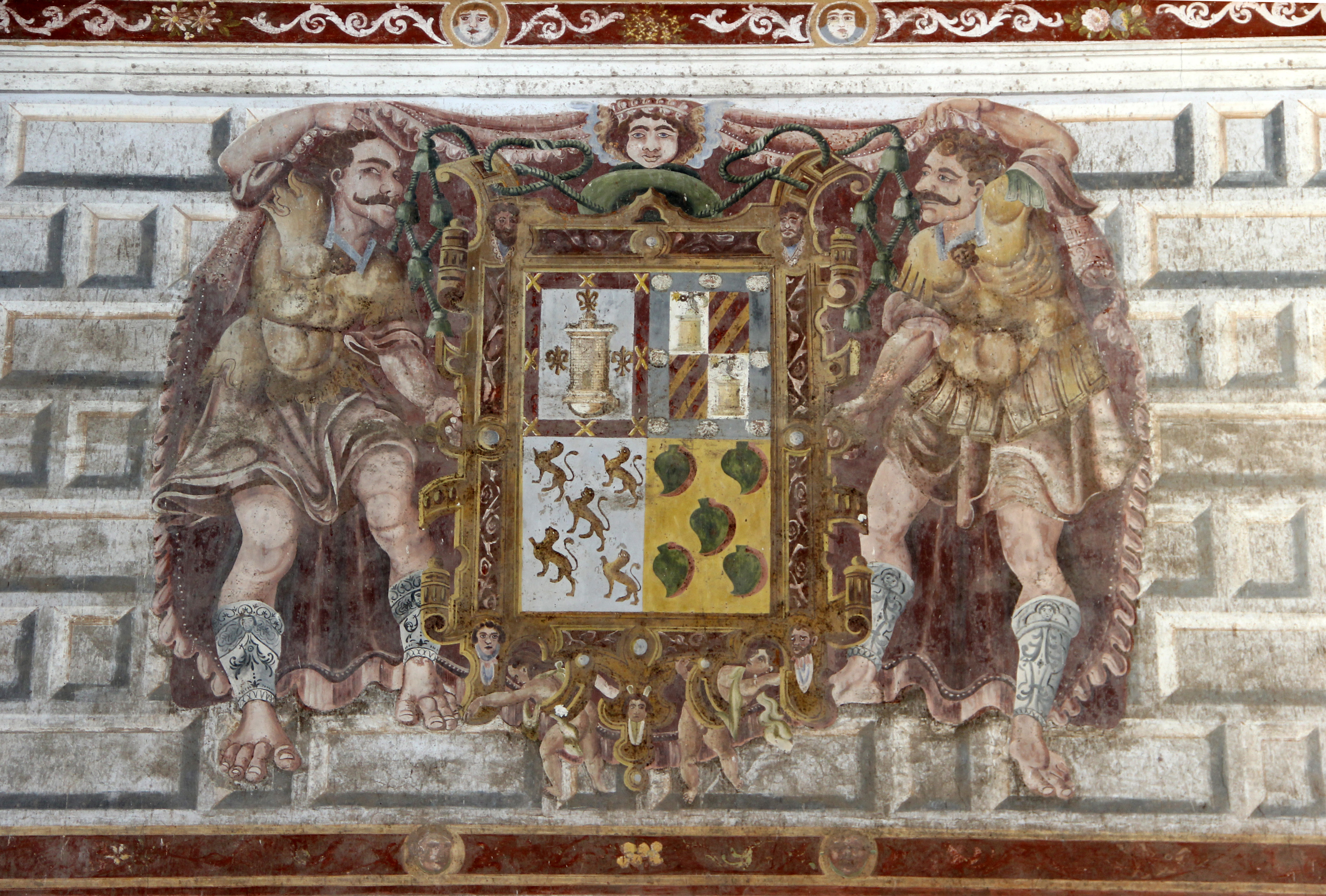
Frescos del Hospital de Santiago de Úbeda.
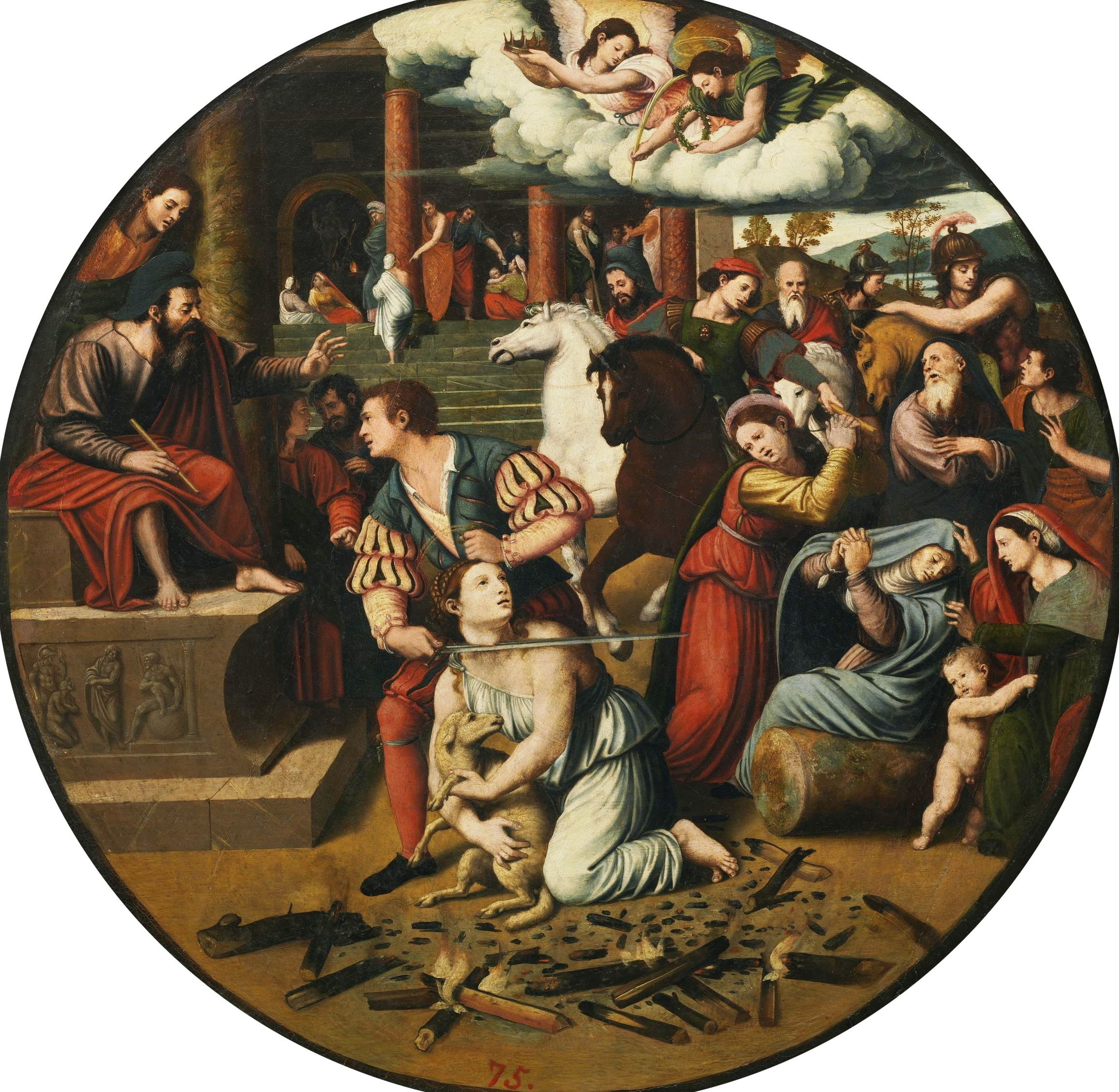
Martirio de Santa Inés, de Vicente Macip (1540-1545).

## Otras artes
Las artes llamadas "menores" o "decorativas", como la ebanistería, la orfebrería, la rejería o la armería, de gran tradición medieval en España, llegaron a un punto extraordinario con orfebres como los Arfe, rejeros como Francisco de Villalpando y Cristóbal de Andino (Rejería de la catedral de Toledo -1540-) o el espadero Chataldo.

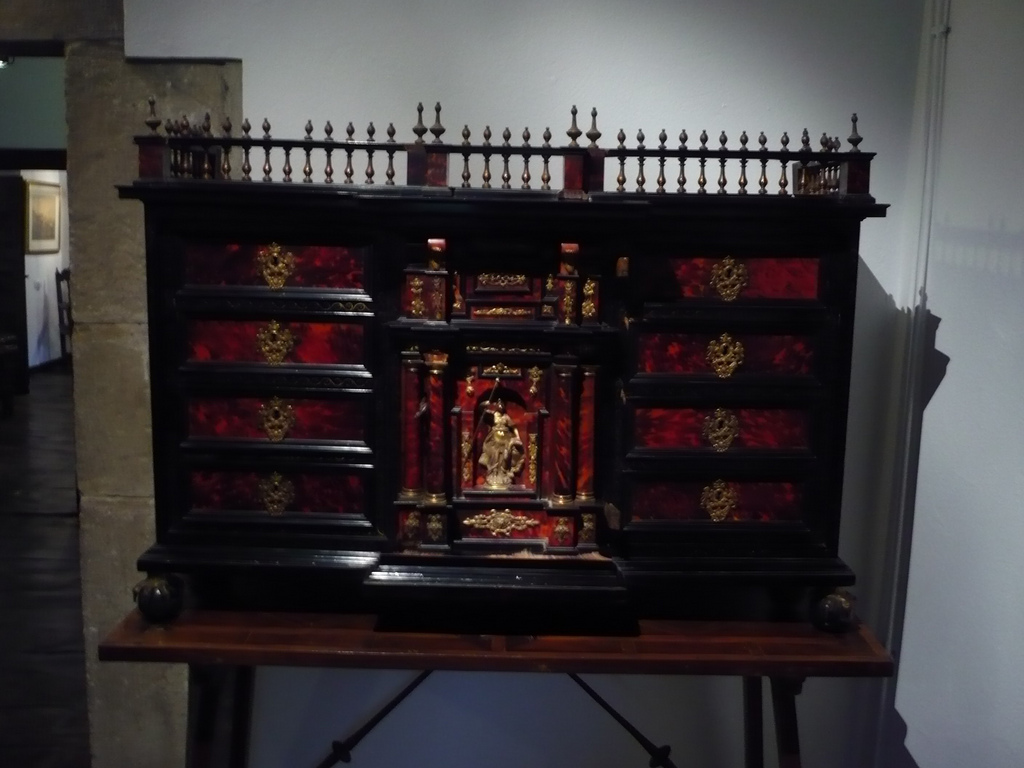
Bargueño.
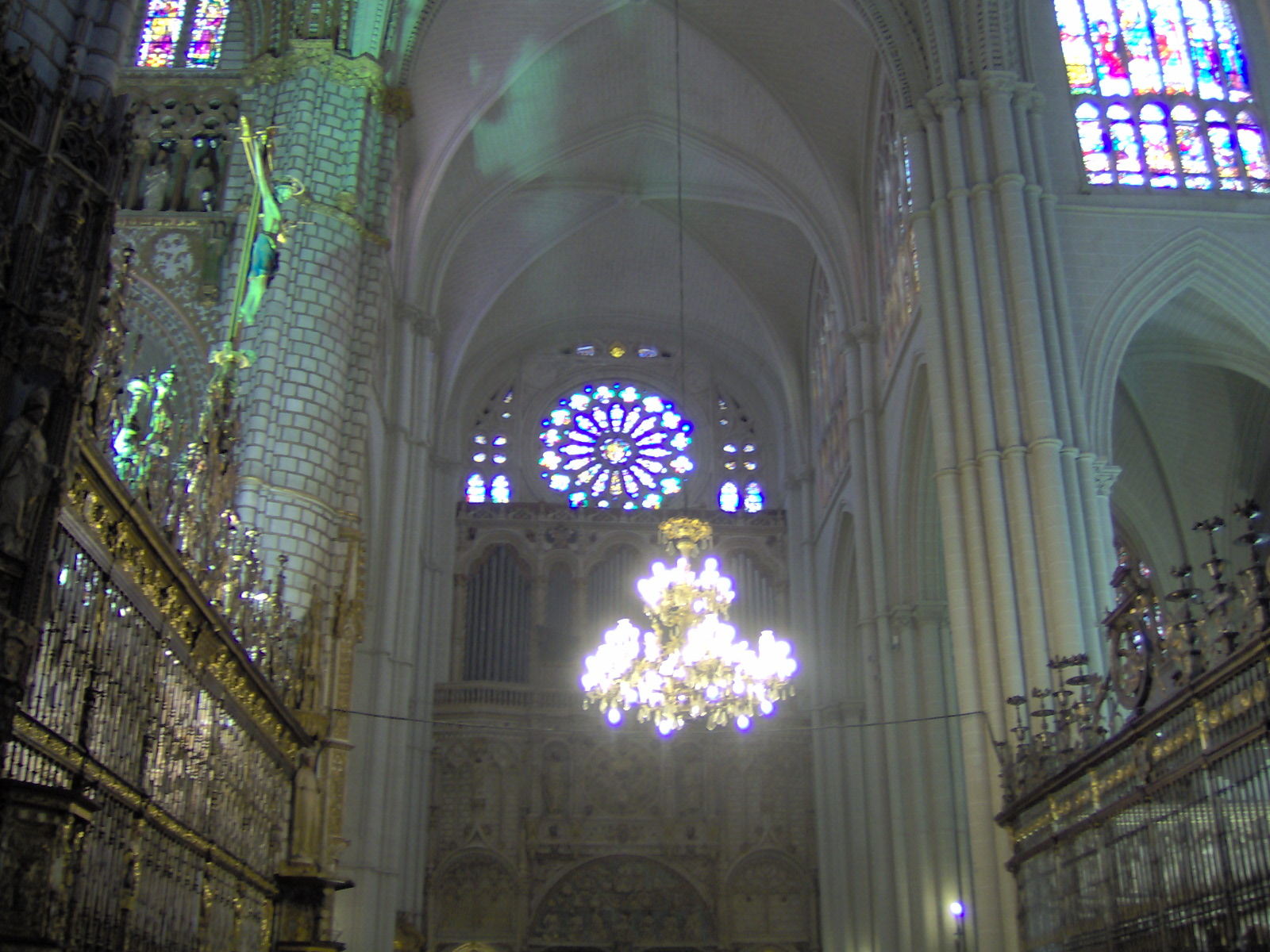
Rejería del coro de la catedral de Toledo.
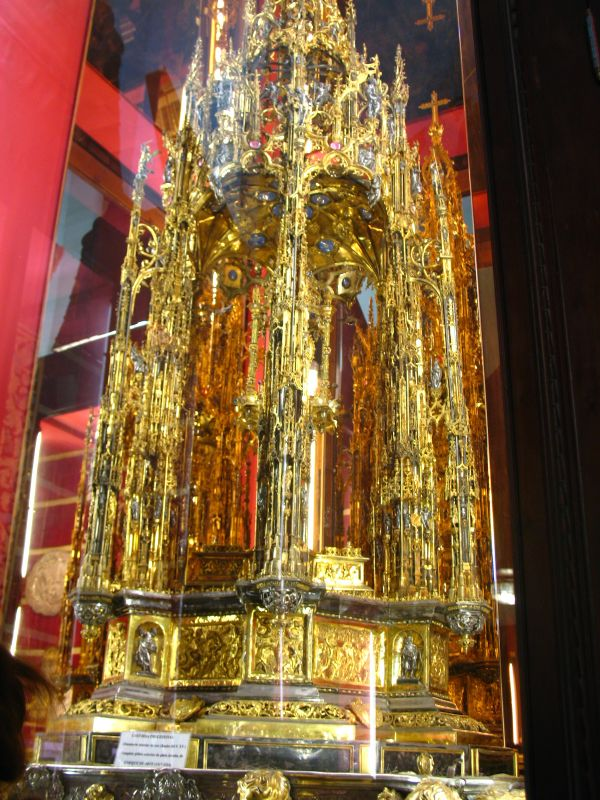
Custodia de la catedral de Toledo, de Enrique de Arfe, 1514-1524.
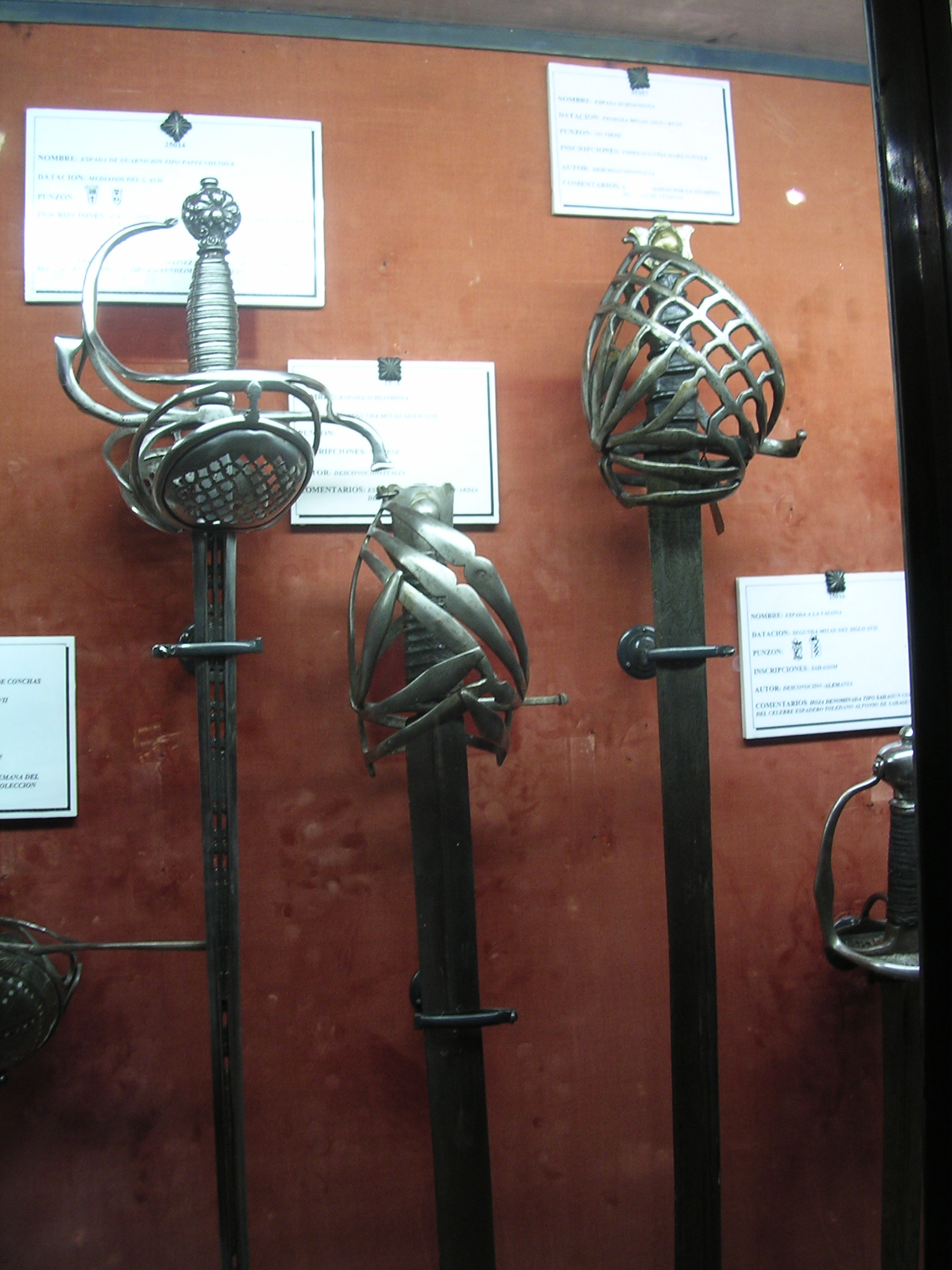
Espadas de la Real Armería.